# Lijst van werken van Peter Paul Rubens
Dit artikel tracht een overzicht te geven van de schilderijen en andere werken van Peter Paul Rubens.

## Galerij

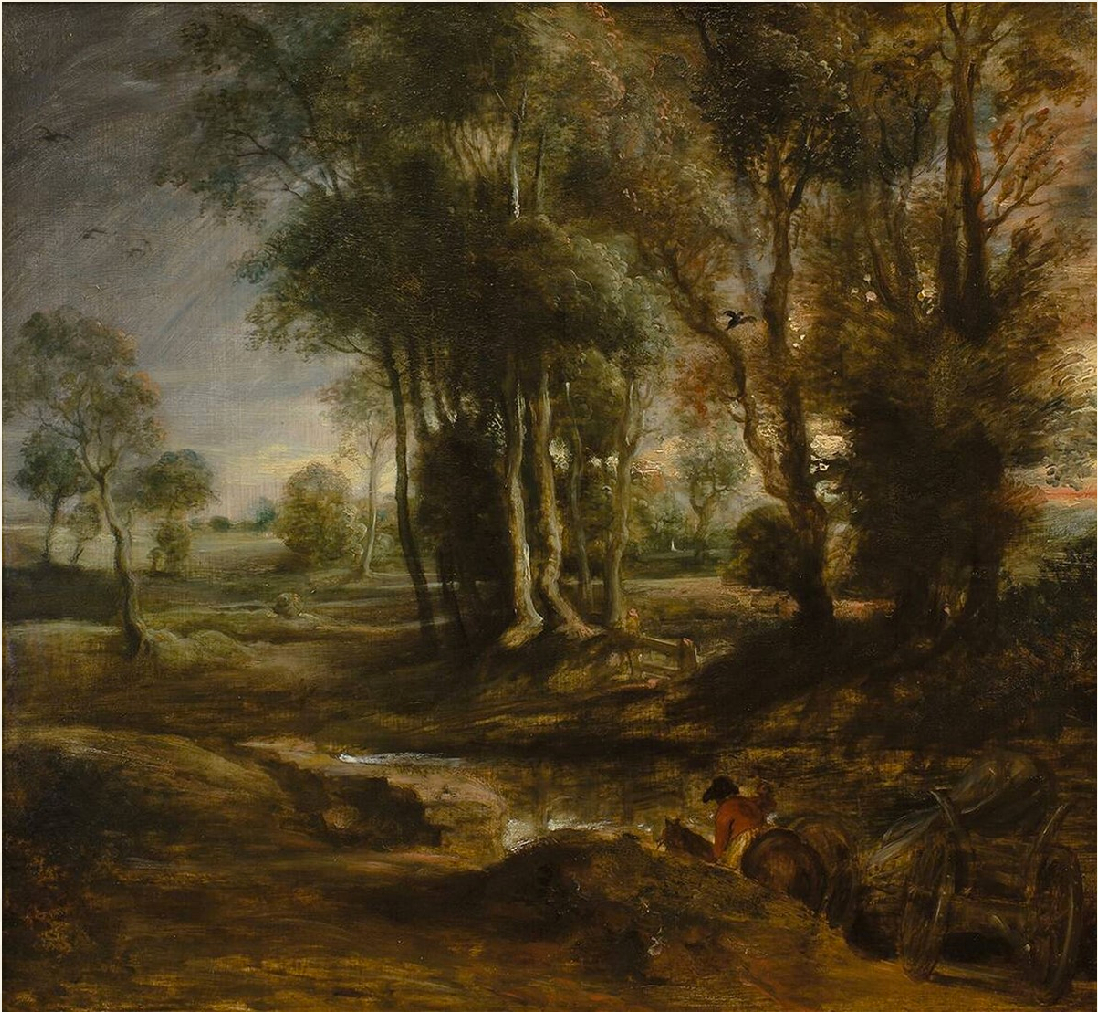
Avondlandschap (1635-'40); Museum Boijmans Van Beuningen te Rotterdam
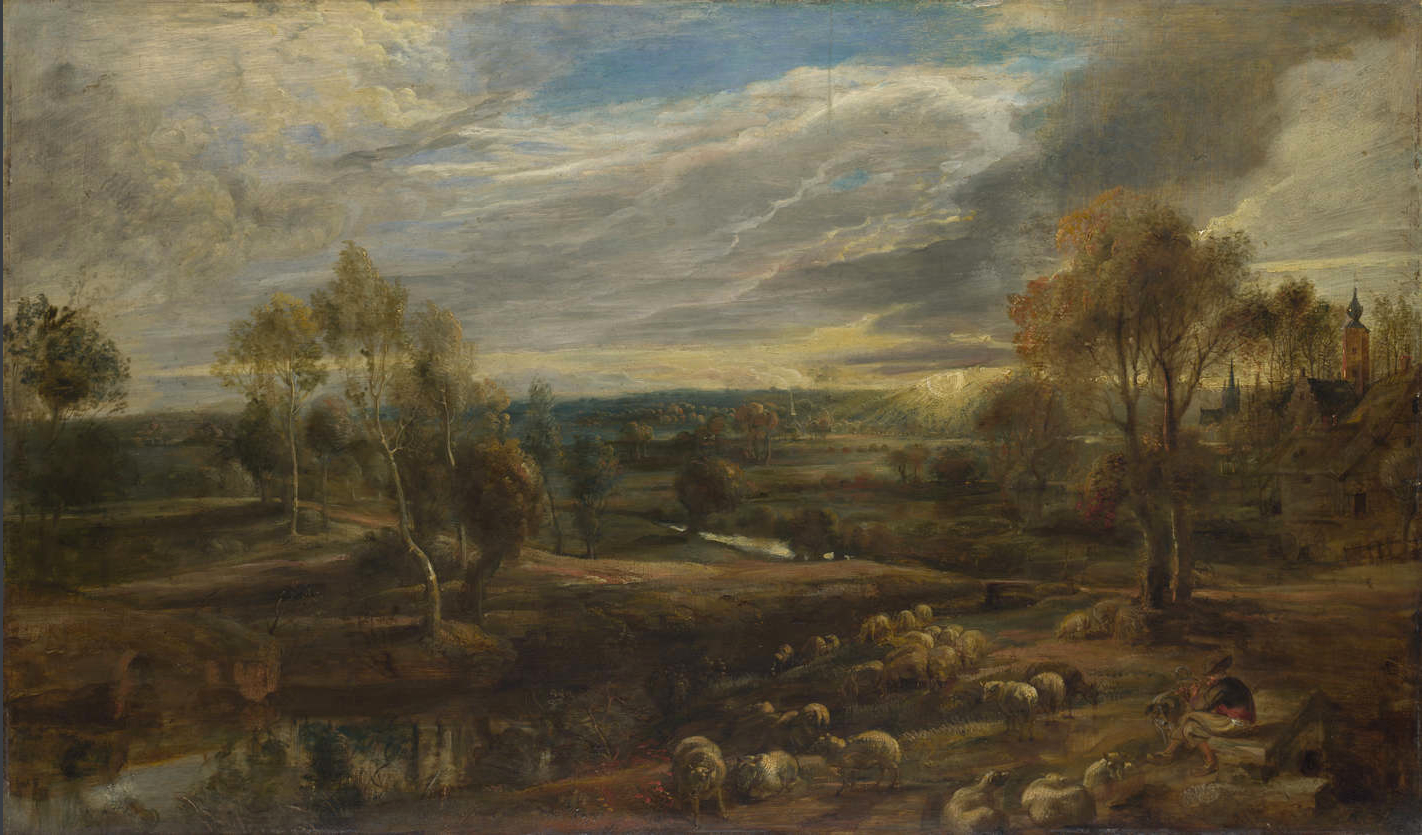
Avondlandschap met schapen en herder (1638-'40); National Galery te Londen
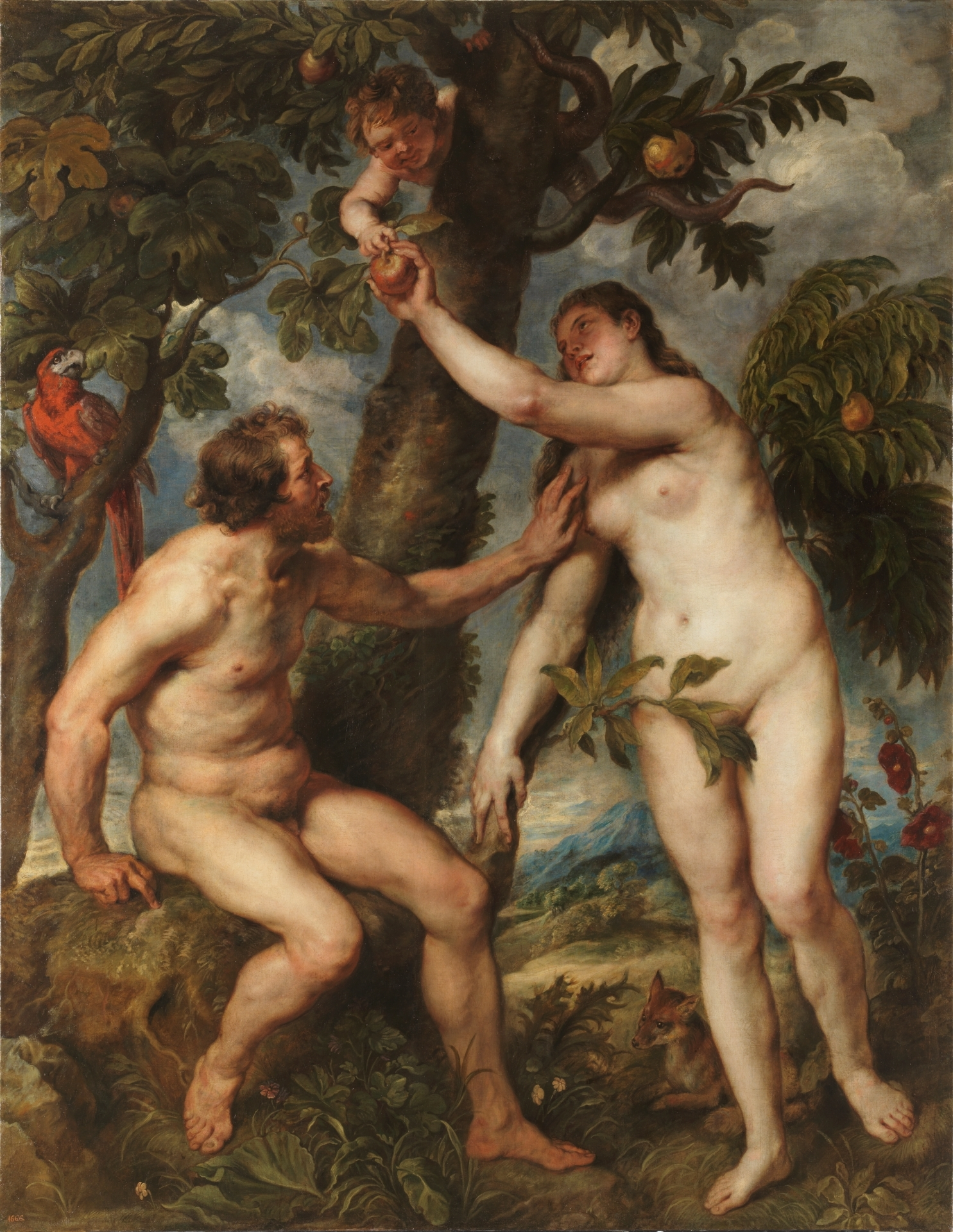
Adam & Eva; Museo del Prado te Madrid
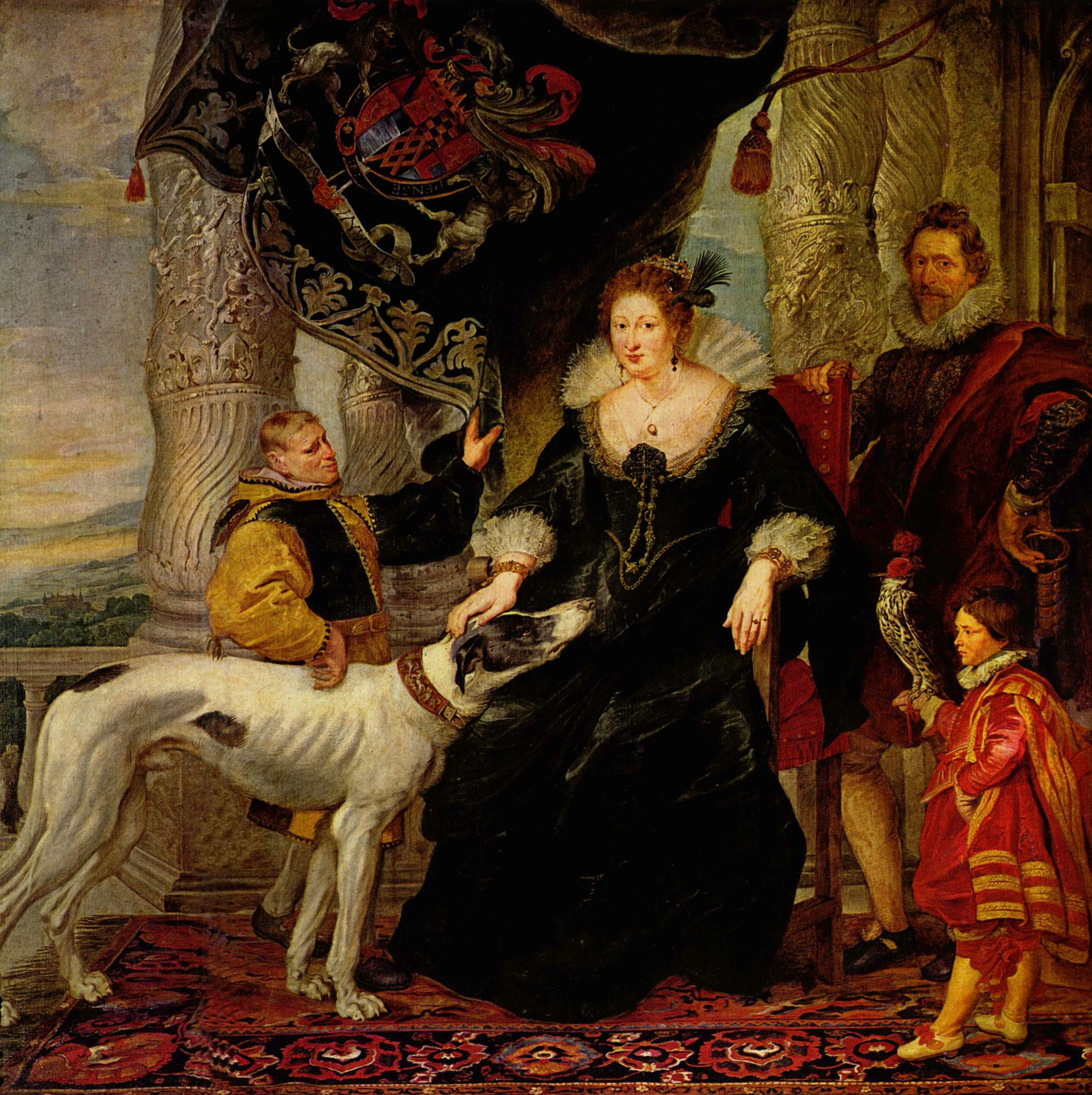
Alethea Howard, Hertogin van Arundel (1620); Alte Pinakothek te München
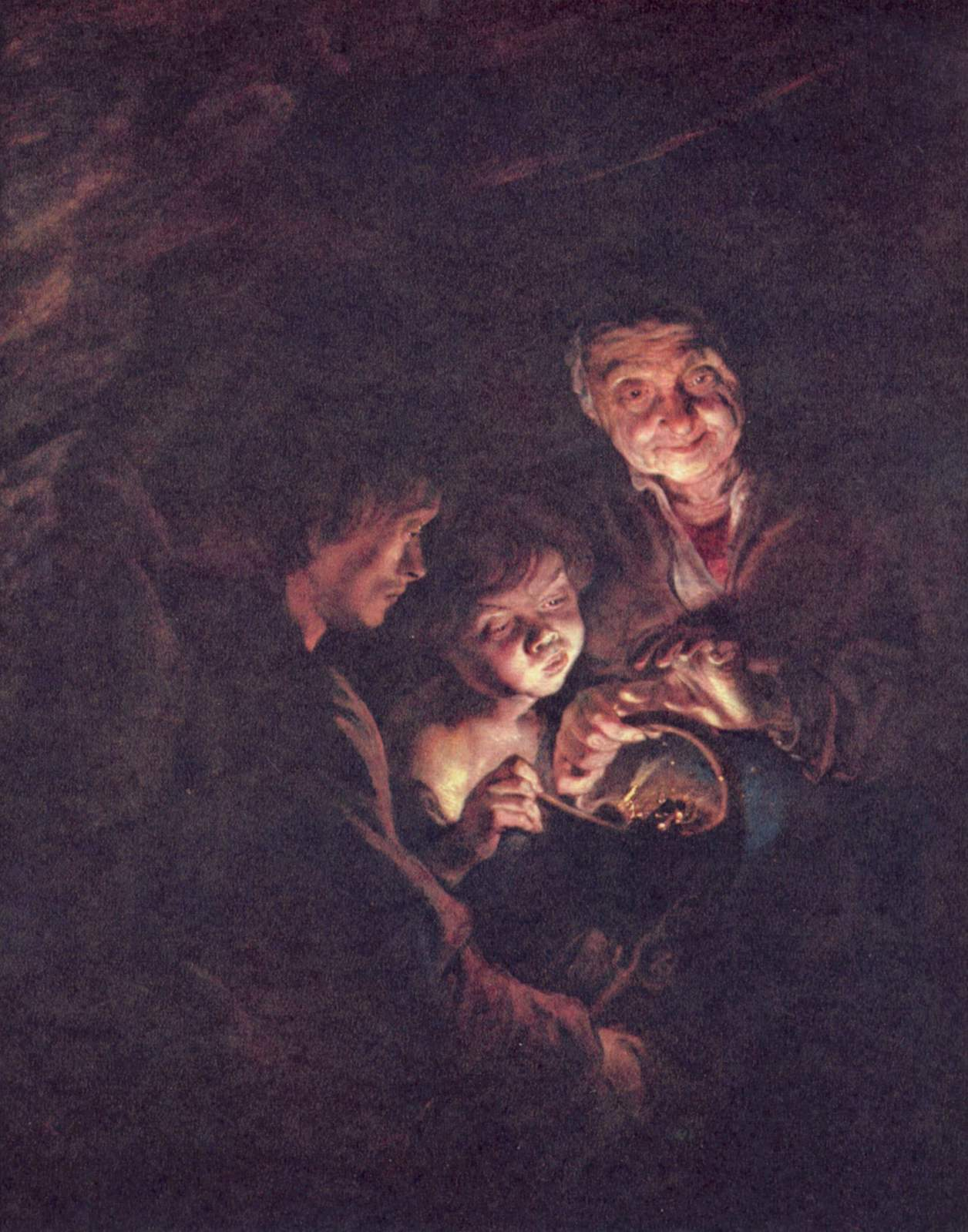
Oude vrouw met kolenpan; Gemäldegalerie Alte Meister te Dresden
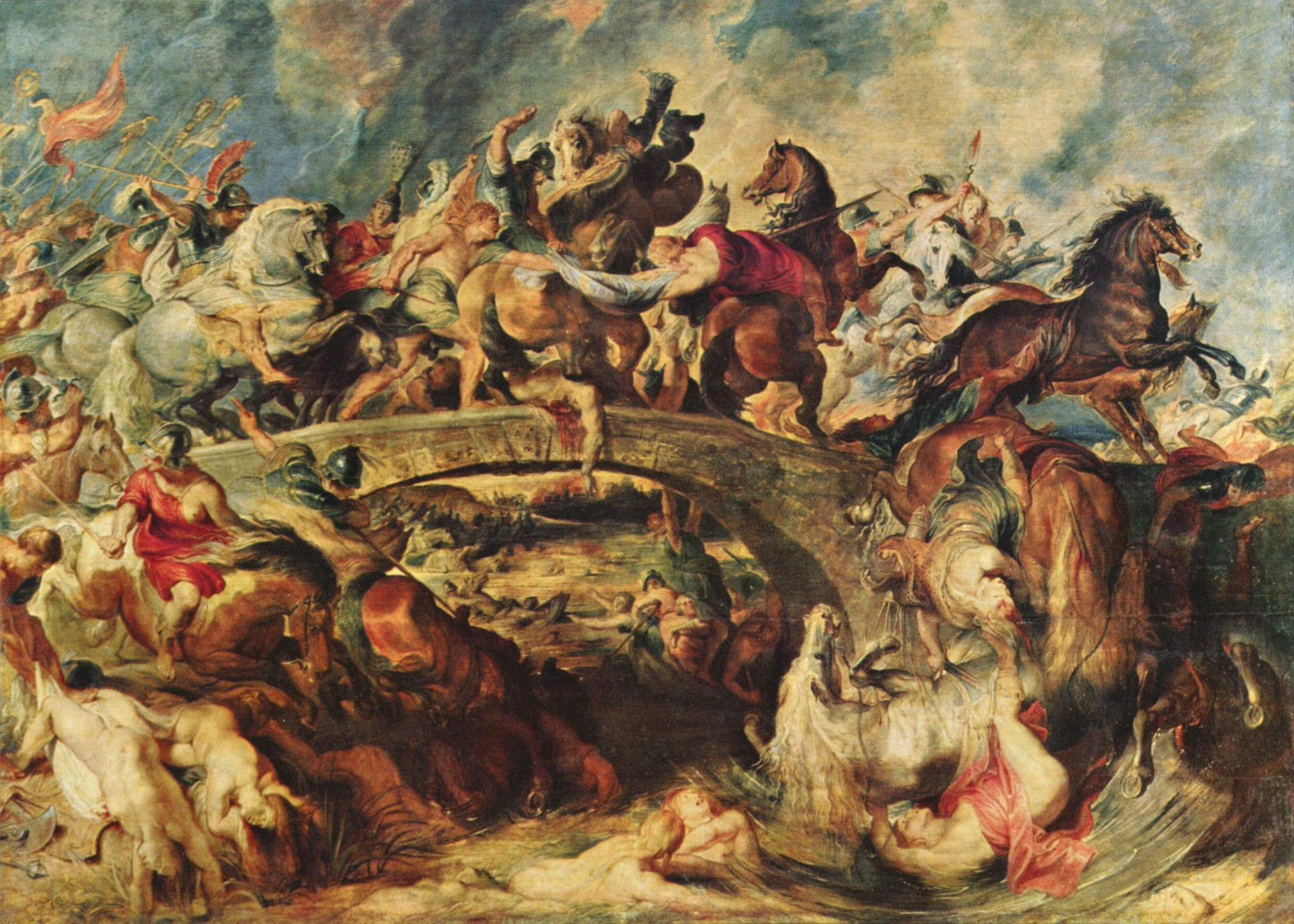
Slag der Amazonen (±1619); Alte Pinakothek te München
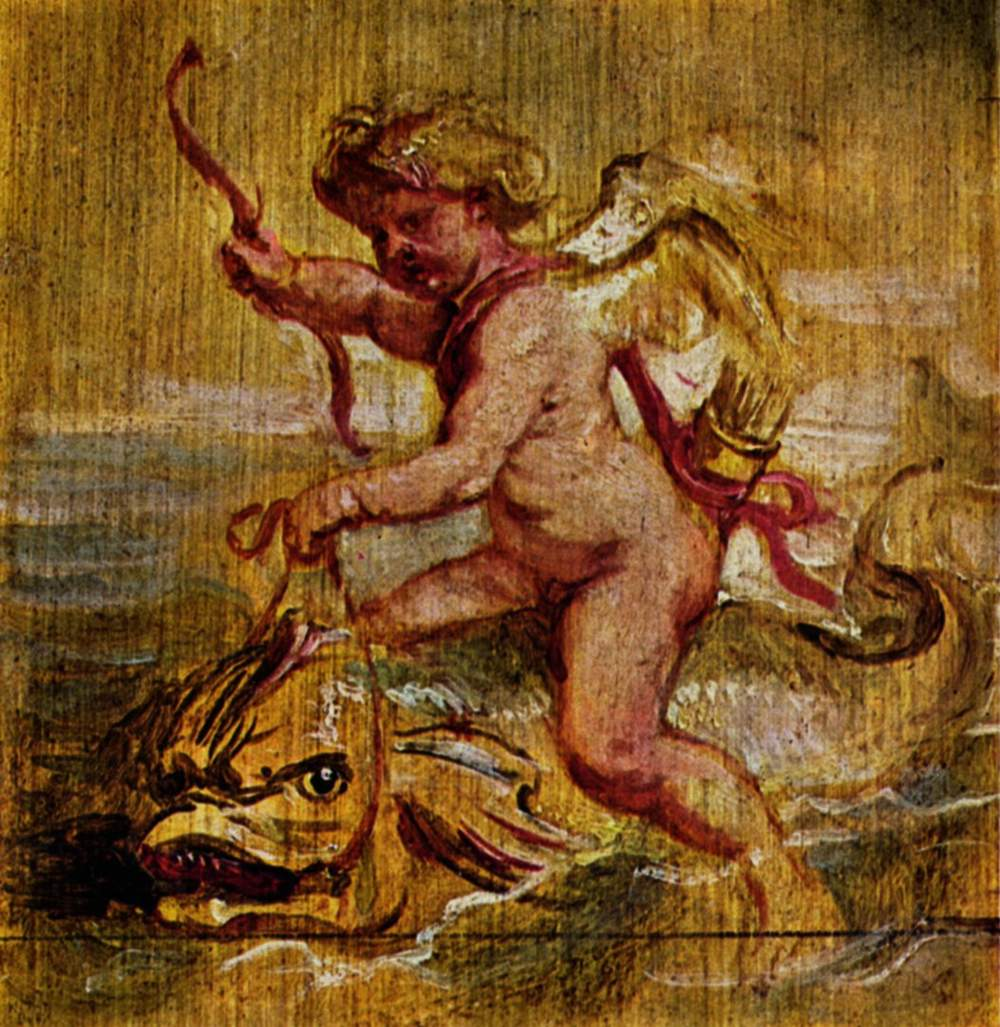
Amor op een dolfijn (1637-'38); Koninklijke Musea voor Schone Kunsten van België te Brussel
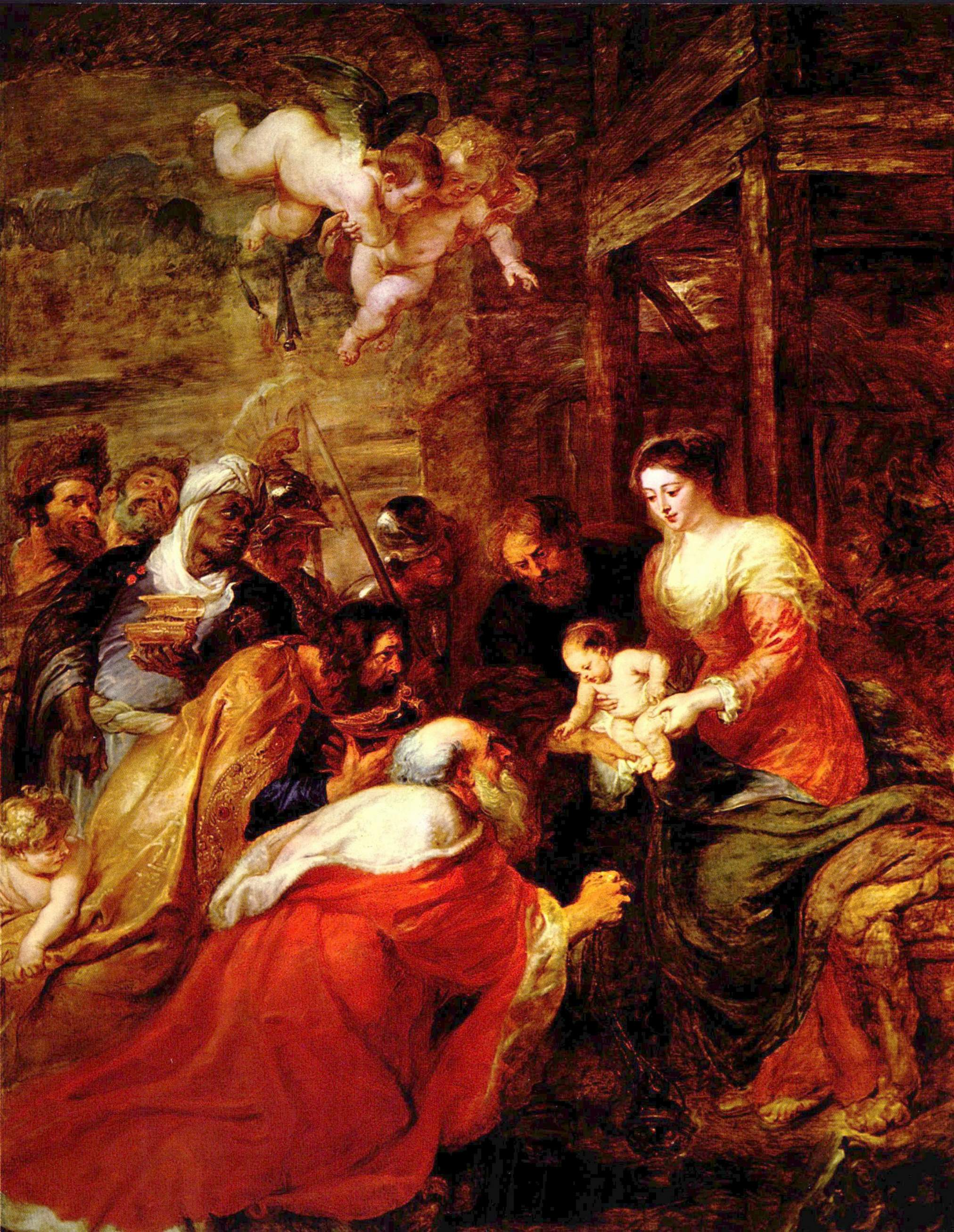
Aanbidding der magici (1633-'34); King's College Chapel te Cambridge
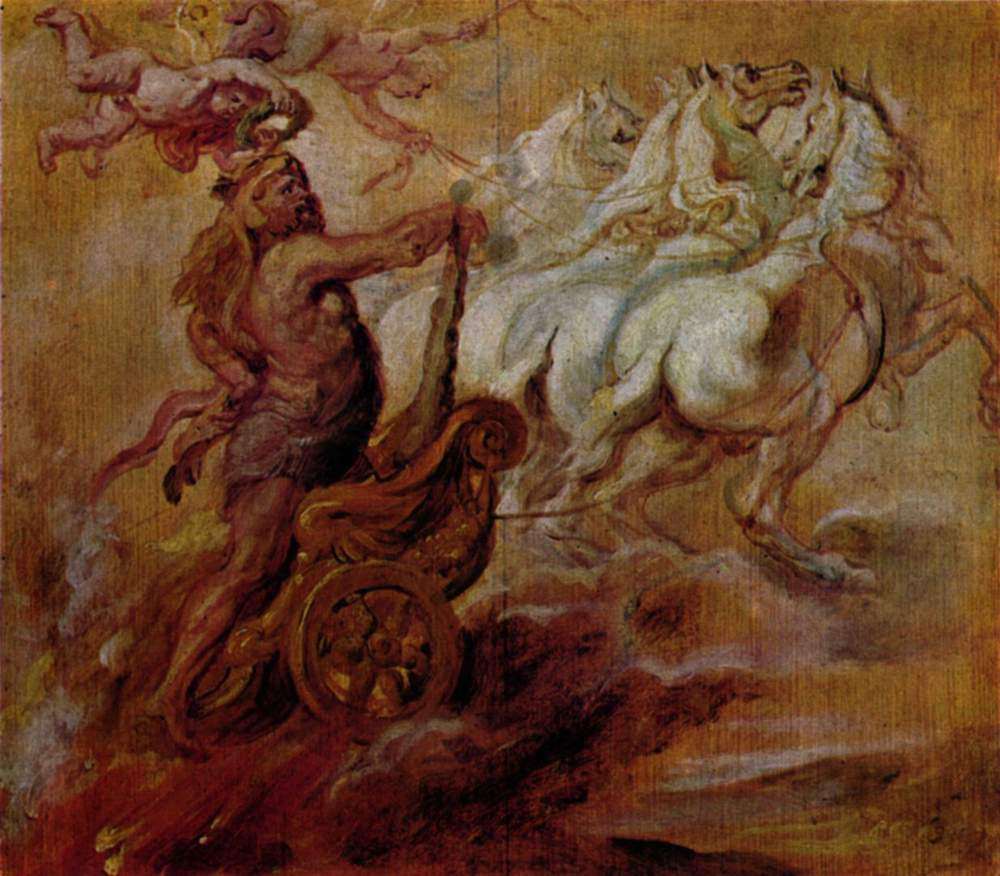
Apotheose van Hercules (±1637-'38); Koninklijke Musea voor Schone Kunsten van België te Brussel
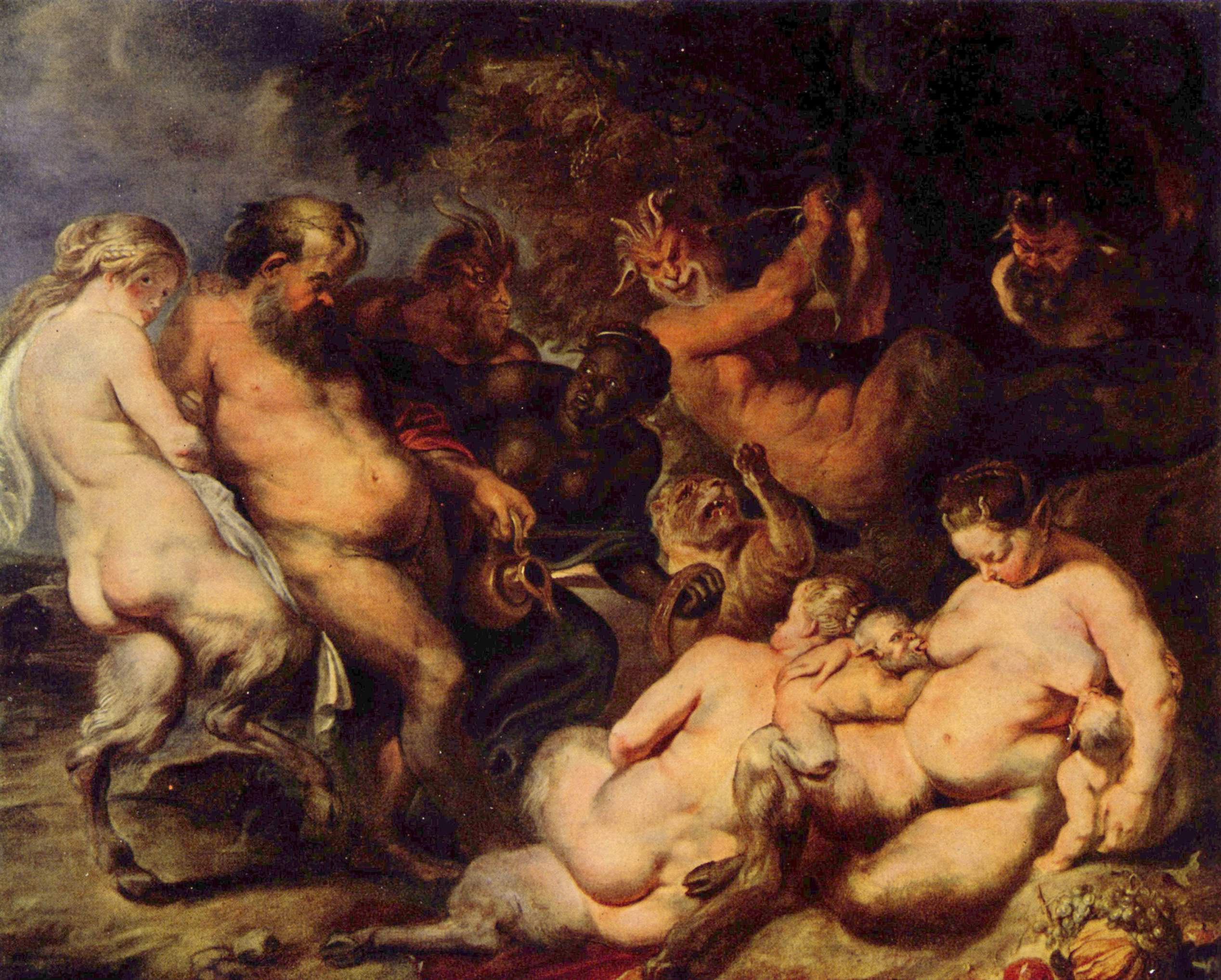
Bacchanal; Poesjkinmuseum te Moskou
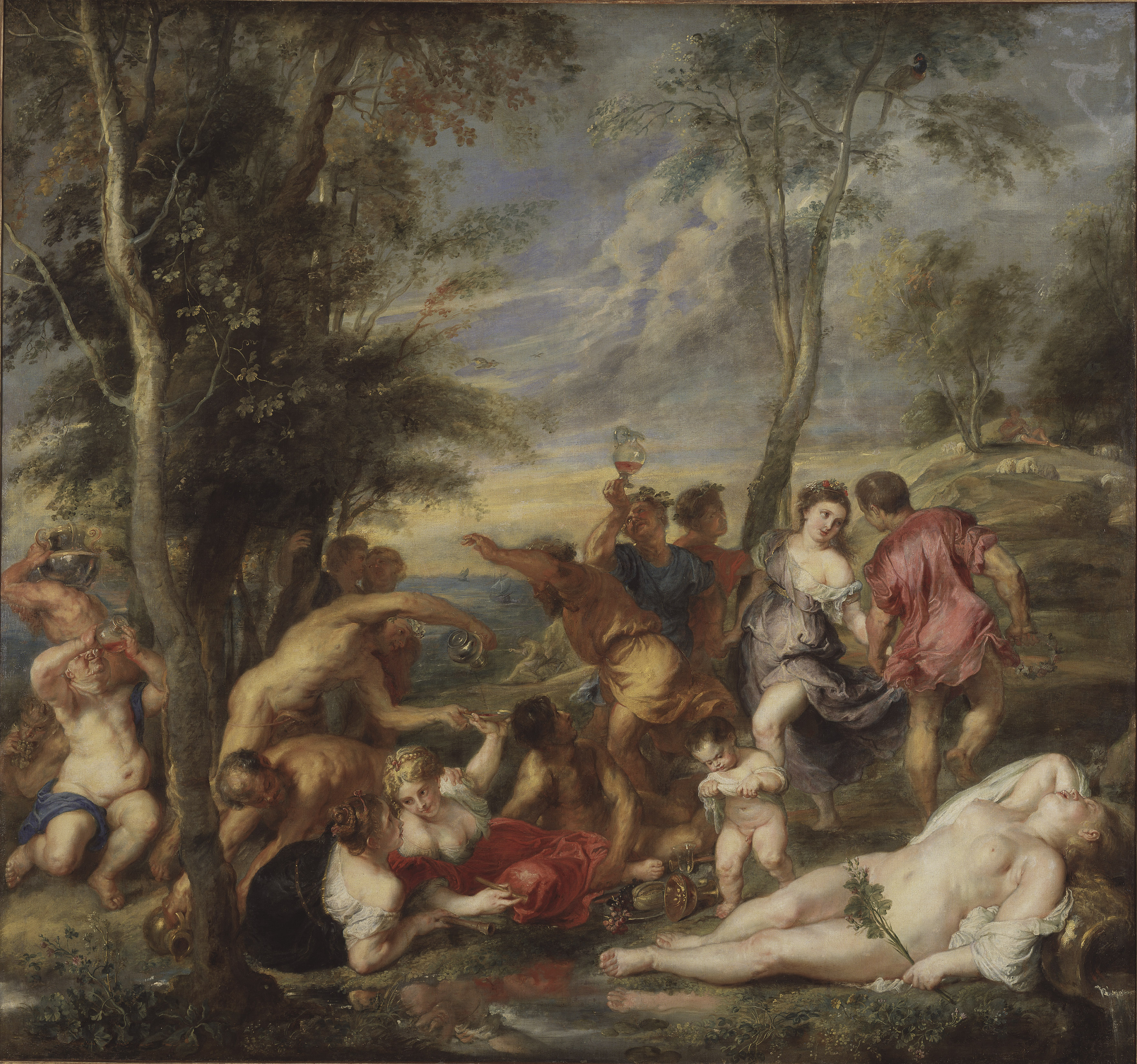
Bacchanal op Andros (±1635); Nationalmuseum te Stockholm
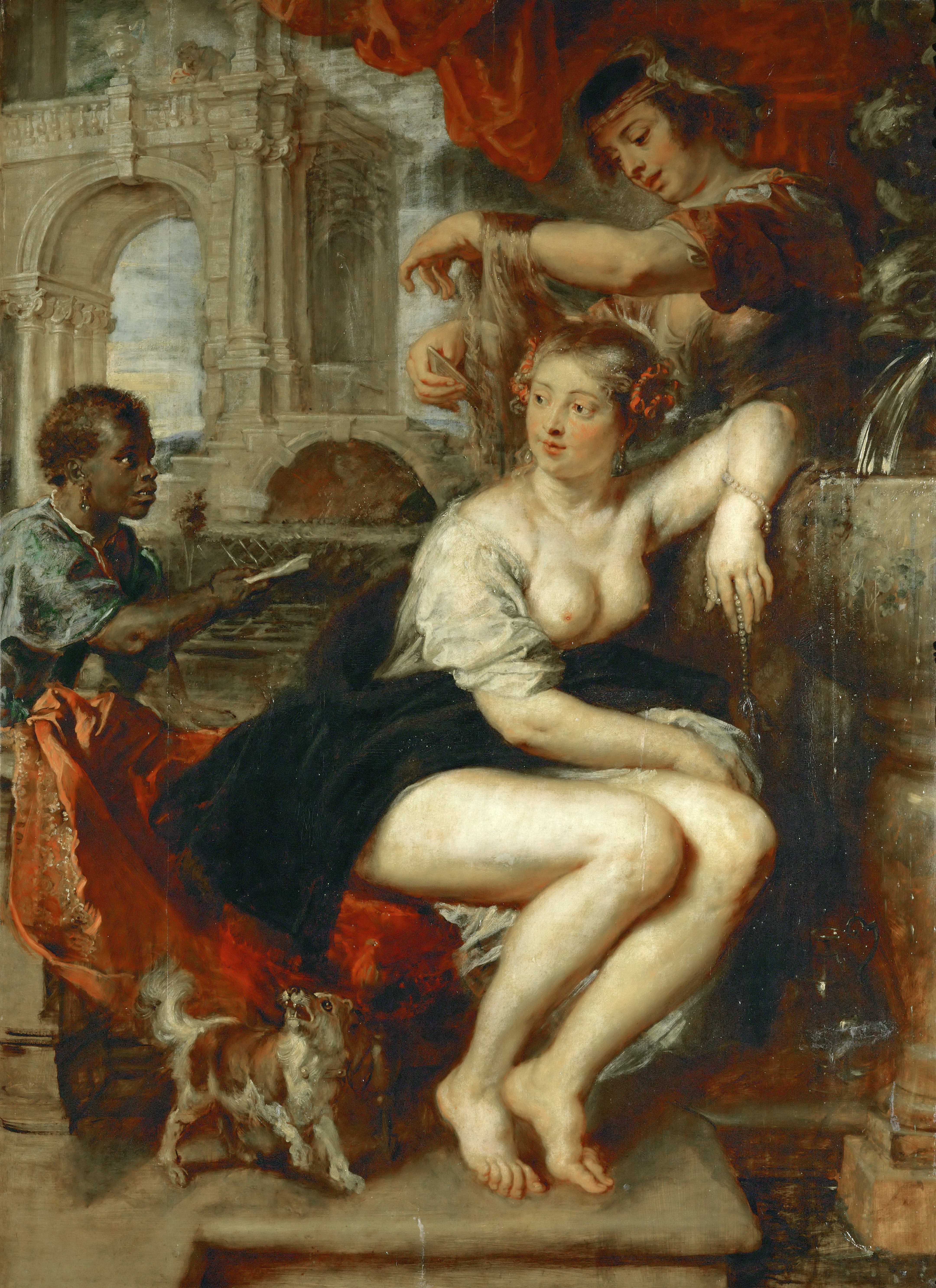
Bathseba aan de put; Gemäldegalerie Alte Meister te Dresden
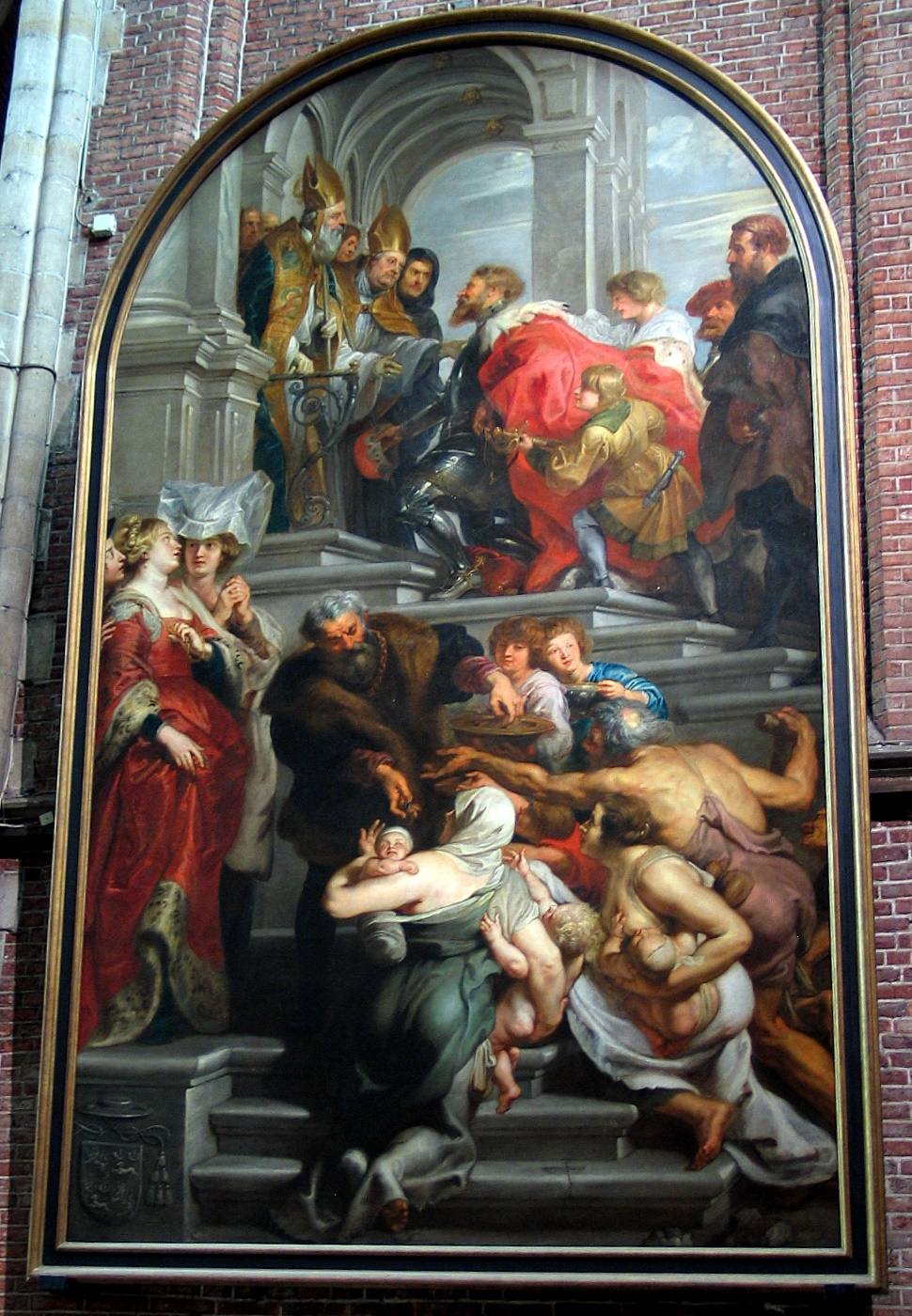
De Bekering van de H. Bavo (1623-'24); Sint-Baafskathedraal te Gent
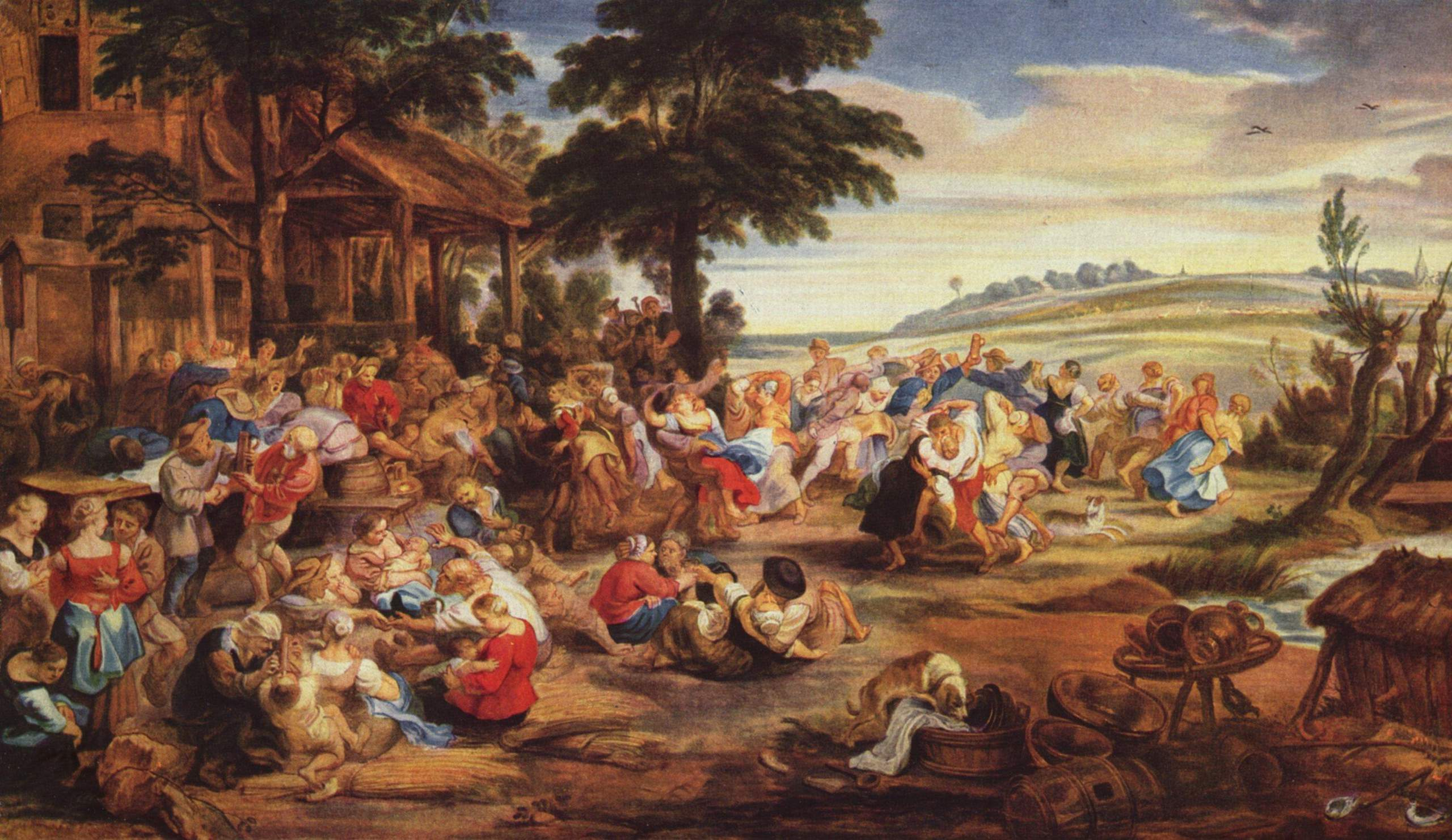
Feestende en dansende boeren (±1630-1638); Louvre te Parijs
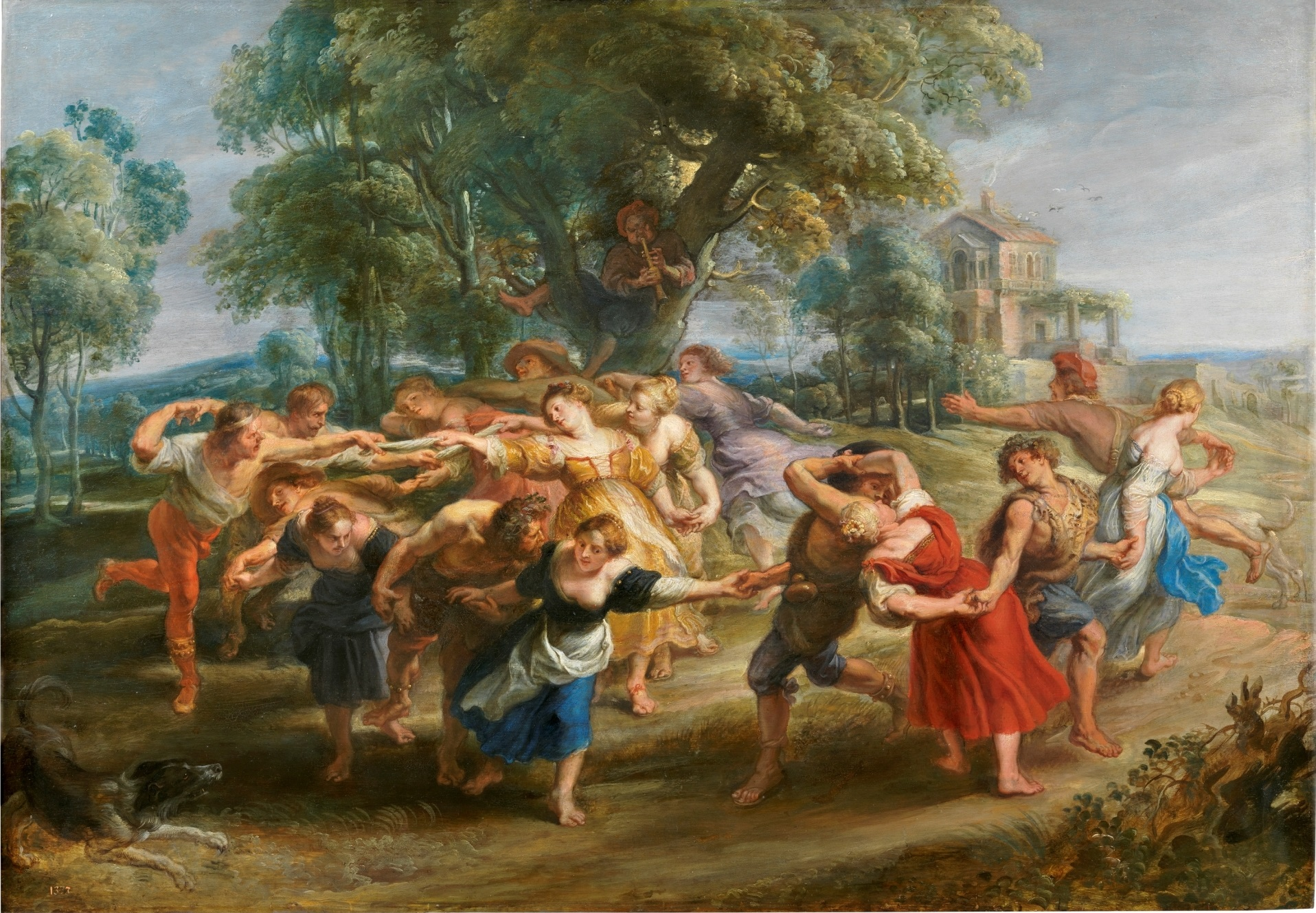
Boerendans (±1635-1638); Museo del Prado te Madrid
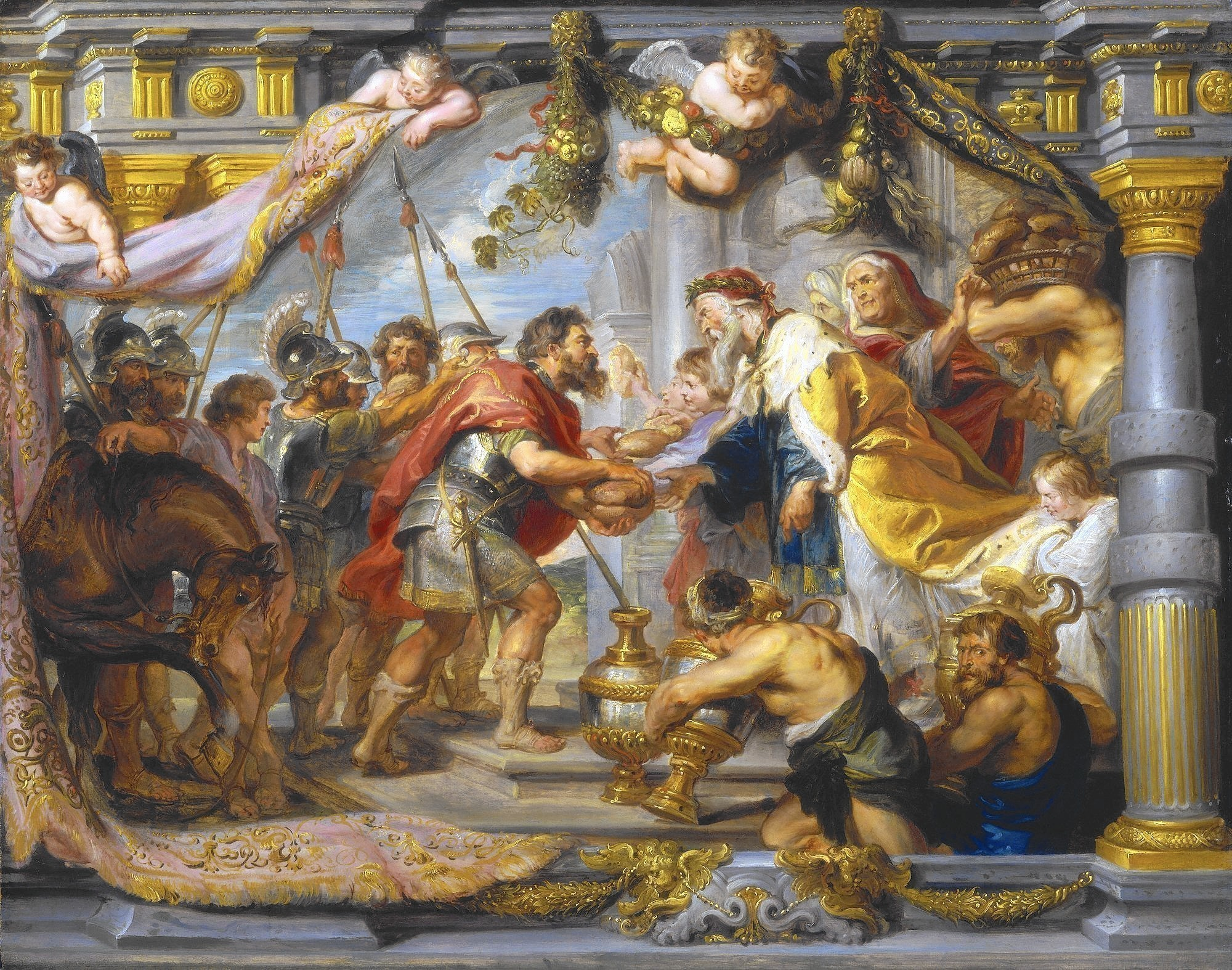
Ontmoeting van Abraham en Melchisedek (±1625); National Gallery of Art te Washington D.C.
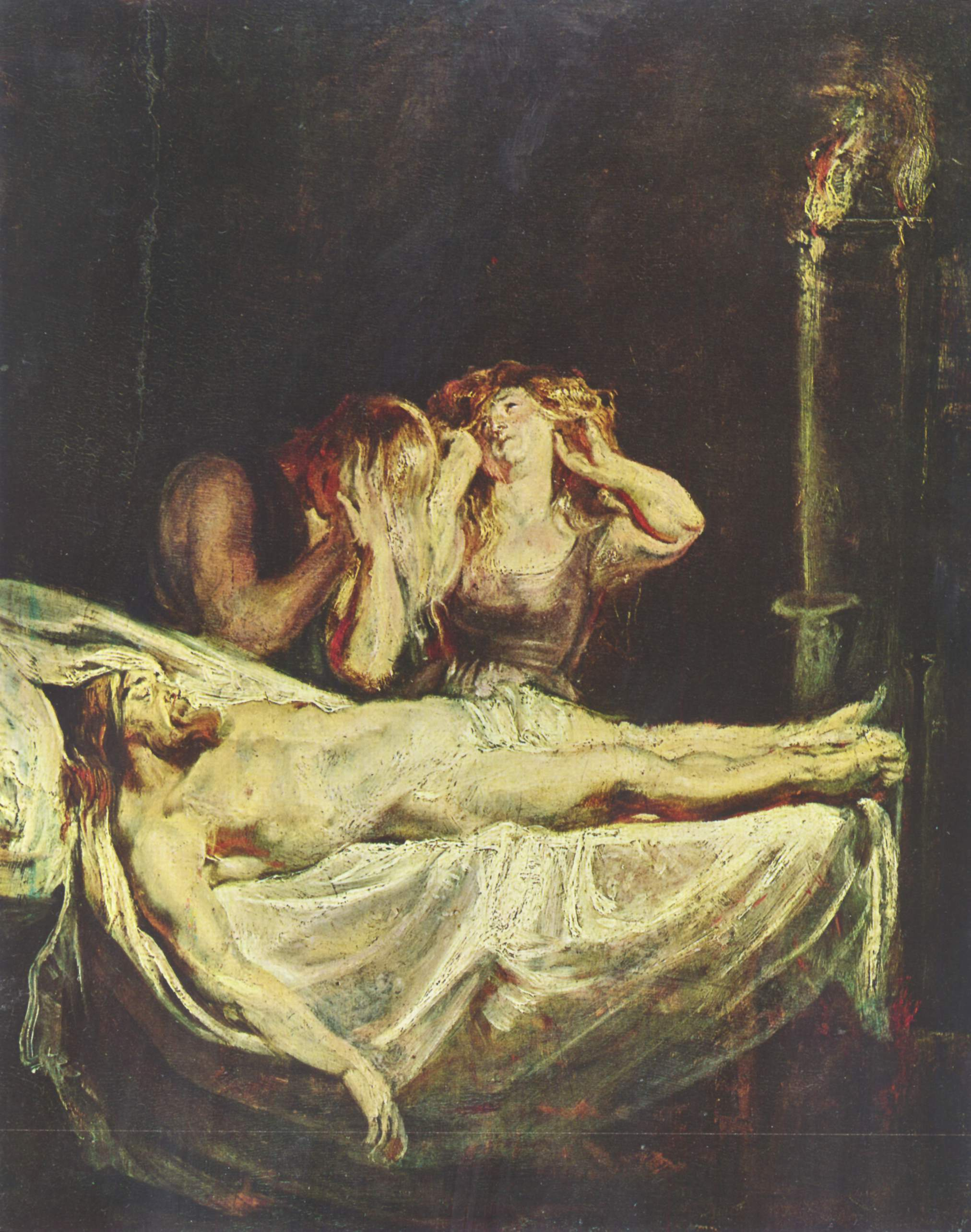
Wenend bij Christus (±1612); Gemäldegalerie te Berlijn
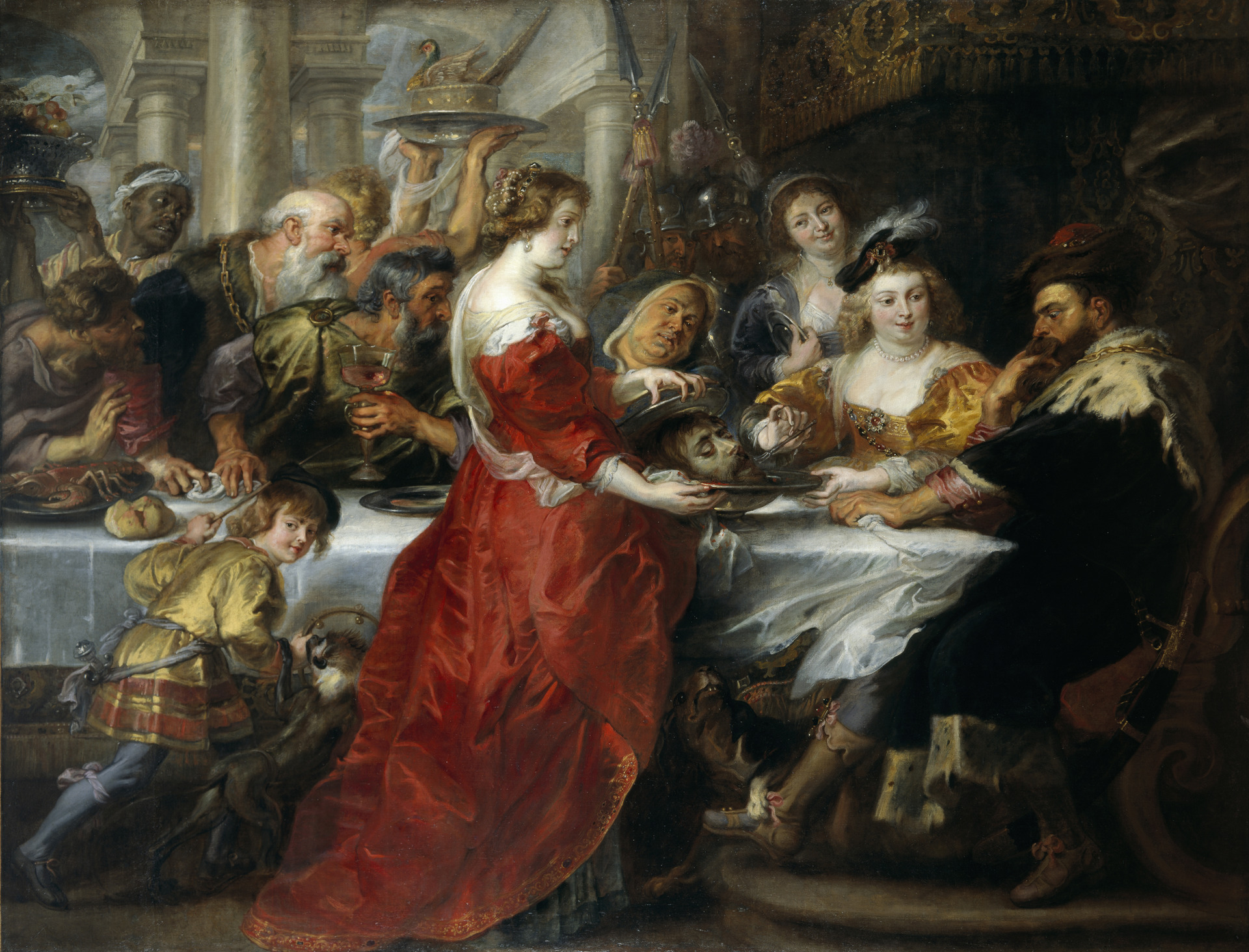
Het feest van Herododes; National Gallery of Scotland te Edinburgh
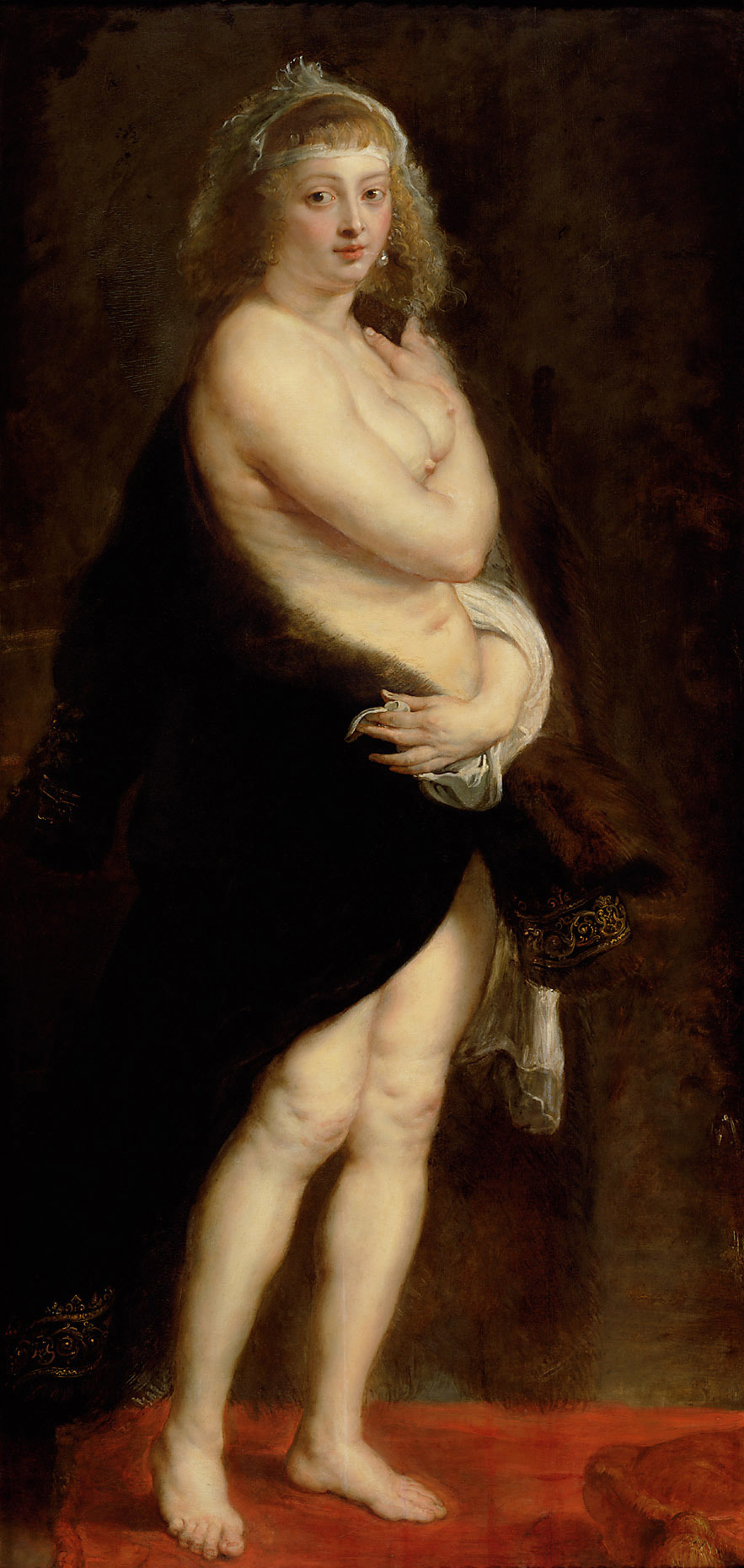
De Pels: portret van Hélène Fourment (1638); Kunsthistorisches Museum te Wenen
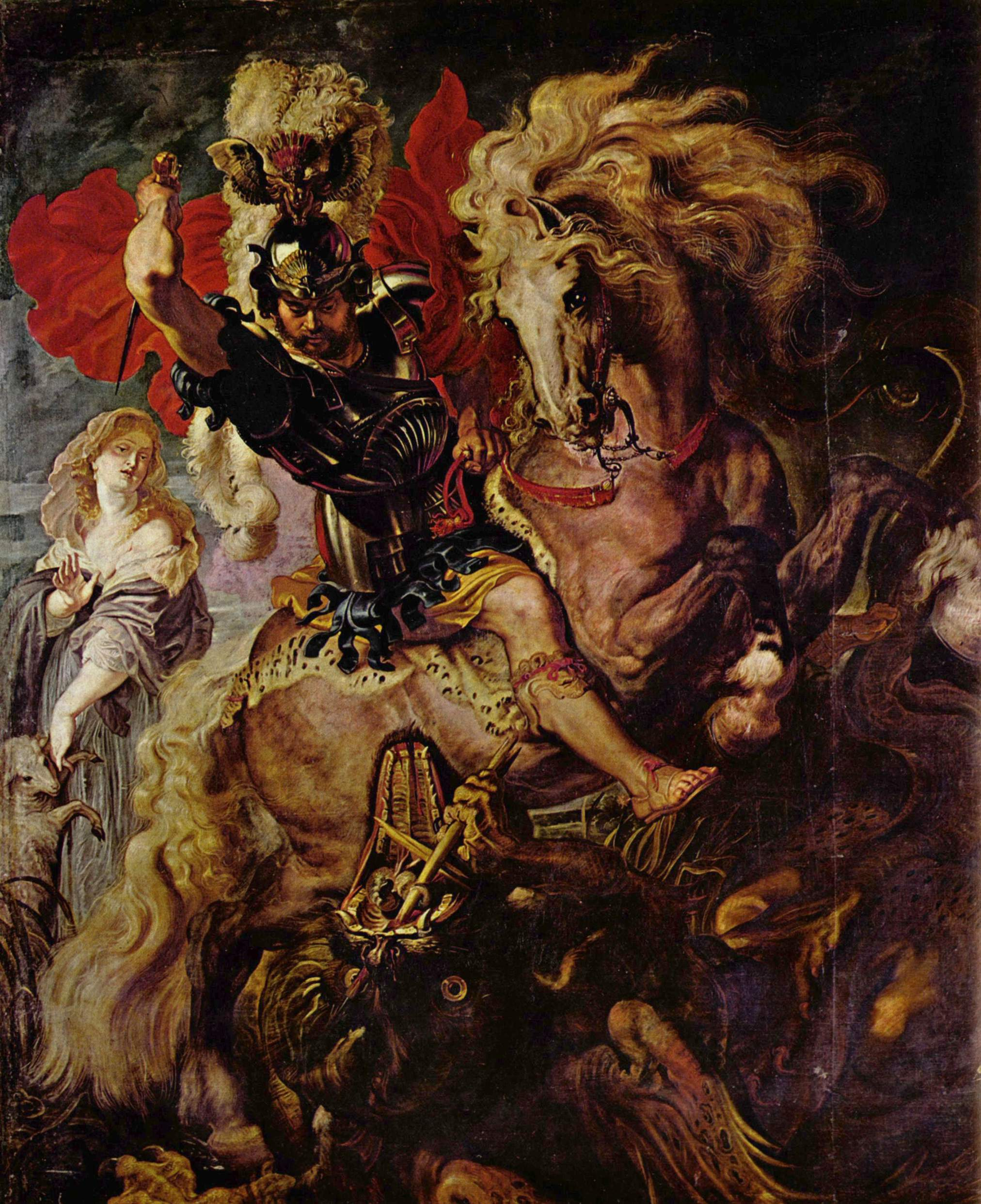
Detail uit de lanspas (1620); Koninklijk Museum voor Schone Kunsten te Antwerpen
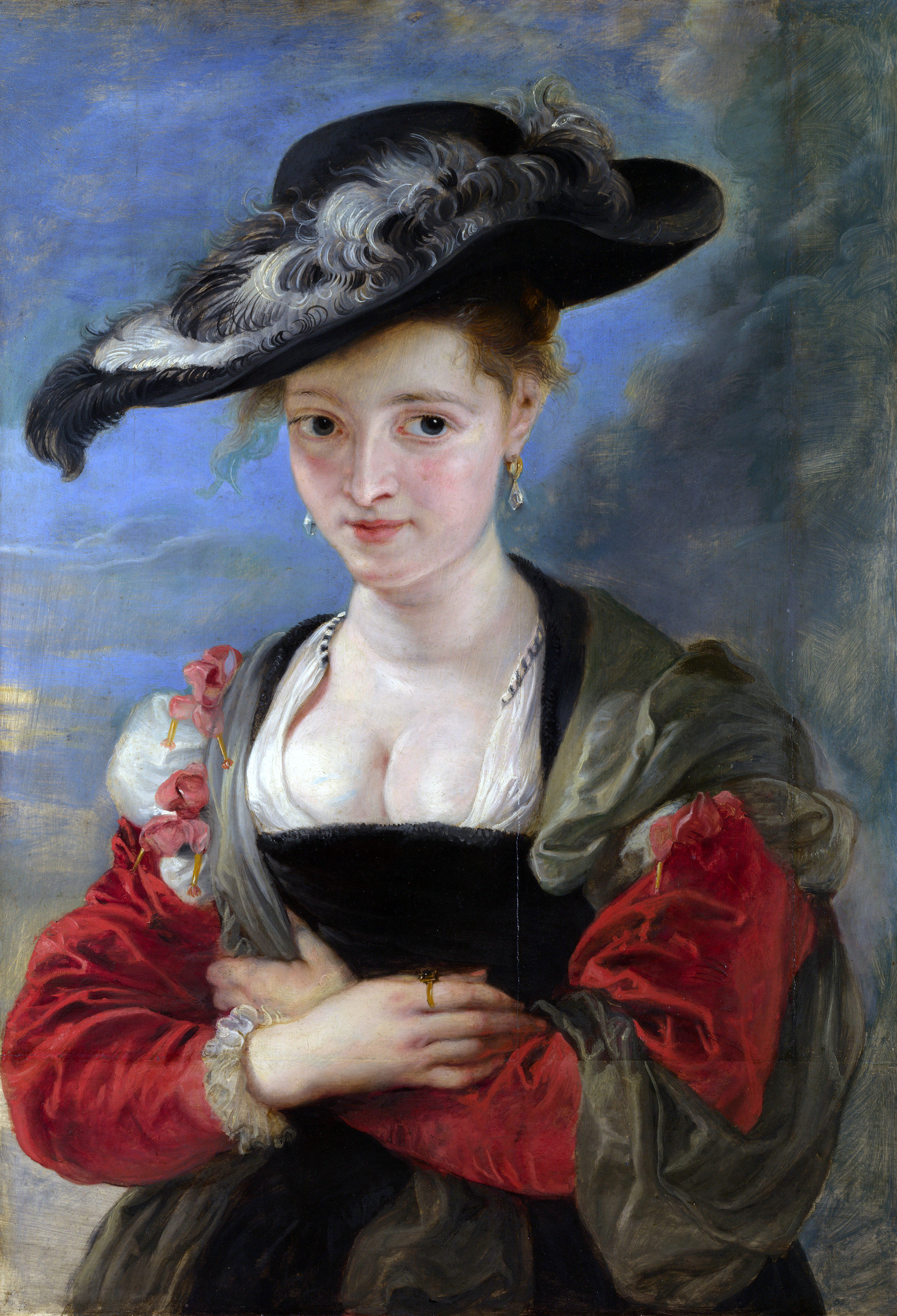
Susanna Fourment met strohoed (1625); National Gallery te Londen
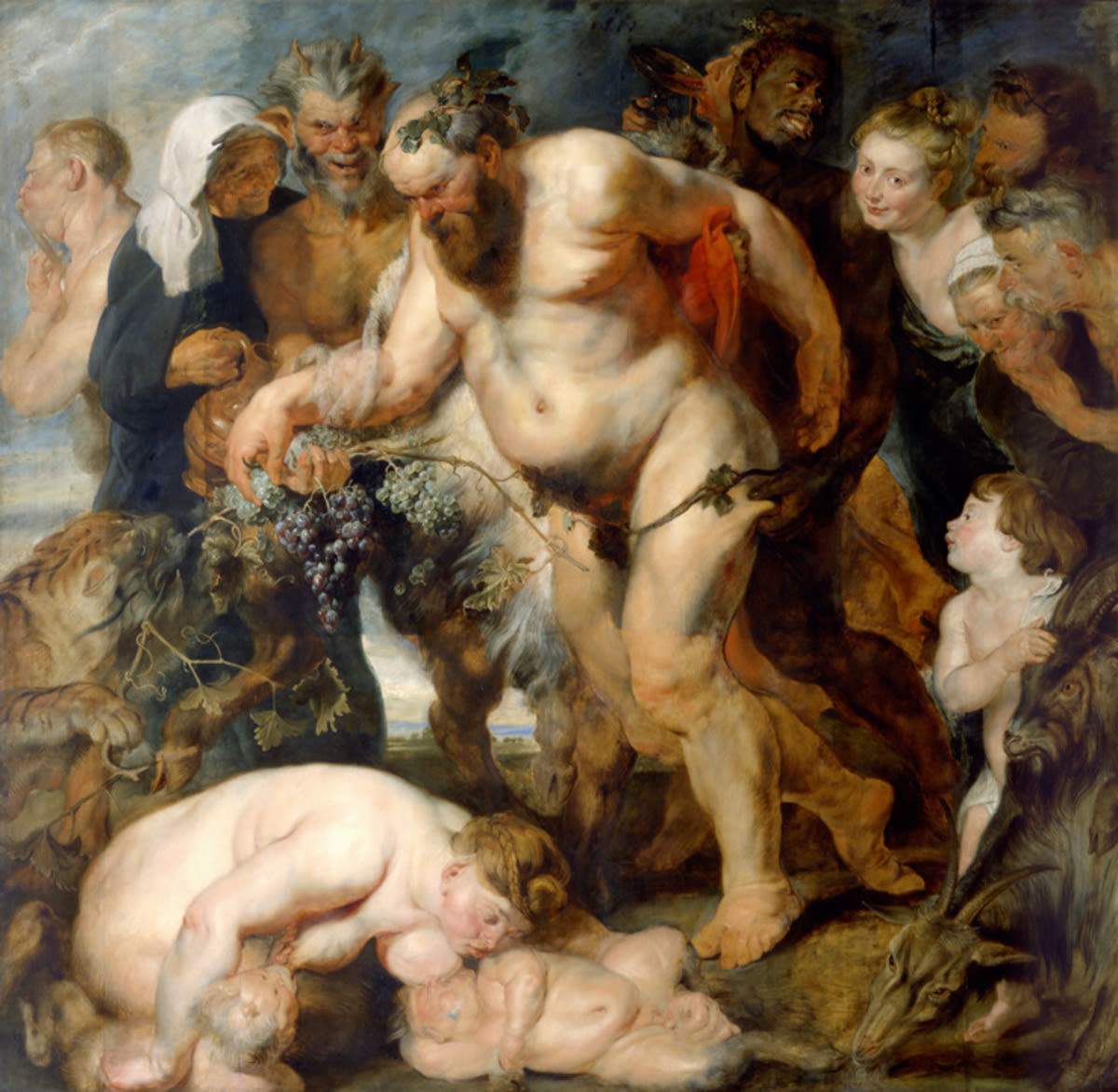
De dronken Silenus (1618); Alte Pinakothek te München
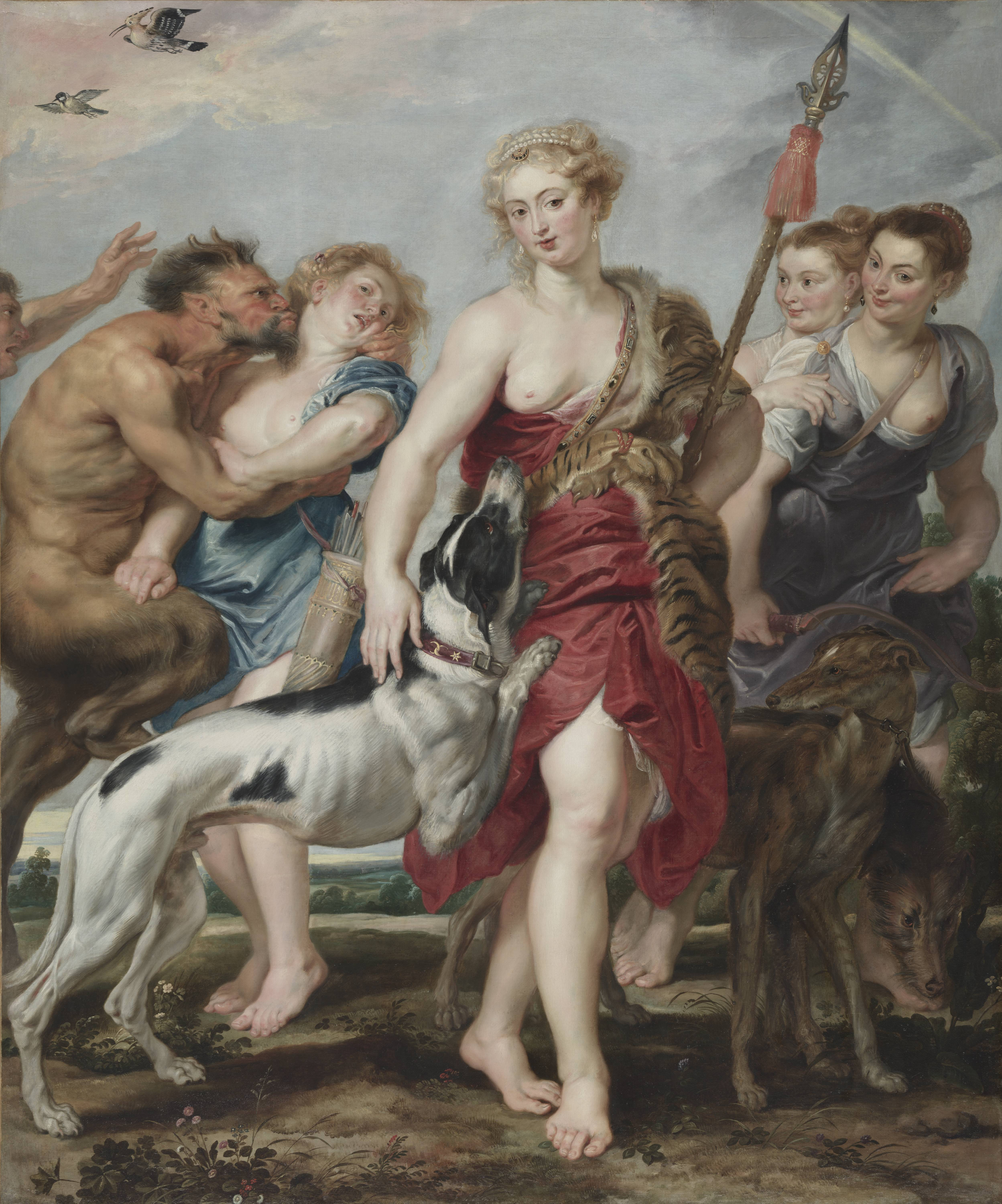
'Diana en de nymfen vertrekken op jacht (c. 1615); Cleveland Museum of Art te Cleveland
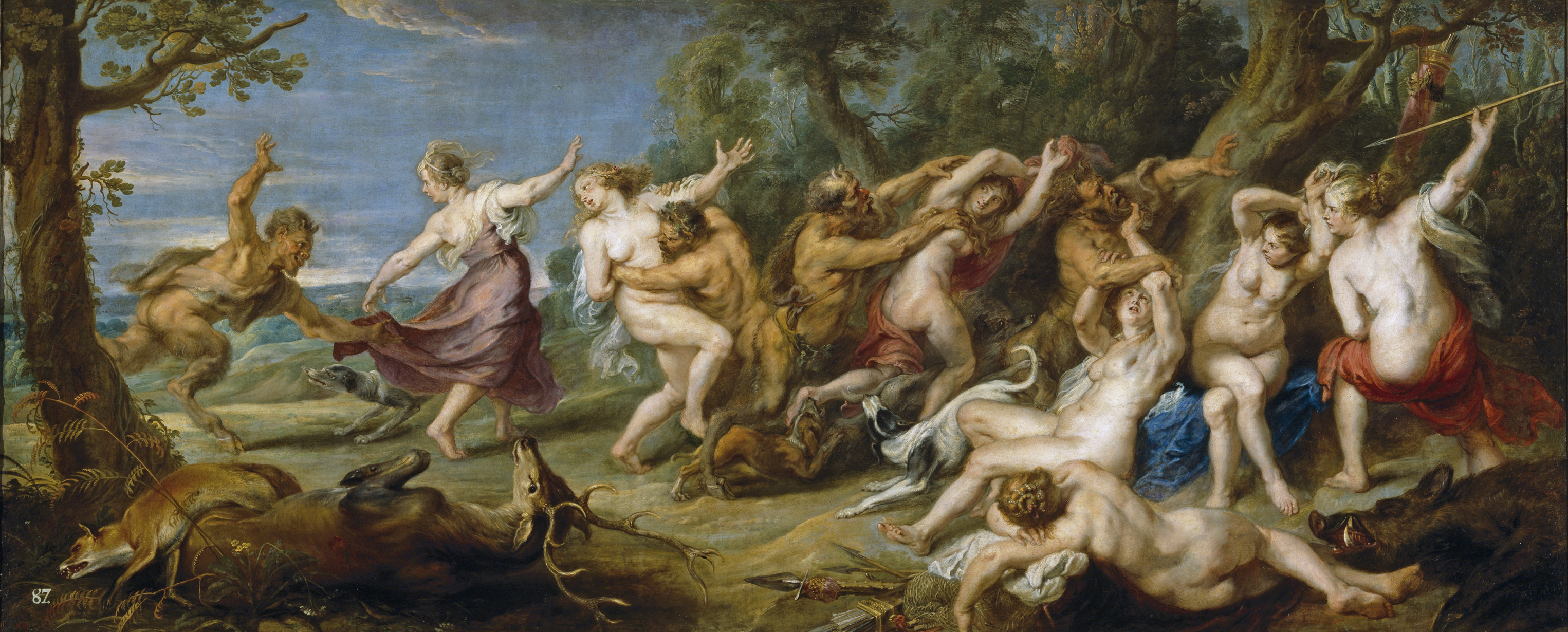
Diana en de nymfen door fauna verrast; Museo del Prado te Madrid
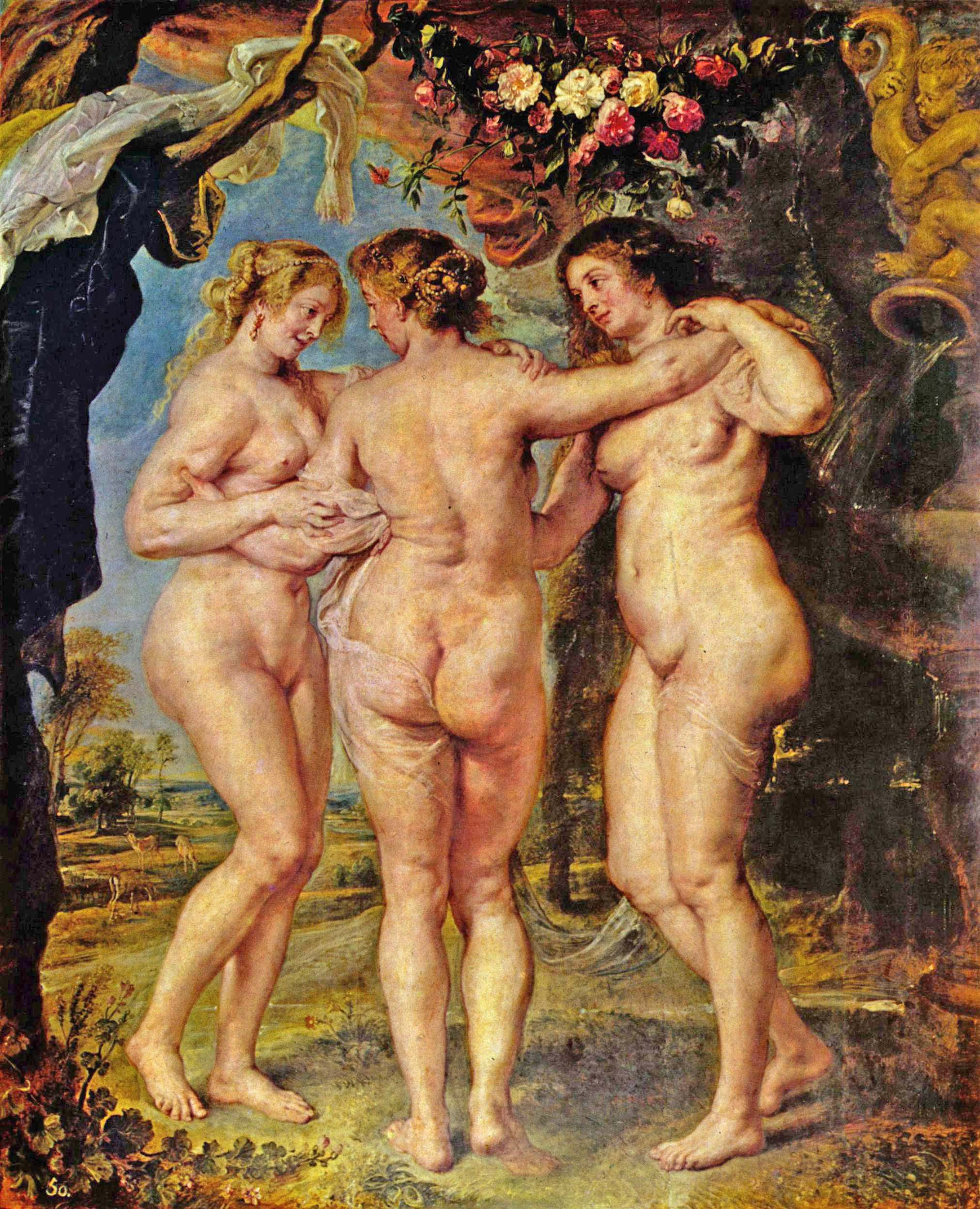
De drie gratieën (1636-'38); Museo del Prado te Madrid
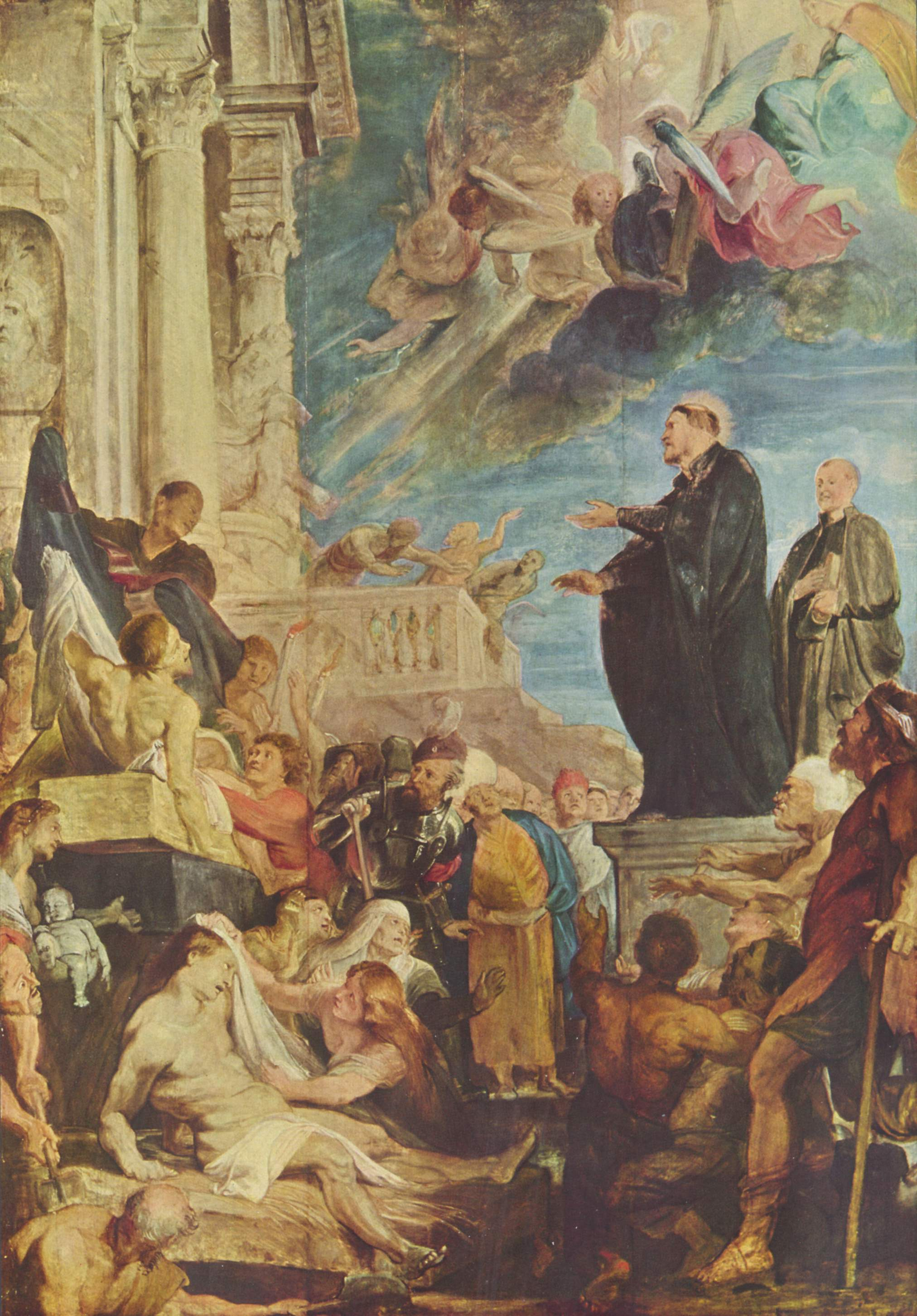
Het wonder van de heilige Franz Xaver (1616-'20);Kunsthistorisches Museum te Wenen
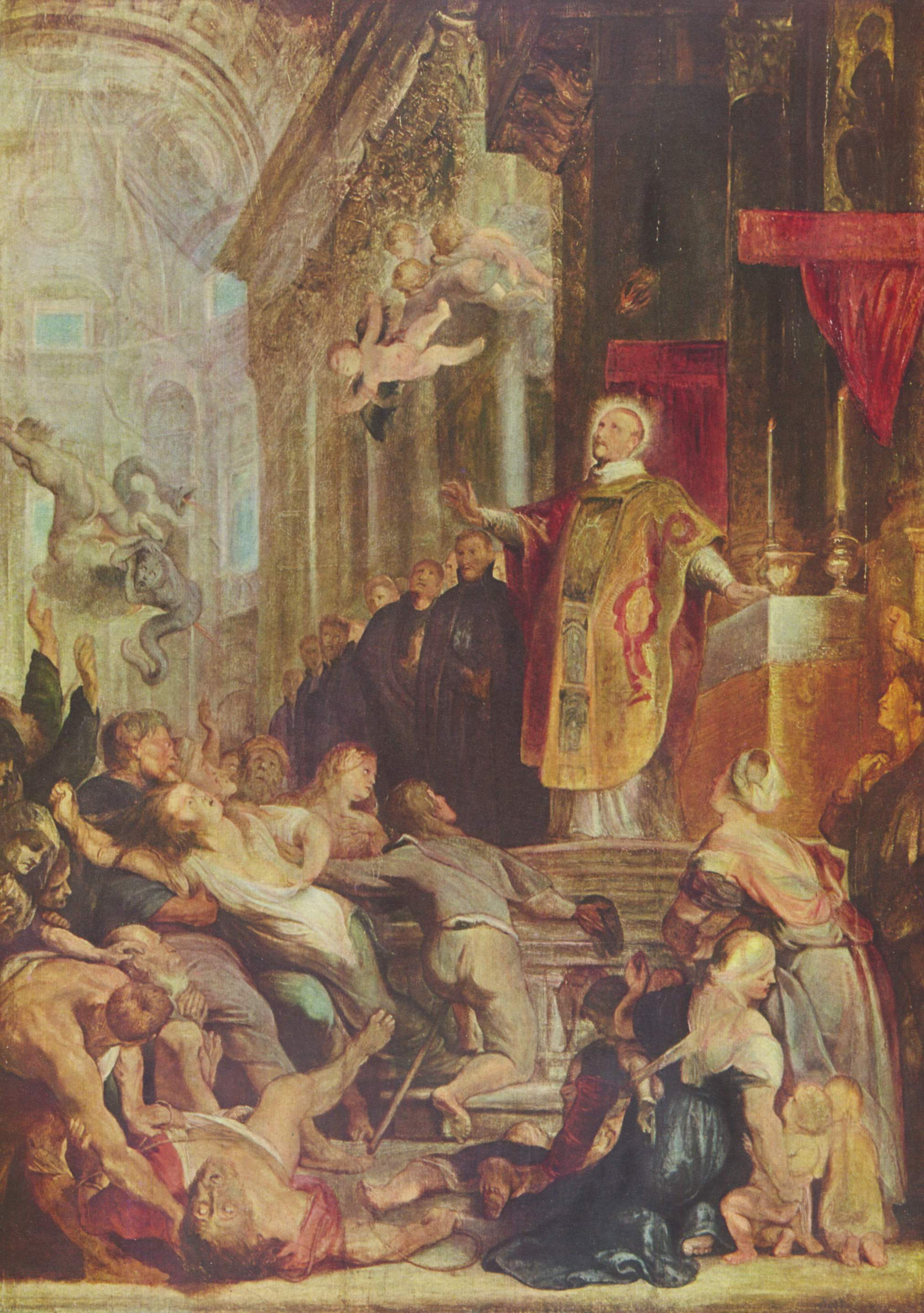
Het wonder van de heilige Ignatius von Loyola(1620); Kunsthistorisches Museum te Wenen
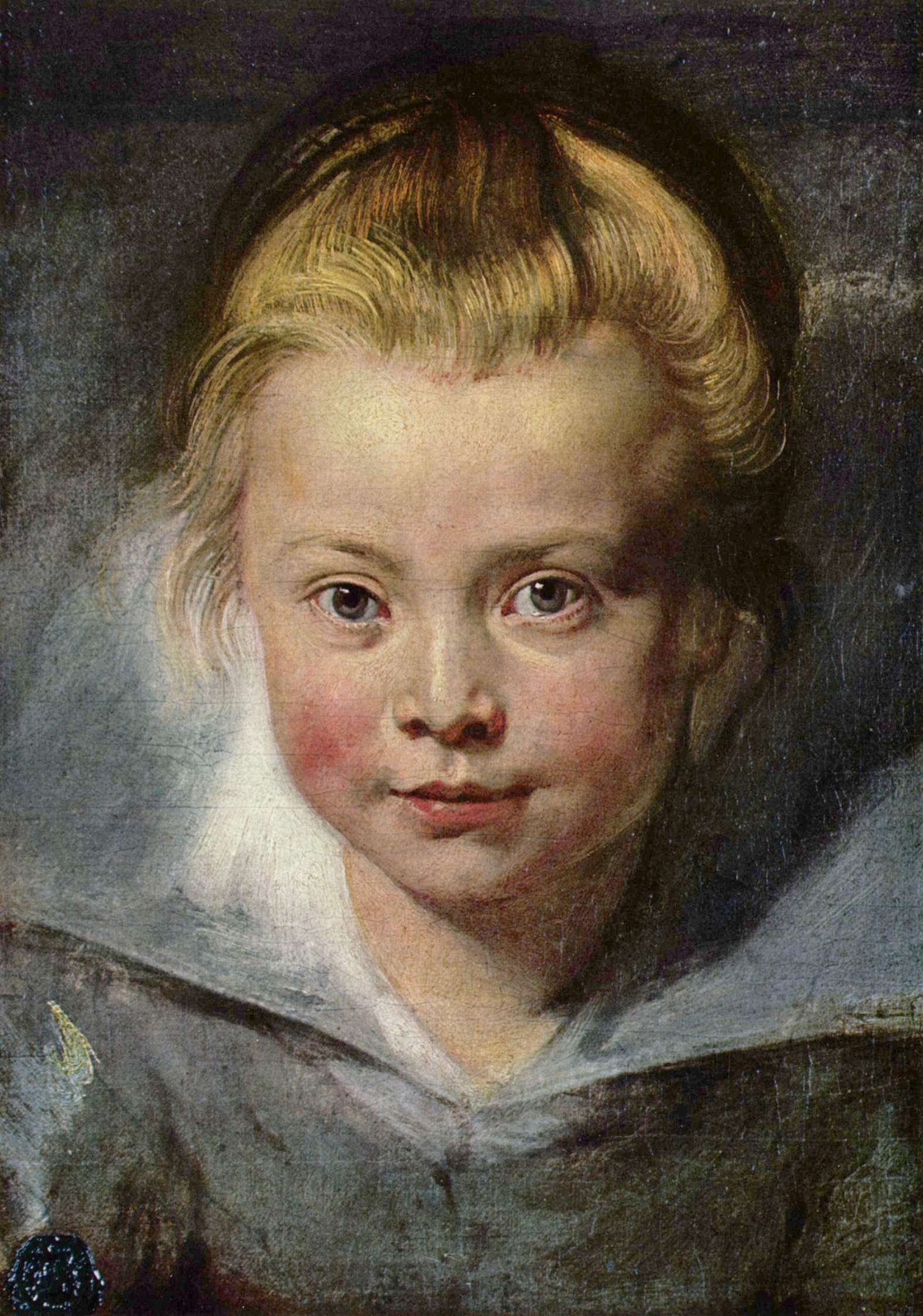
Kinderhoofd (portret van Clara Serena Rubens) (1618); Liechtenstein Museum, Wenen, Oostenrijk
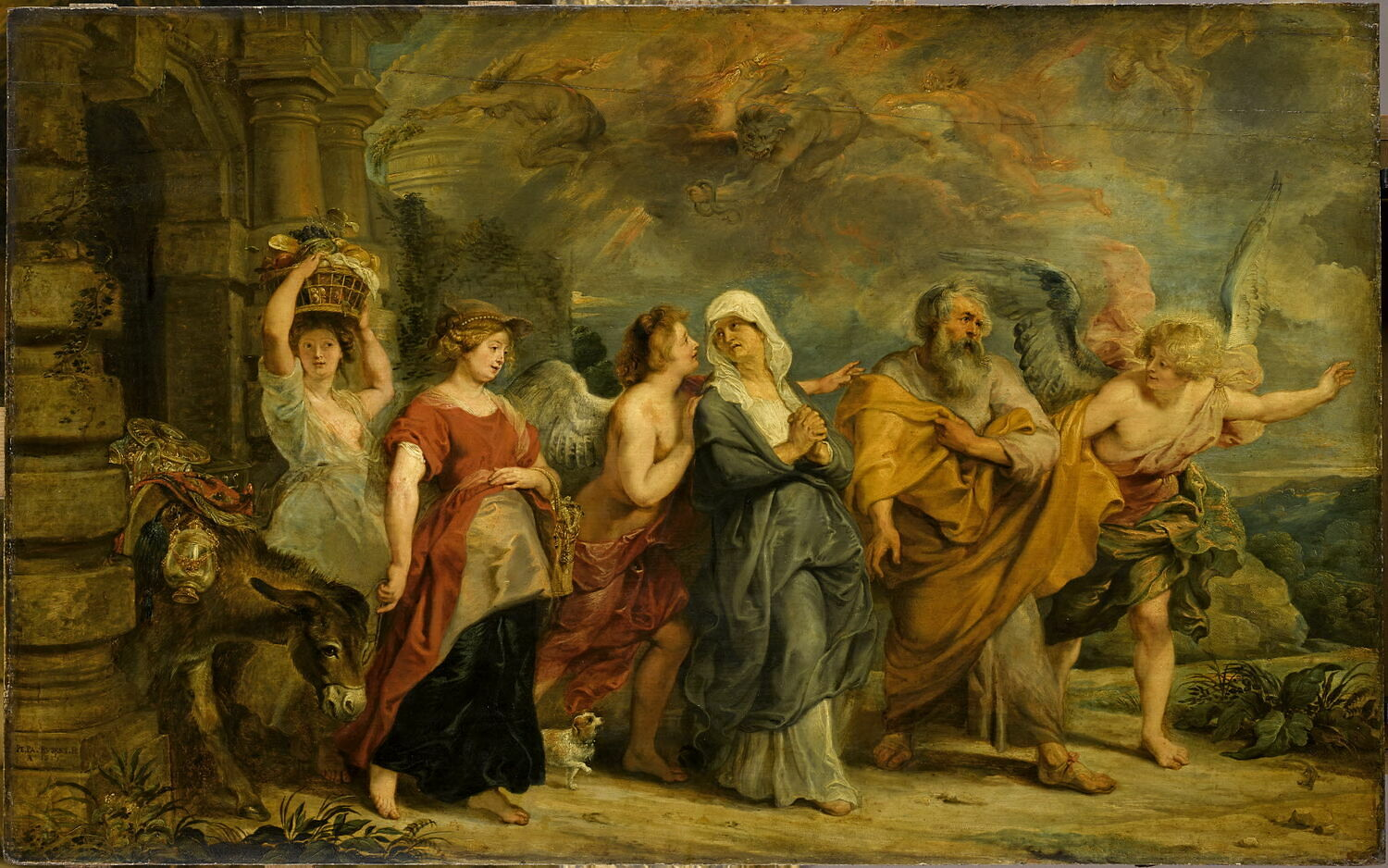
De vlucht van Lot en zijn familie uit Sodom (1625); Louvre te Parijs
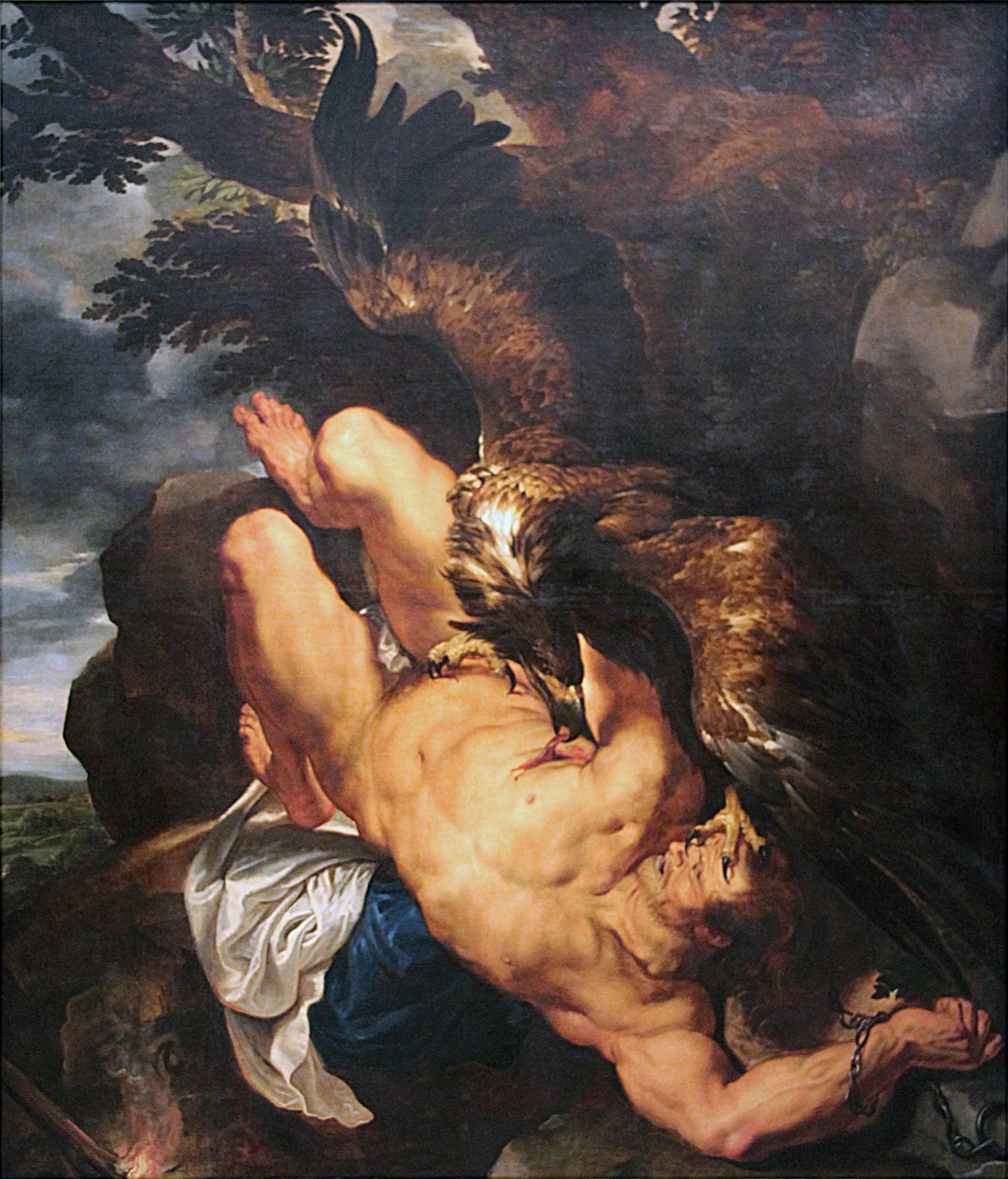
De gevonden Prometheus (1611-'12); Philadelphia Museum of Art te Philadelphia
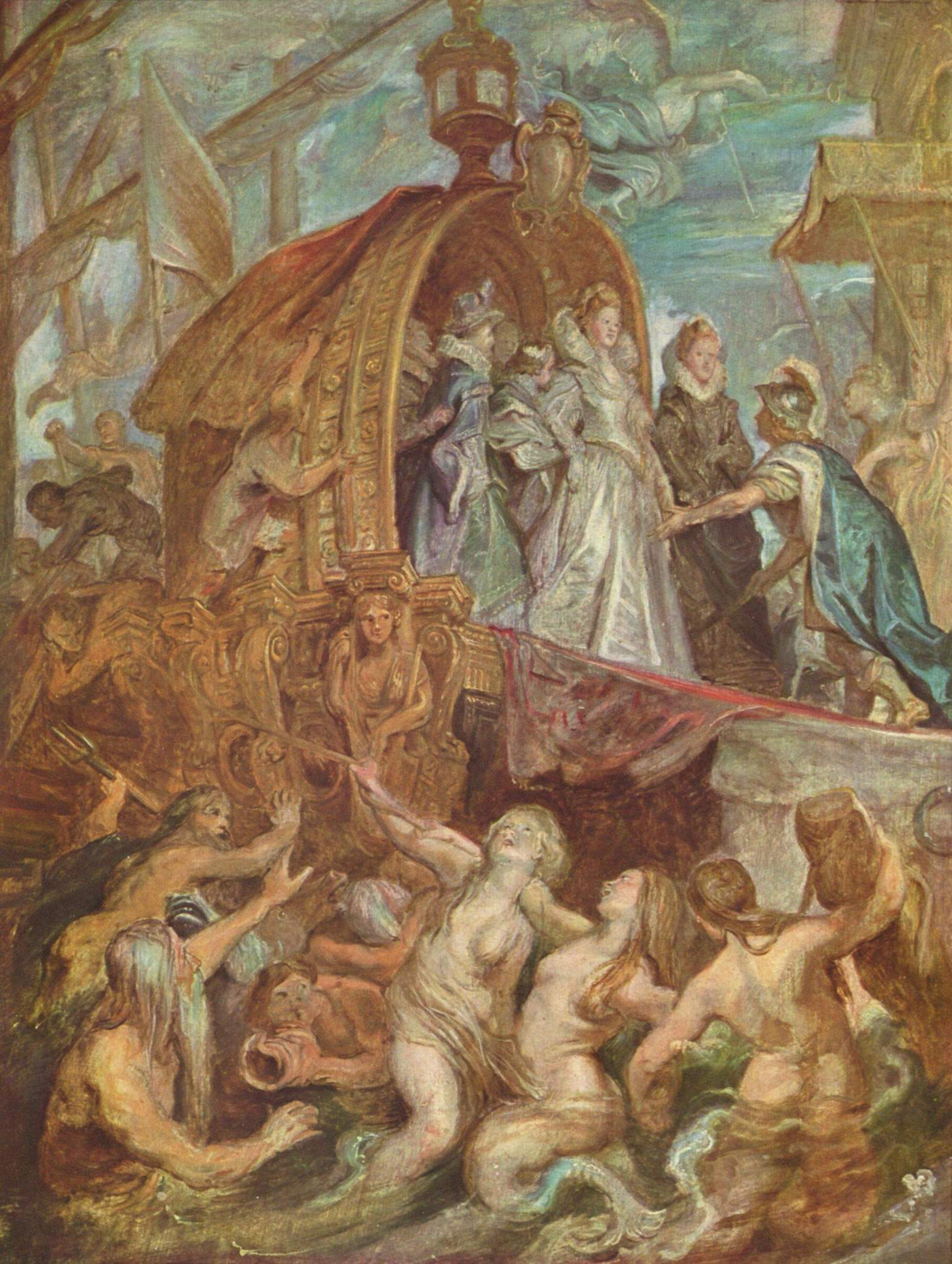
Aankomst van Maria de Medici in de haven van Marseille (1622-'25); Alte Pinakothek te München
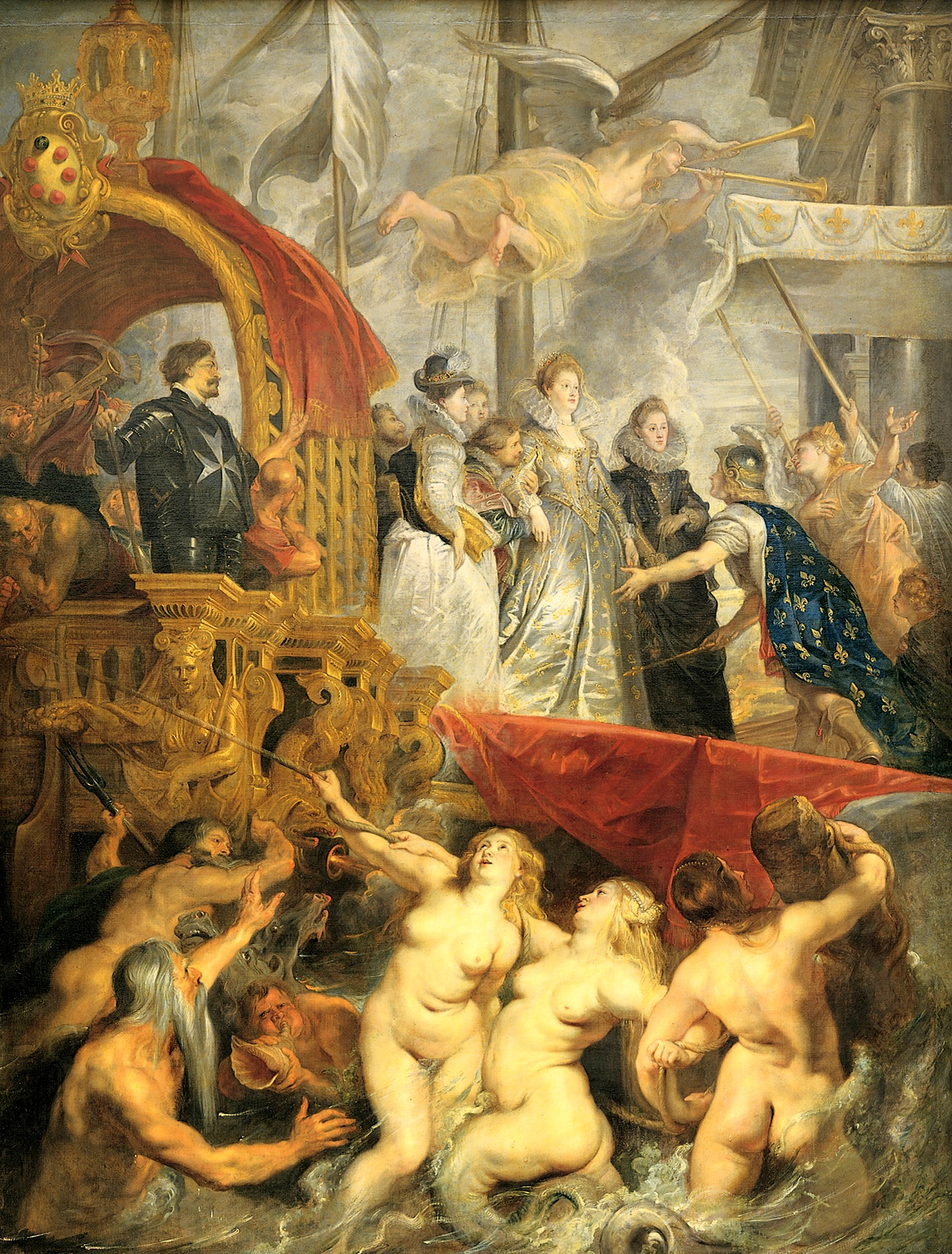
Aankomst van Maria de Medici in de haven van Marseille (1622-'25); Louvre te Parijs
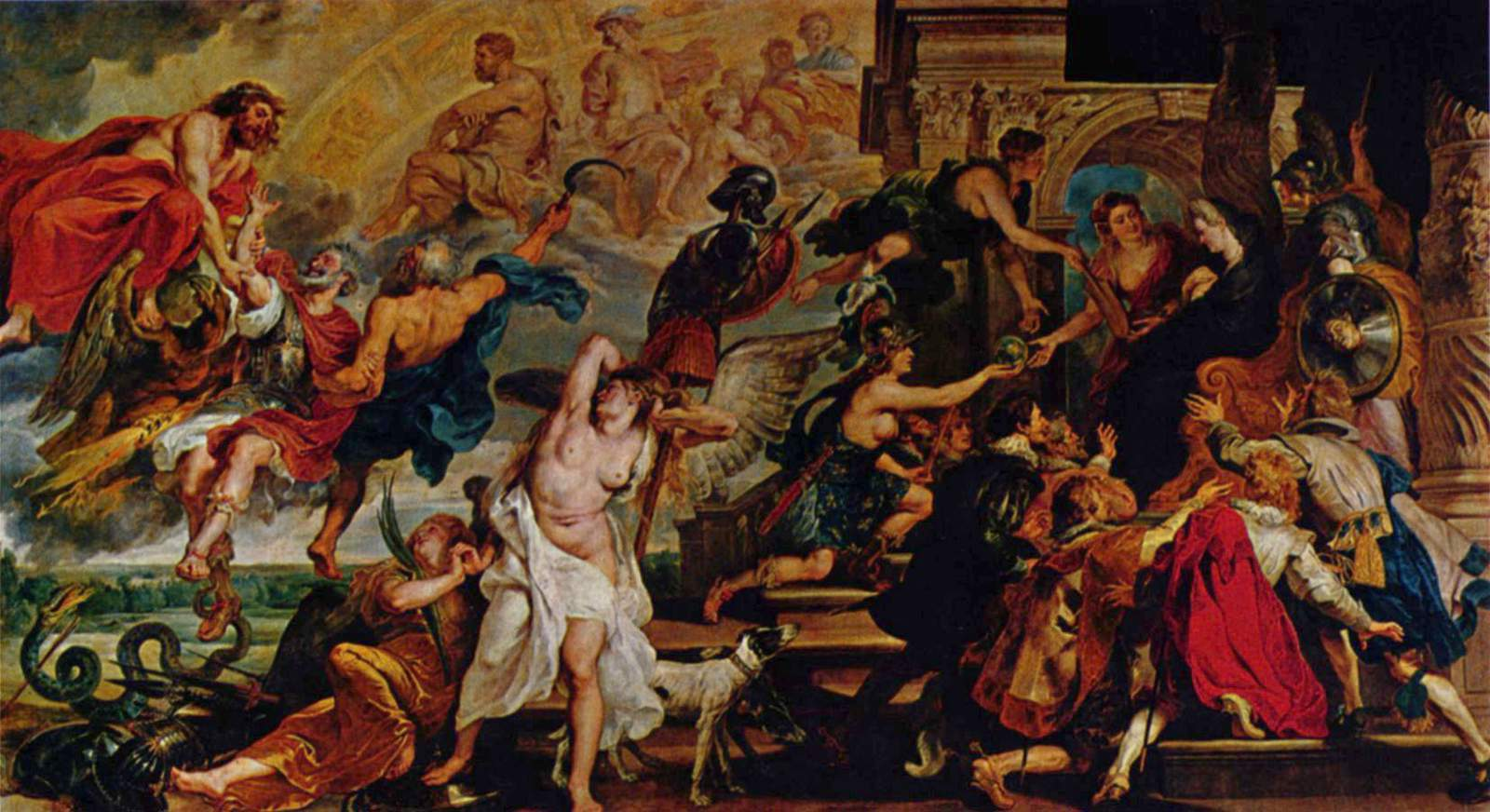
Apotheose Hendrik IV en de huldiging van Maria de Medici' (1622-'25); Louvre te Parijs
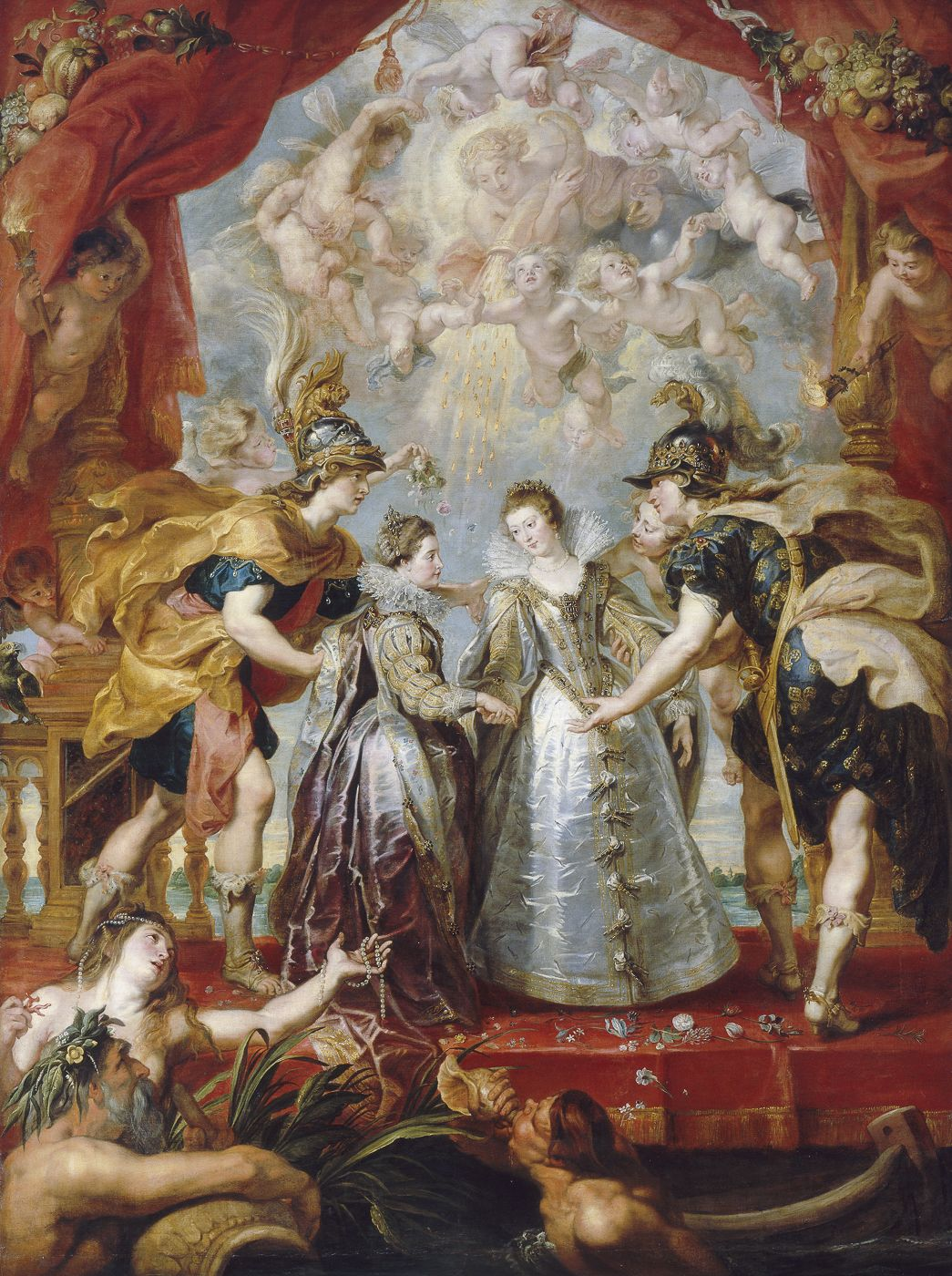
De ontmoeting der prinsessen (1622-'25); Louvre te Parijs
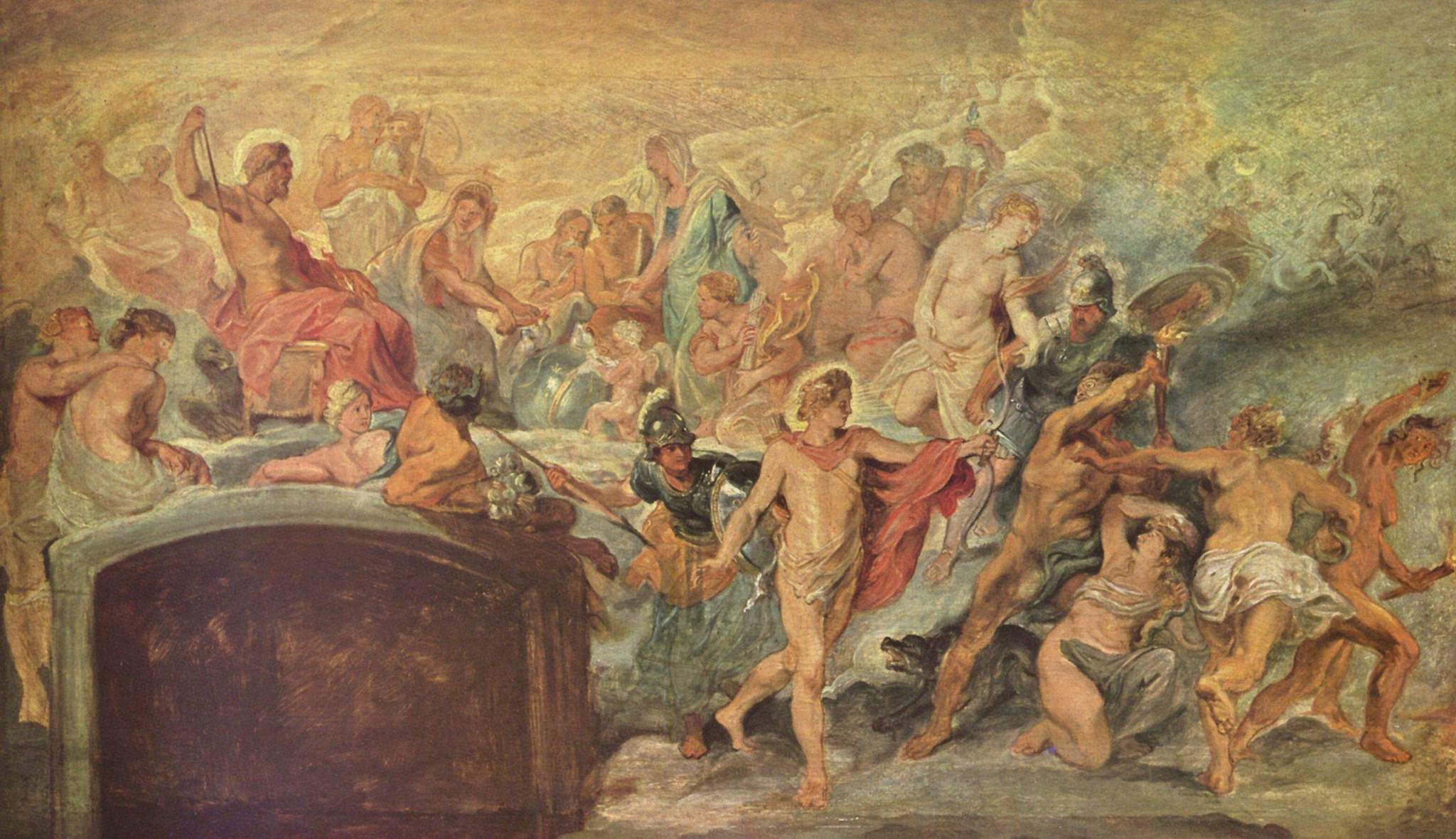
De Franse bloei onder het regentschap van Maria de Medici (1622); Alte Pinakothek te München
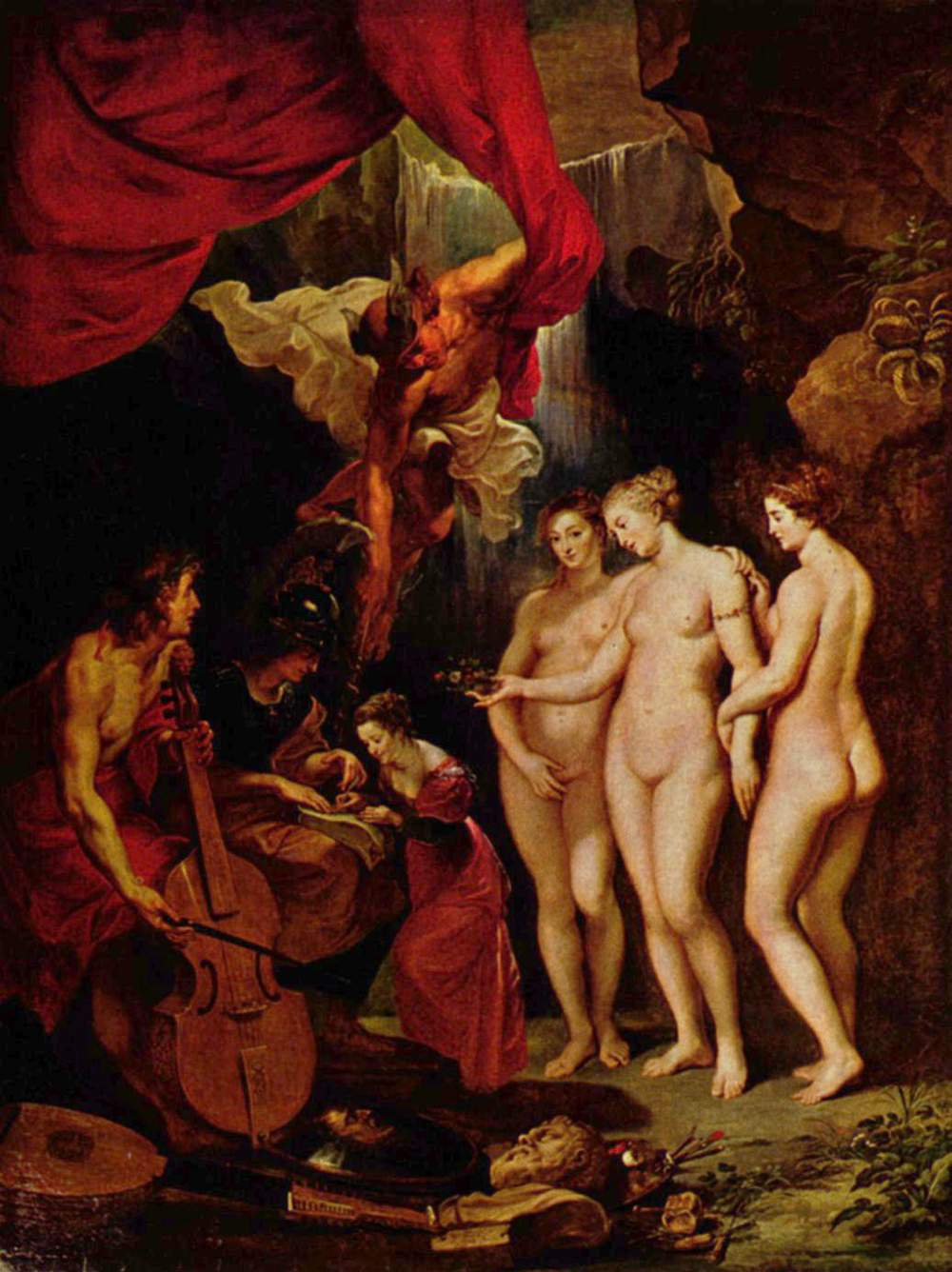
Het Maria-onderricht (1622-'25); Louvre te Parijs
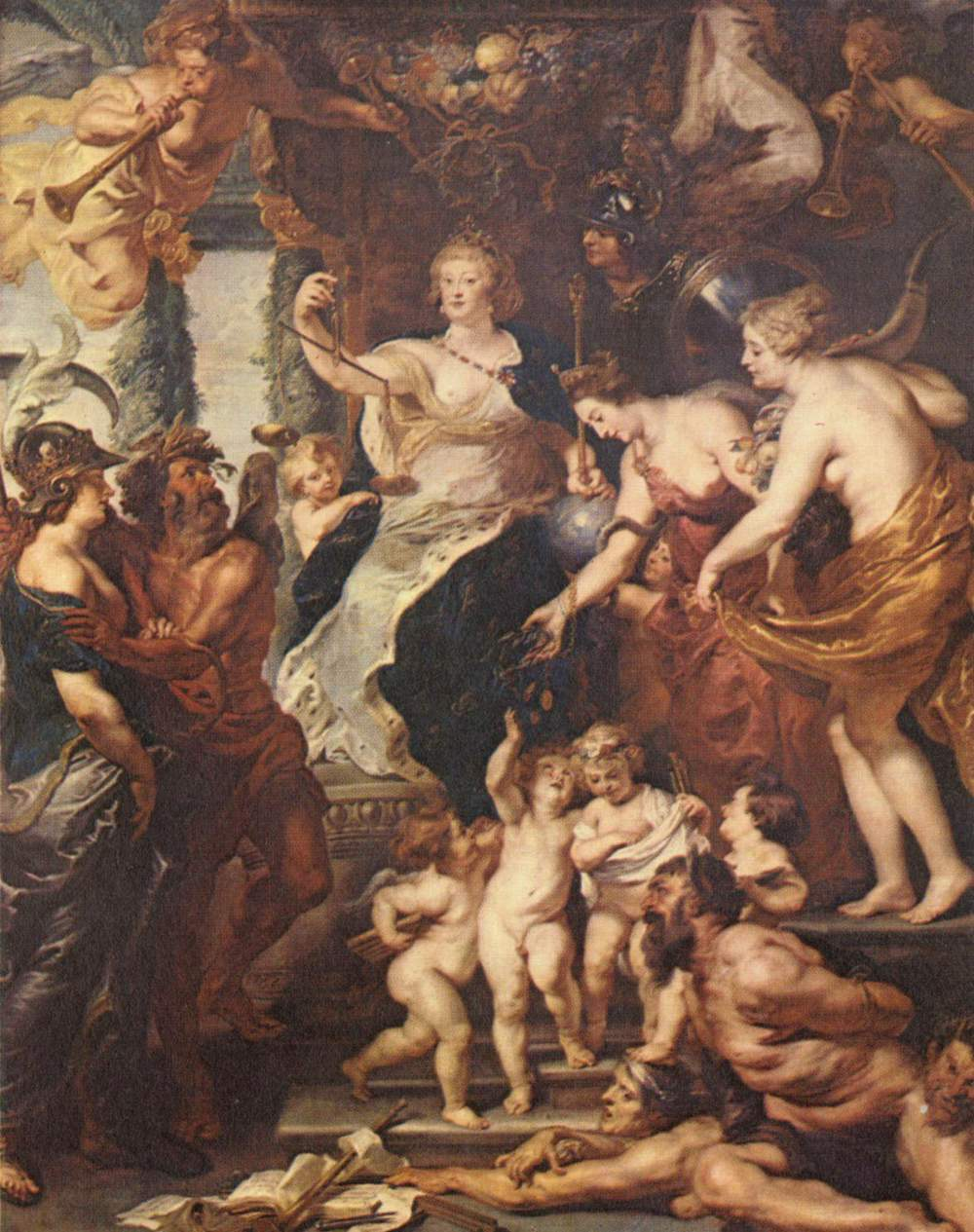
De gelukzaligheid van het regentschap van Maria de Medici (1622-'25); Louvre te Parijs
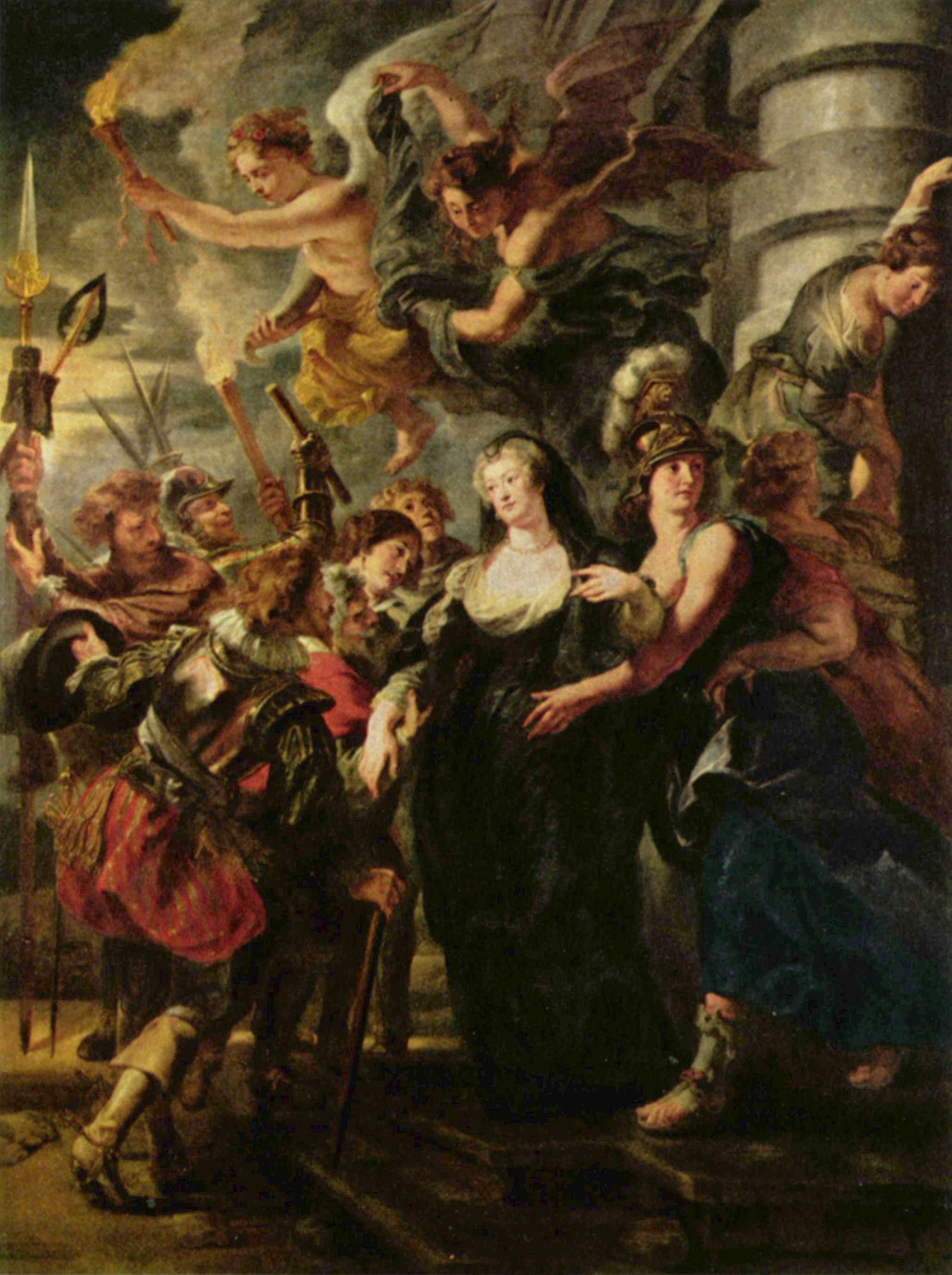
De koningin ontvlucht Blois (1622-'25), Louvre te Parijs
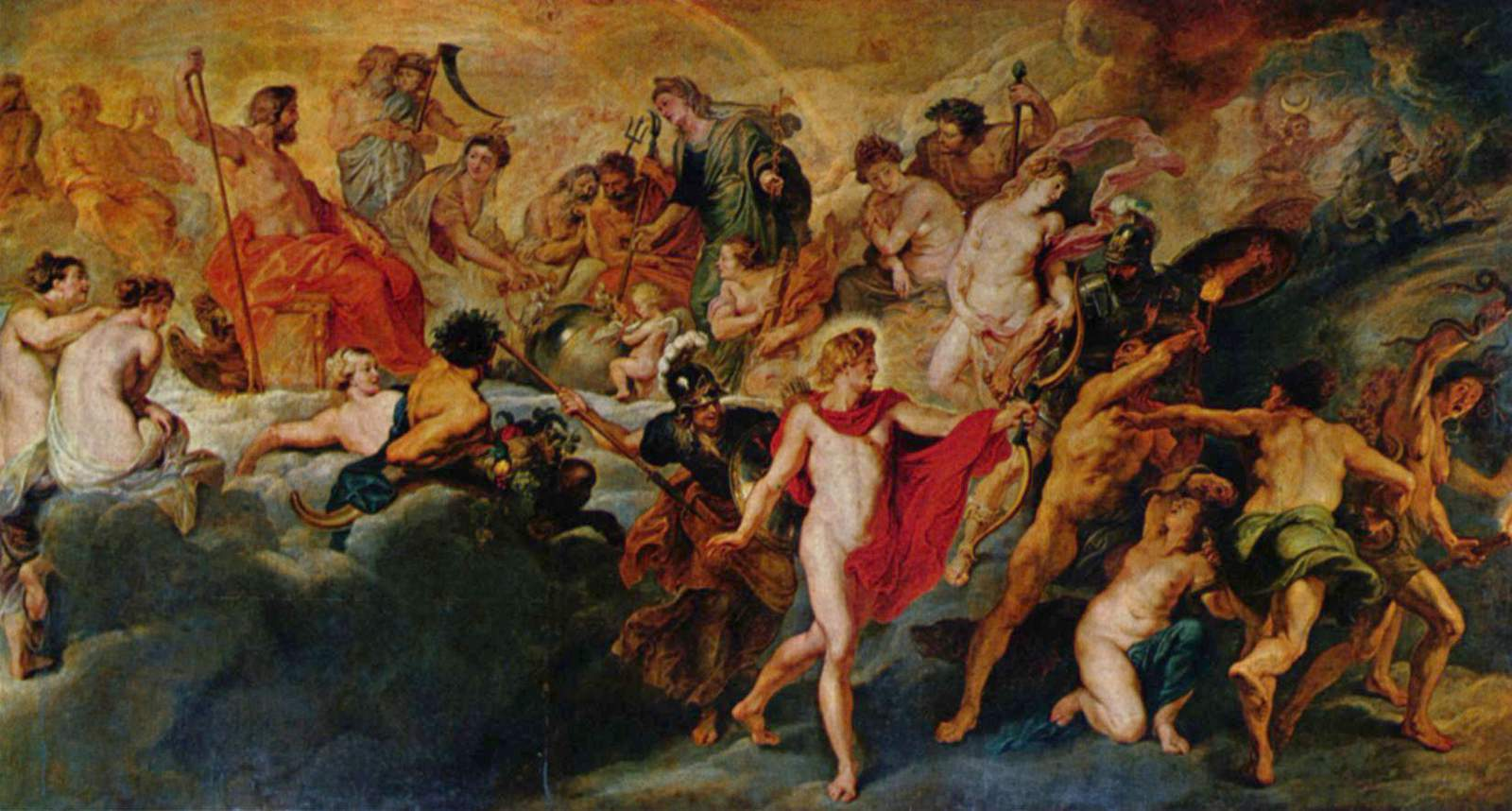
De regering van de koningin ('1622-'25), Louvre te Parijs
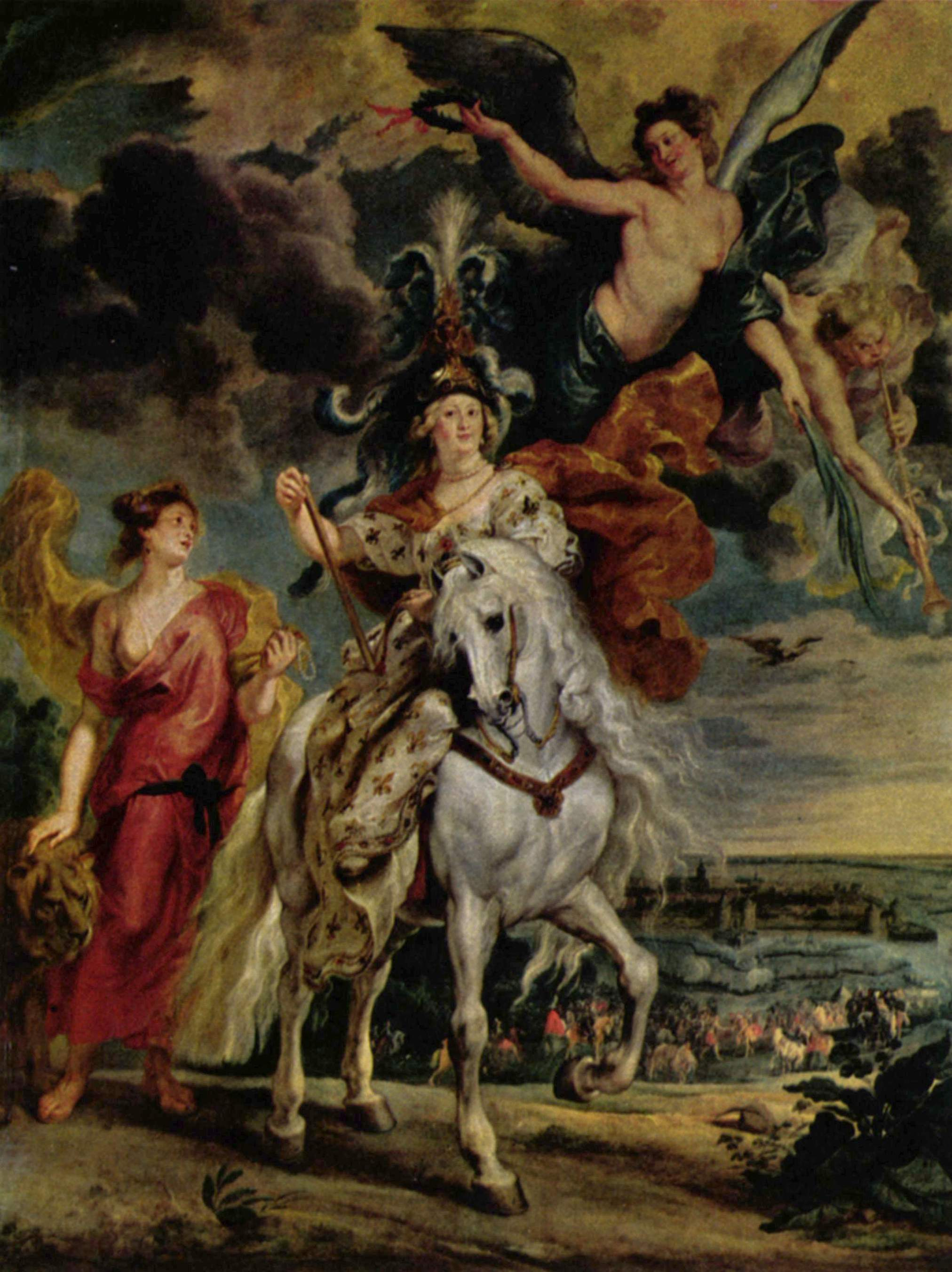
De intocht van Jüloch (1622-'25), Louvre te Parijs
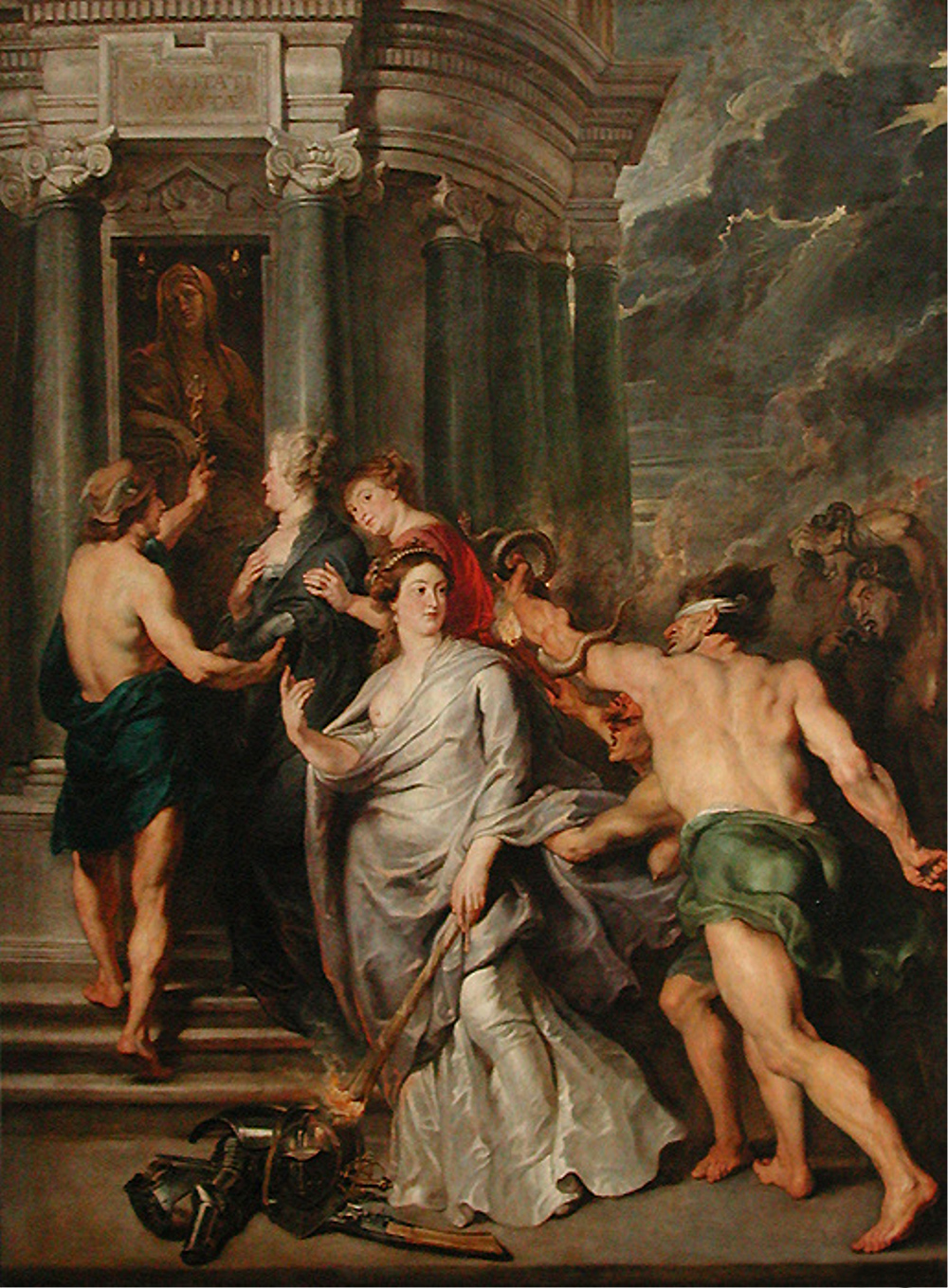
Het tekenen van de vrede te Angers (1622-'25), Louvre te Parijs
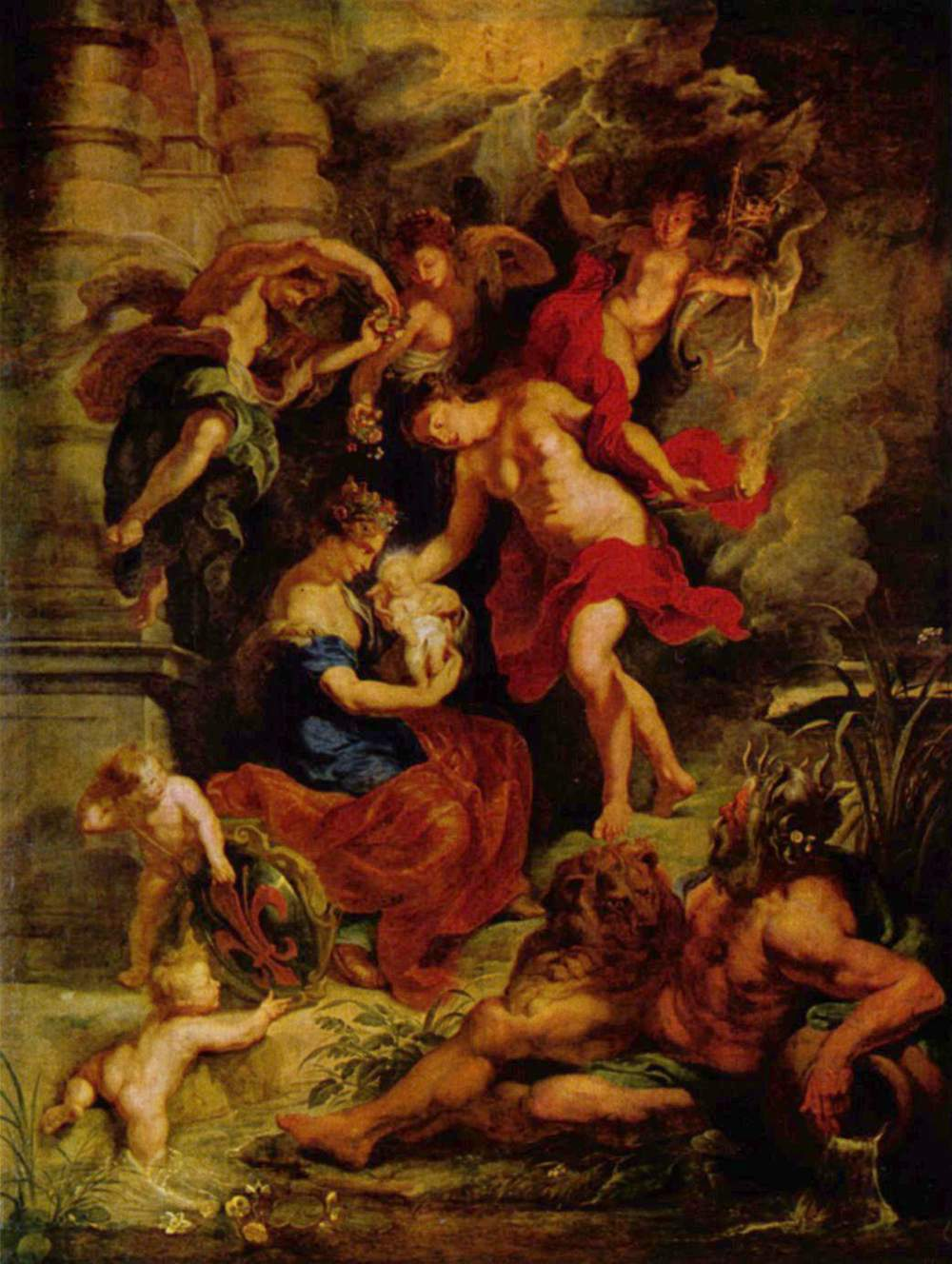
De geboorte van Maria de' Medici (1622-'25), Louvre te Parijs
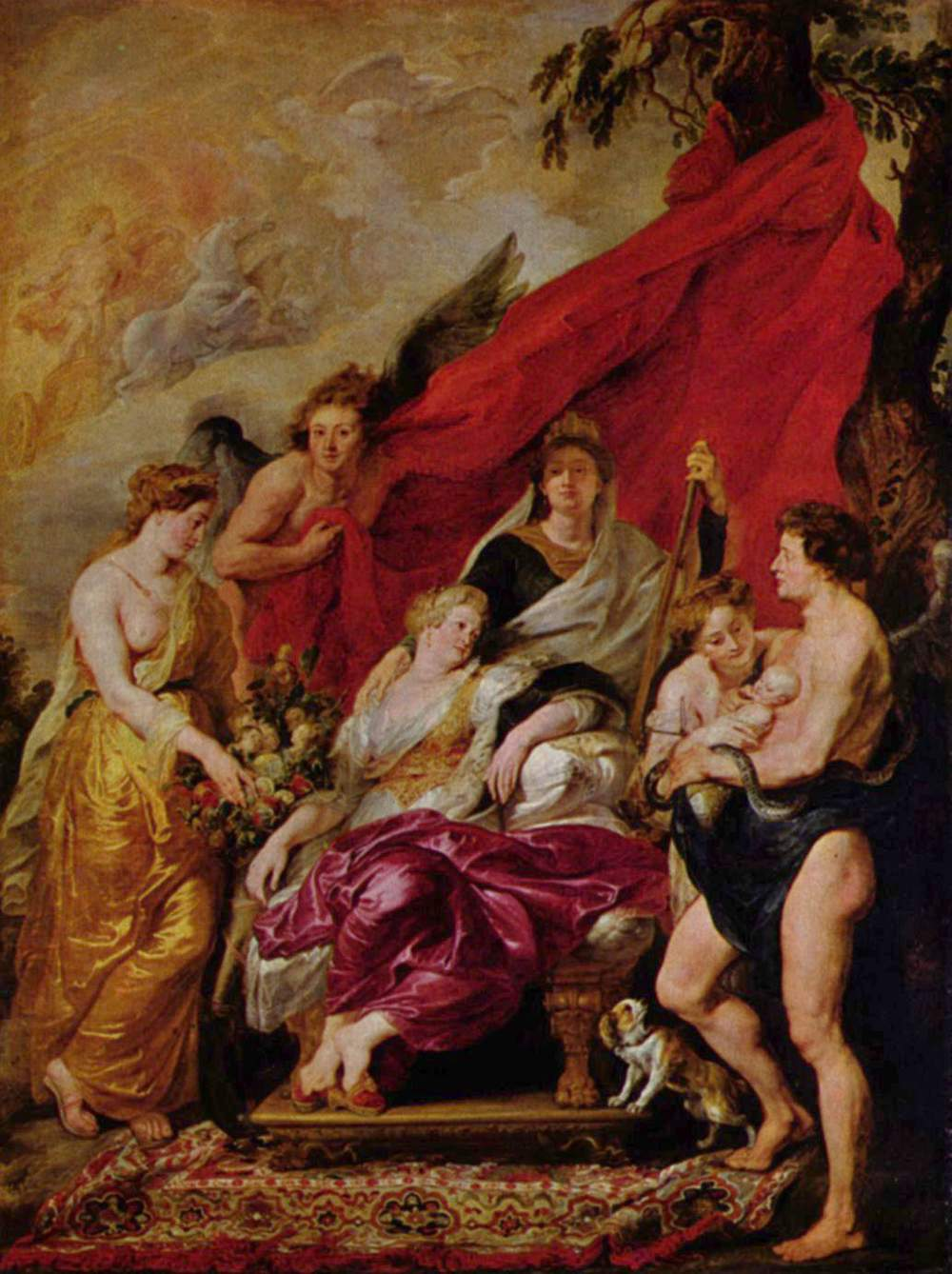
De geboorte van de dauphin Lodewijk XIII (1622-'25), Louvre te Parijs
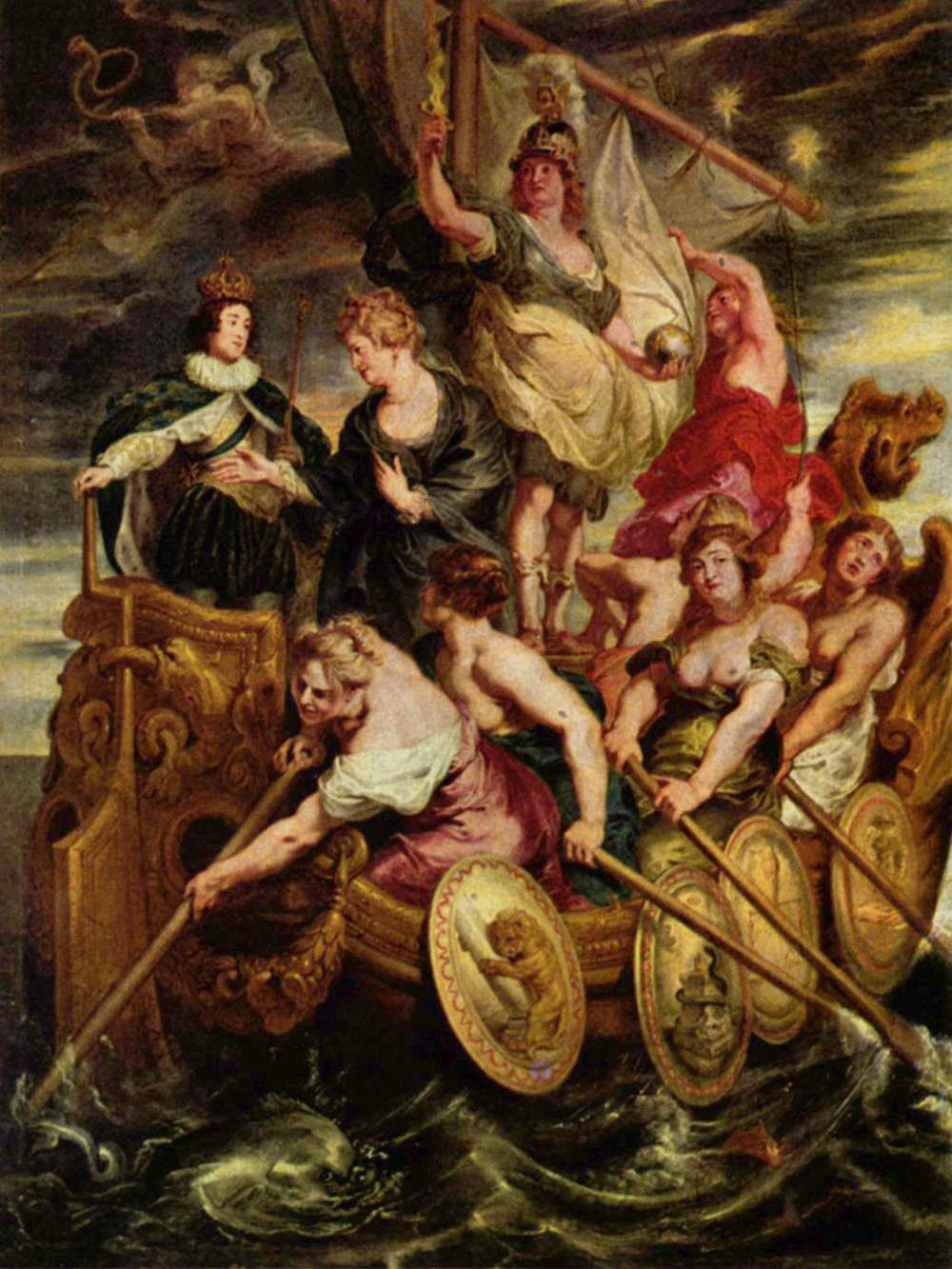
De overdracht van de macht aan de Dauphin Lodewijk XIII door Maria de' Medici (1622-'25), Louvre te Parijs
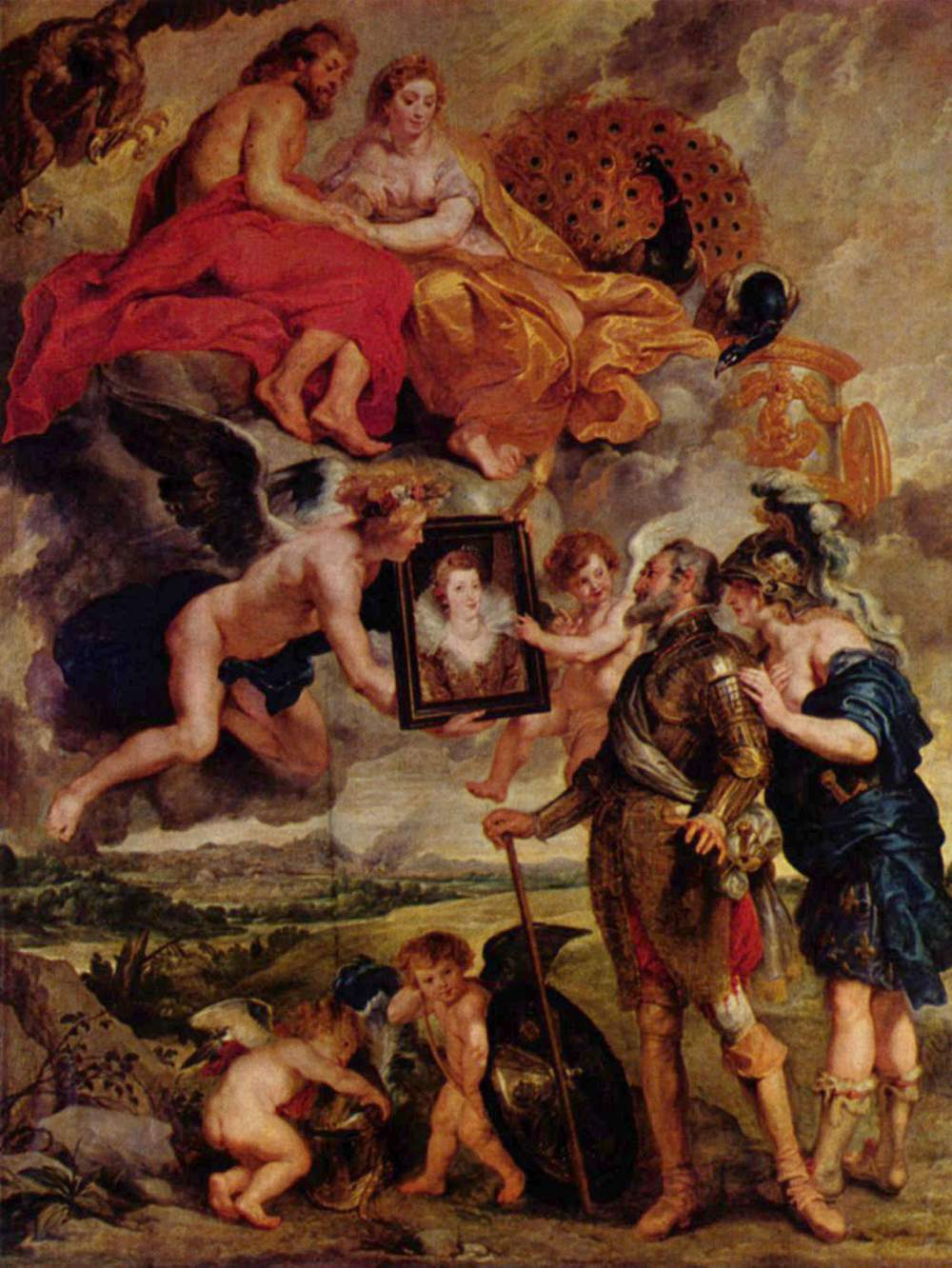
Heinrich ontvangt het portret van Maria de' Medici (1622-'25), Louvre te Parijs
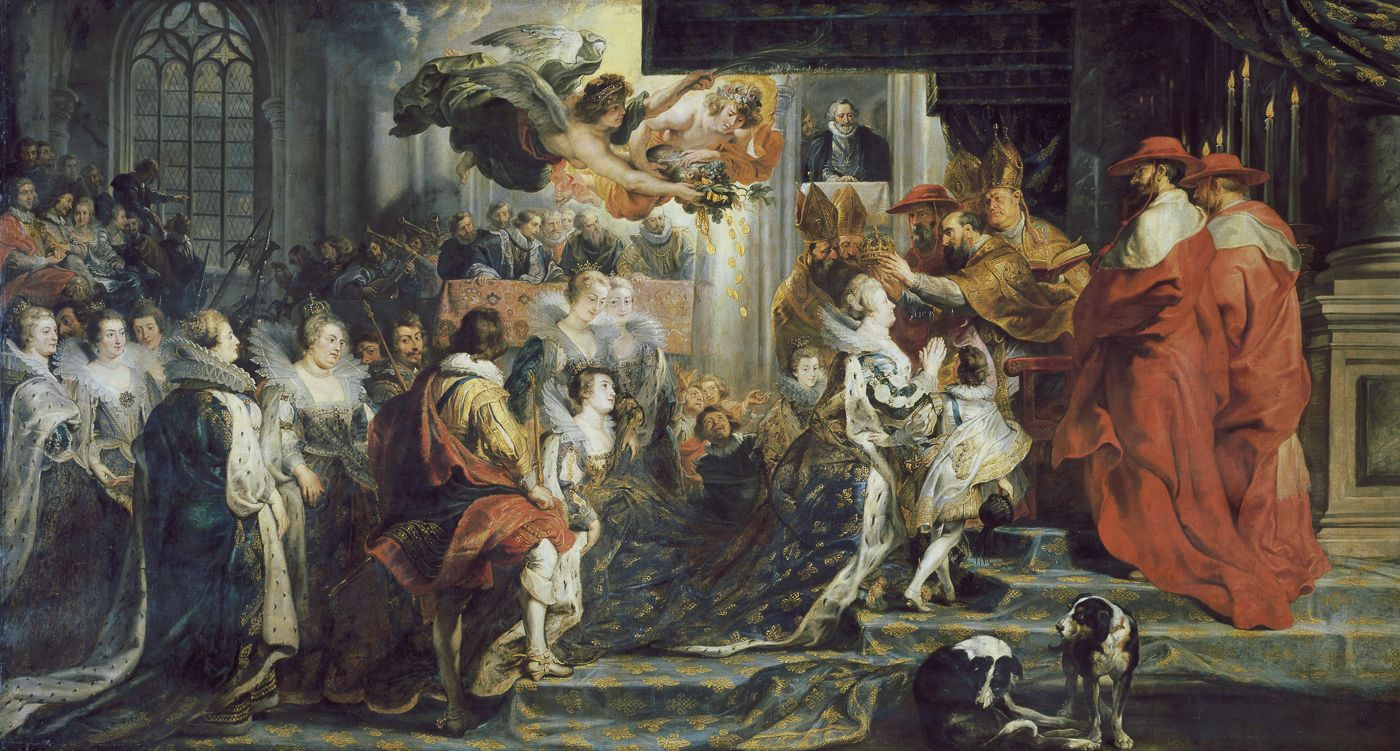
Kroning van Maria de' Medici te St. Denis in Parijs (1622-'25), Louvre te Parijs
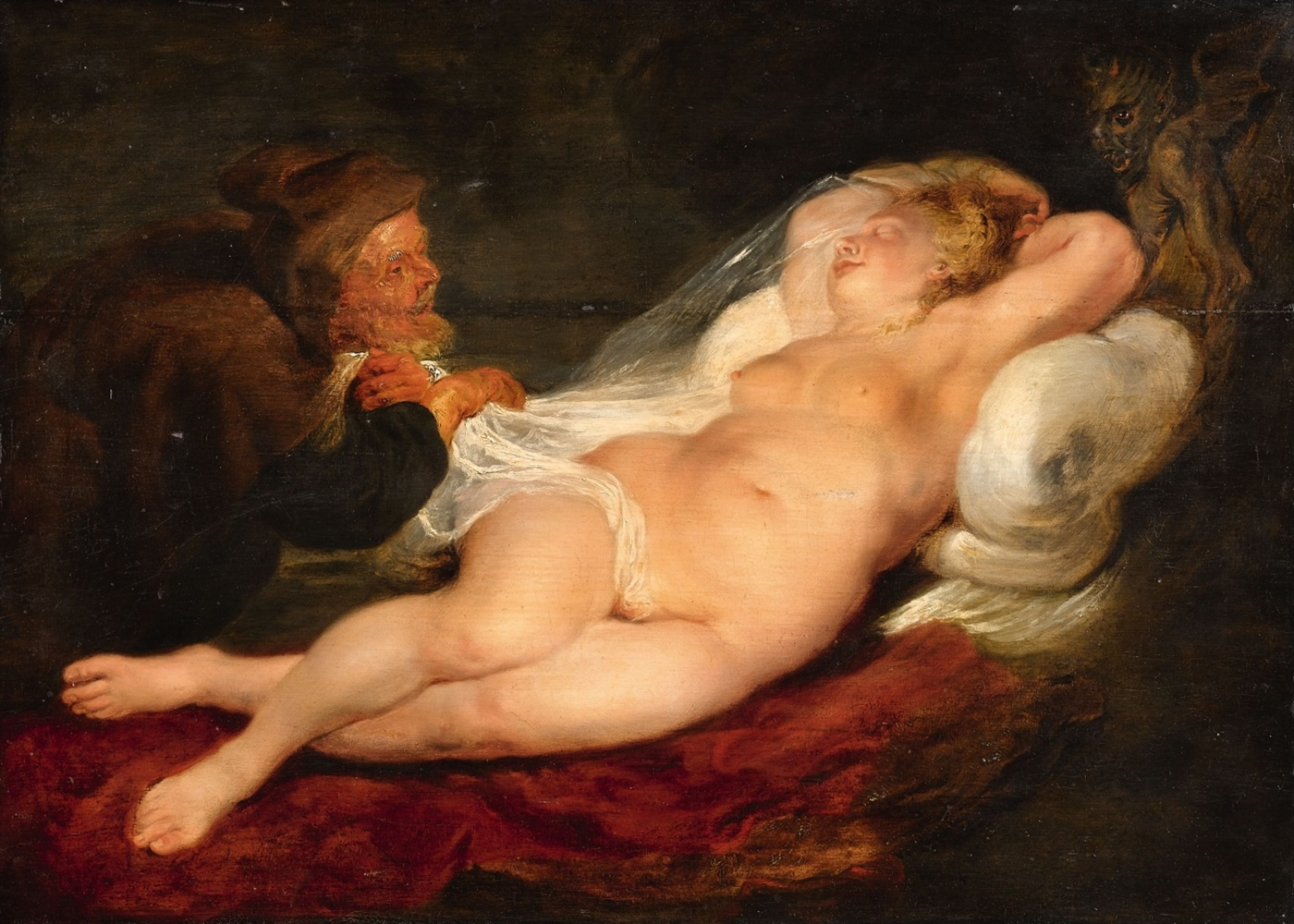
Angelica en de kluizenaar (1626-1628), Kunsthistorisch Museum Wenen
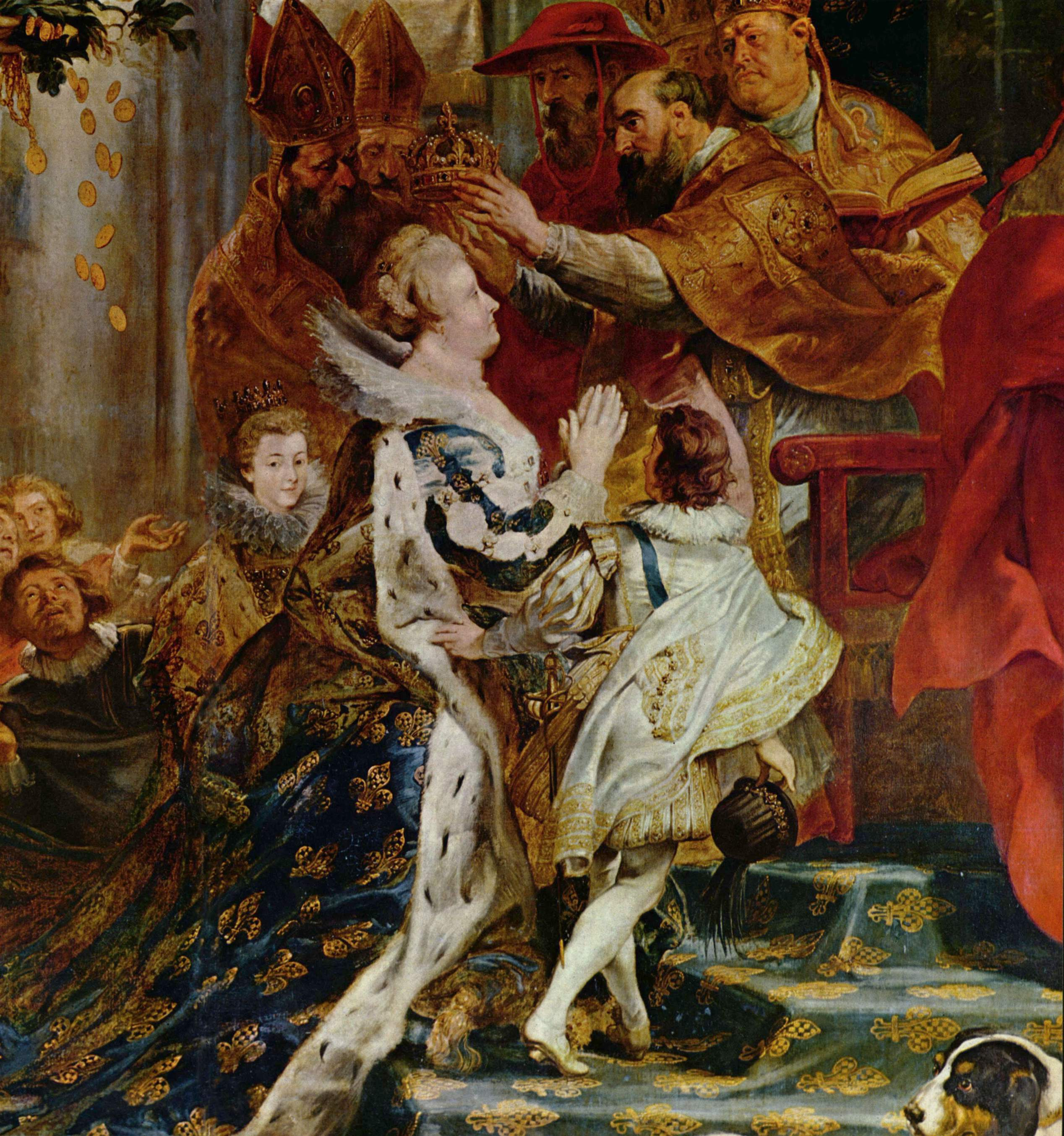
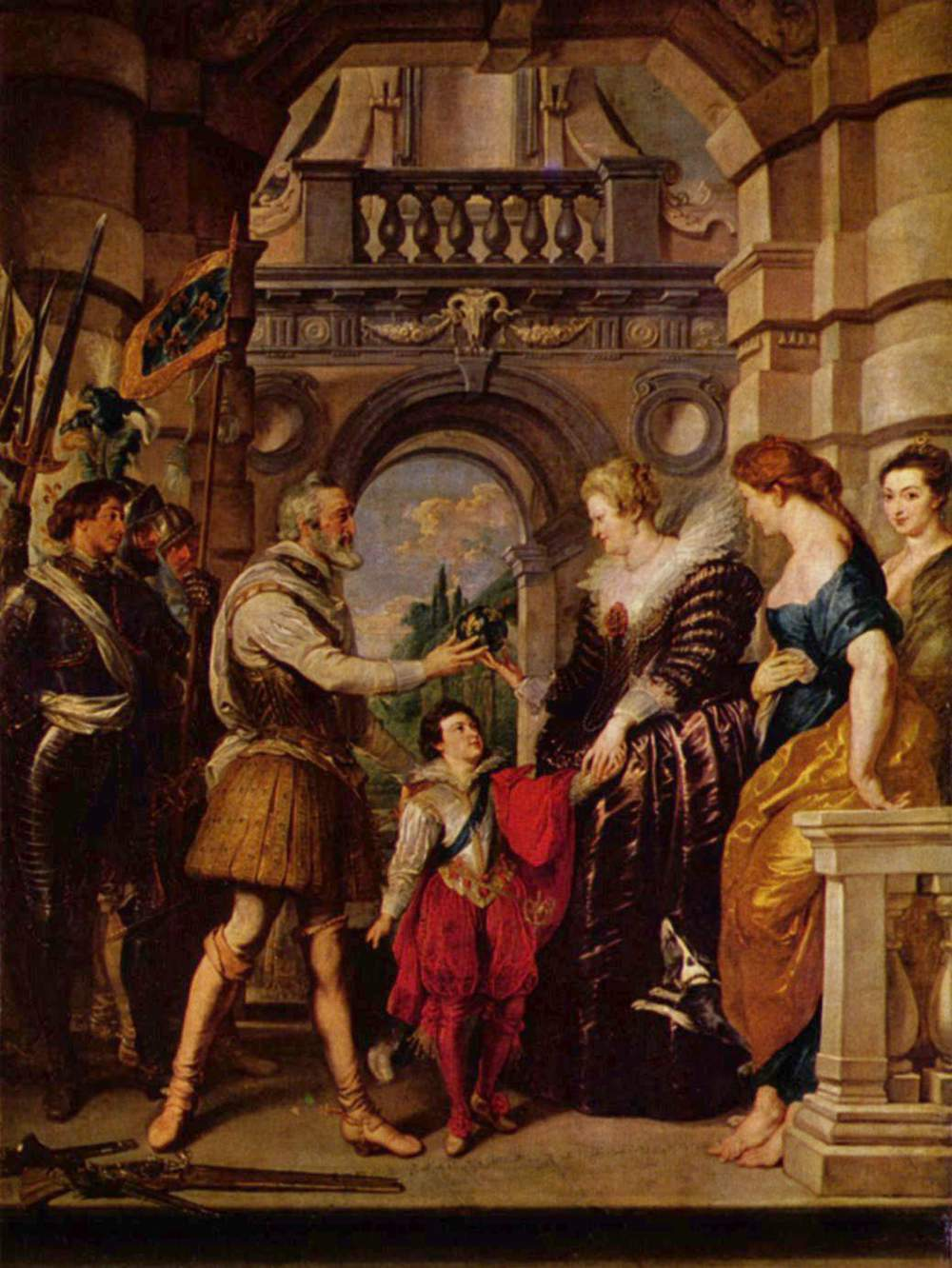
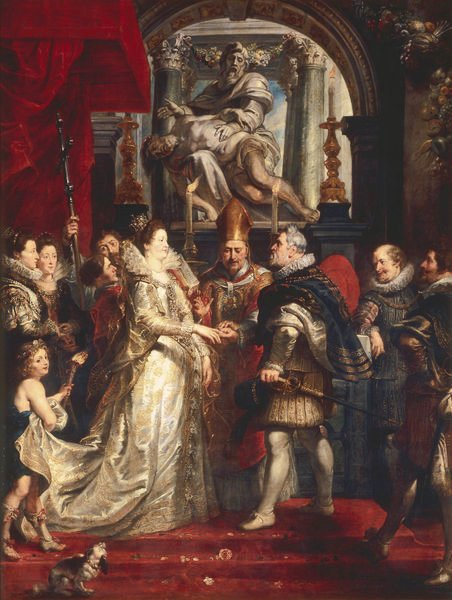
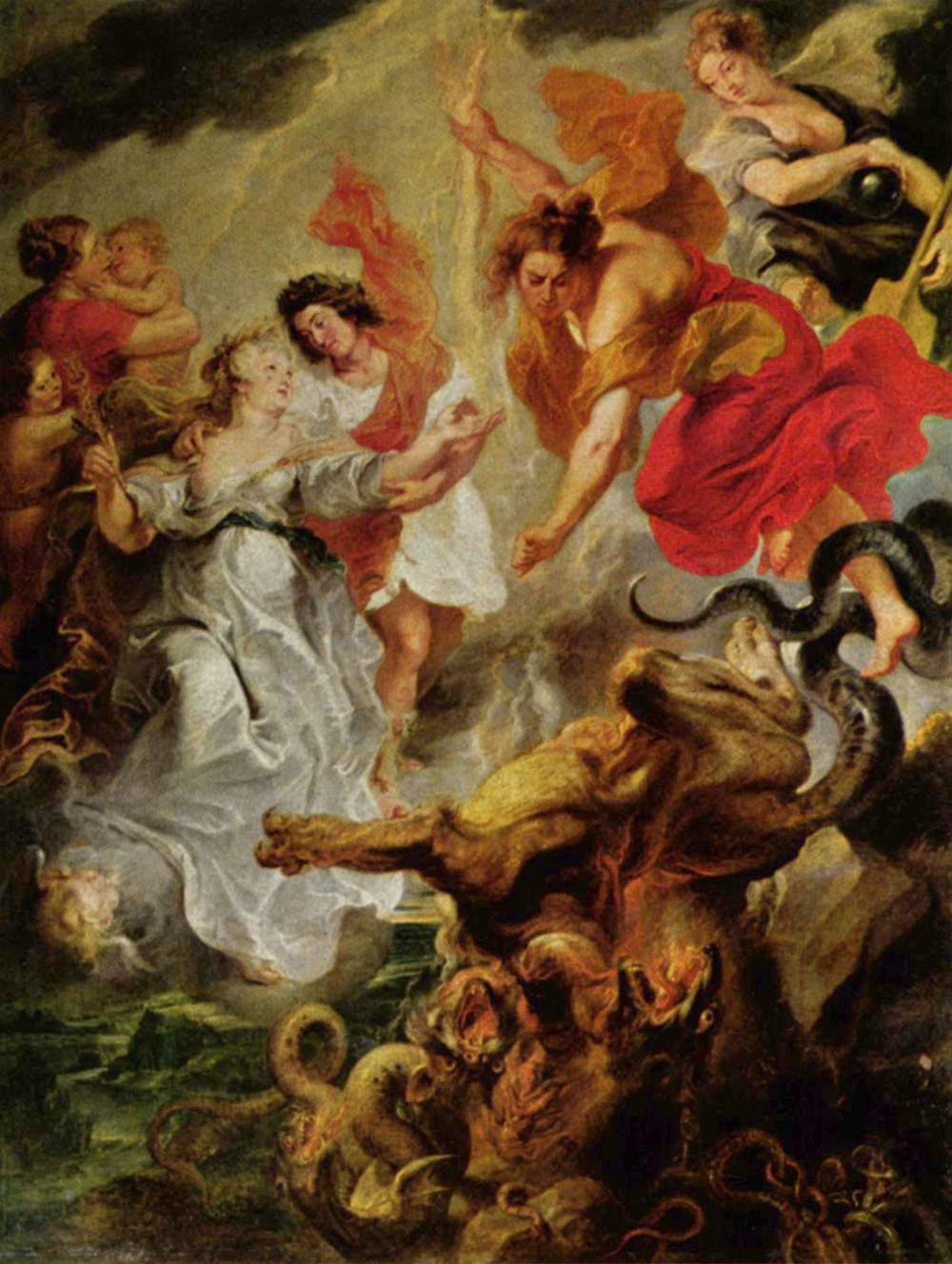
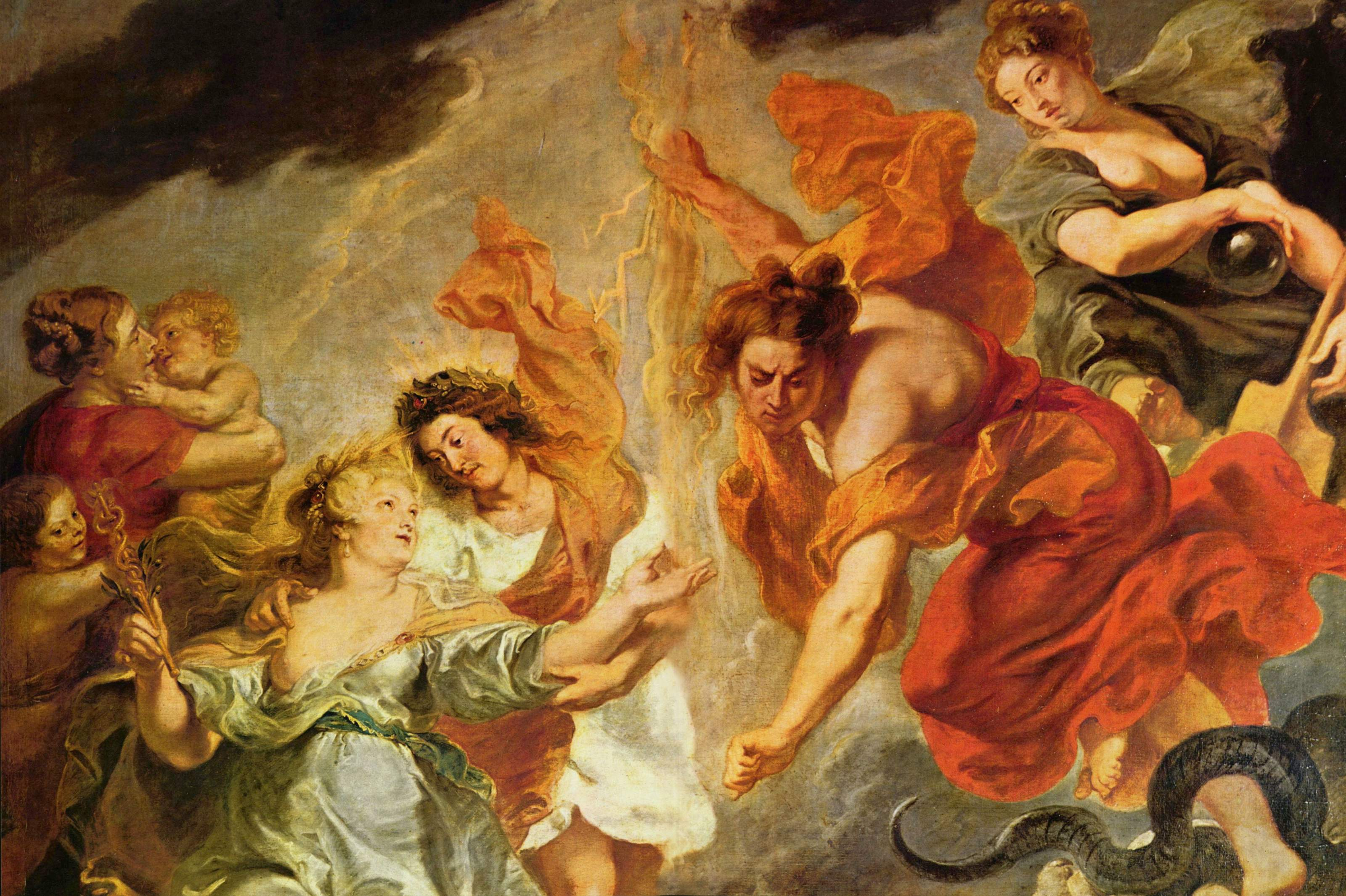
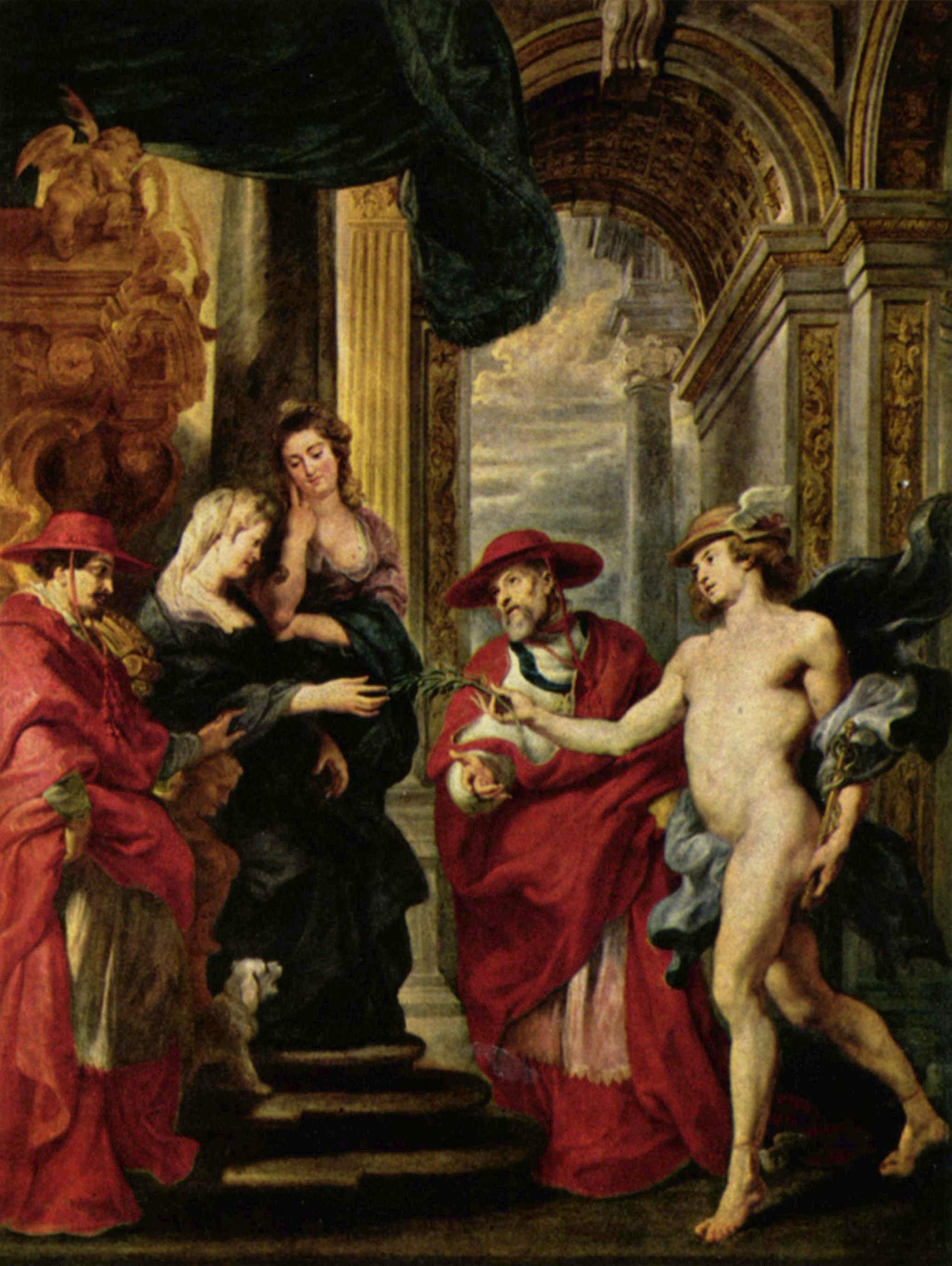
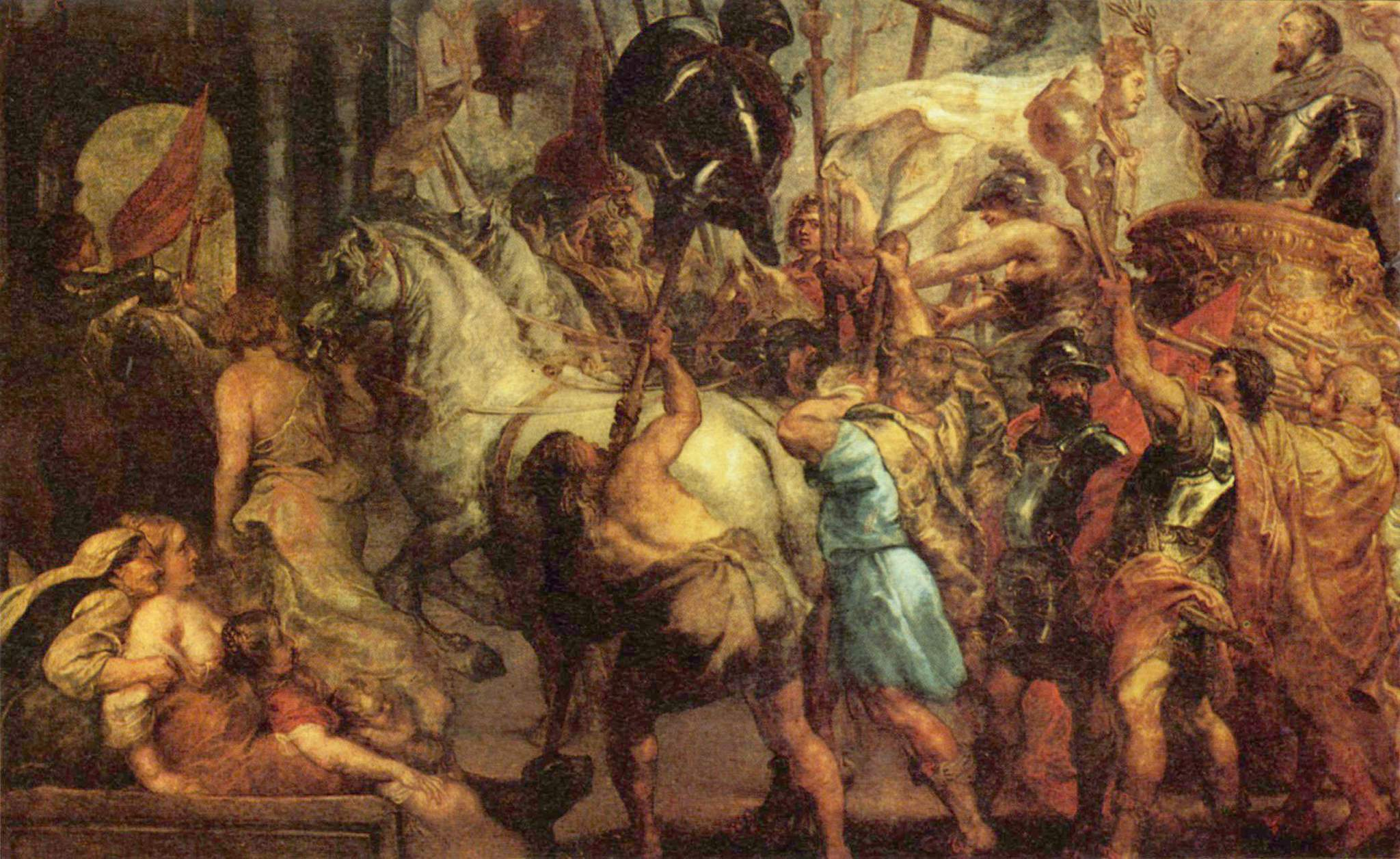
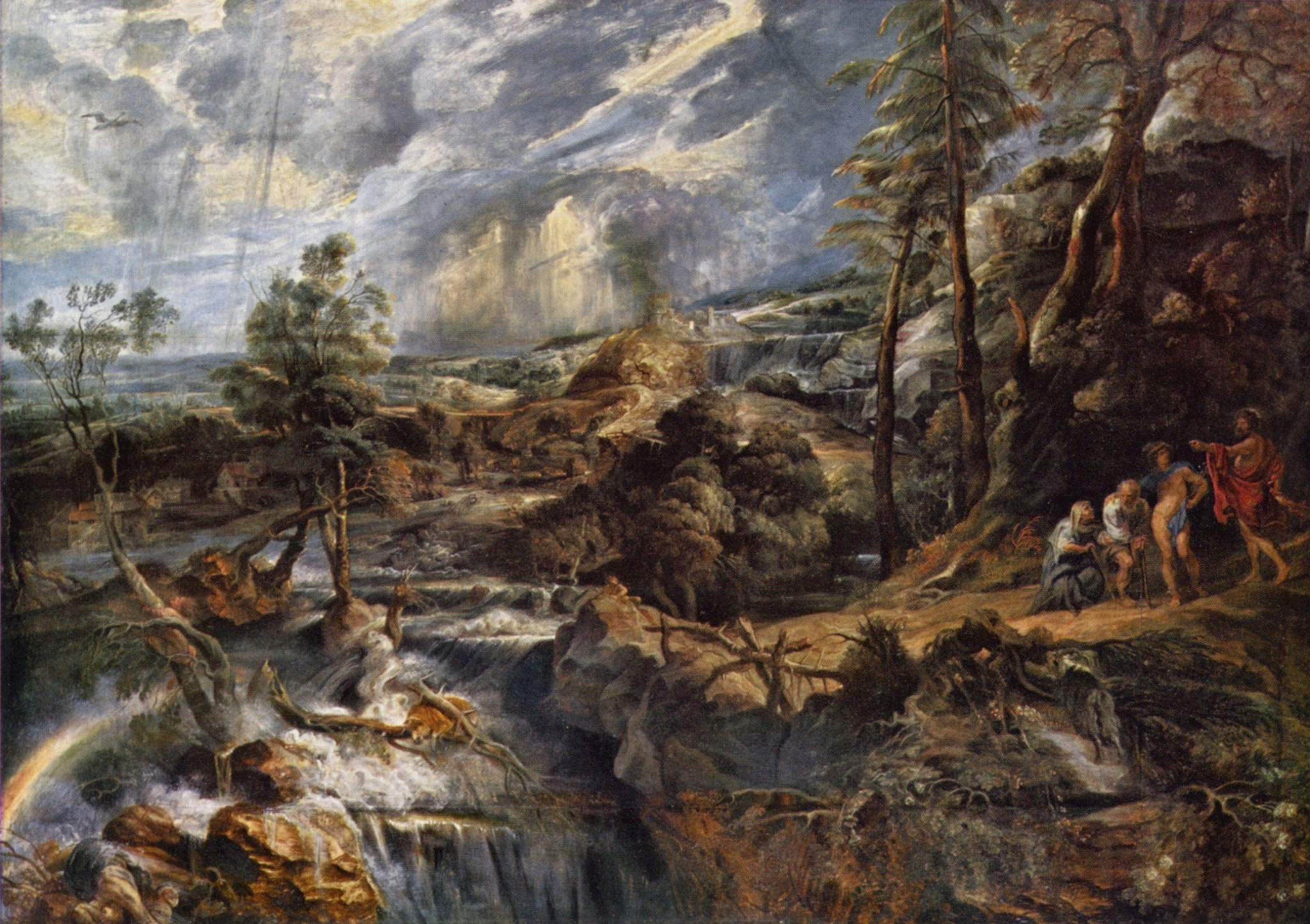
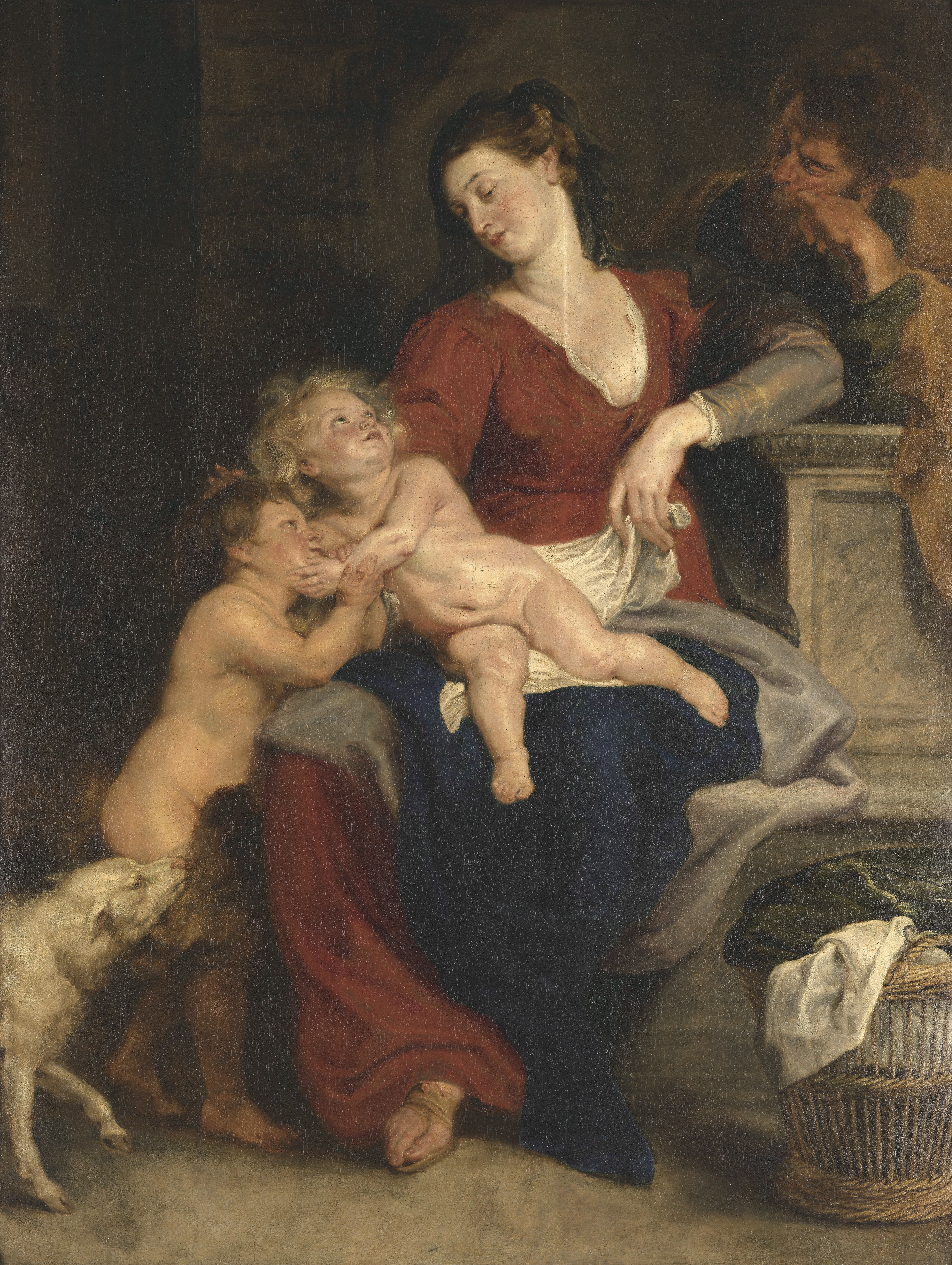
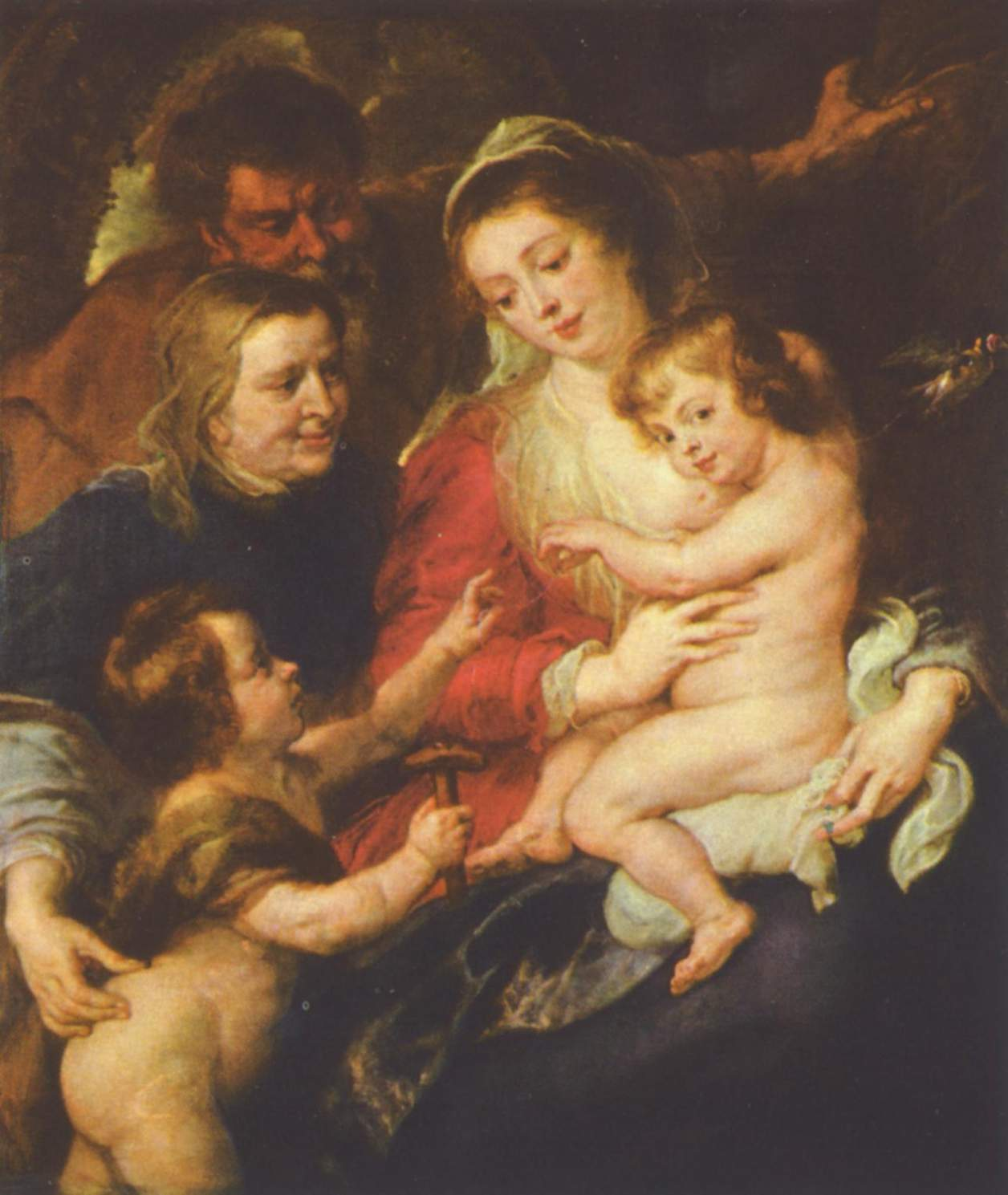
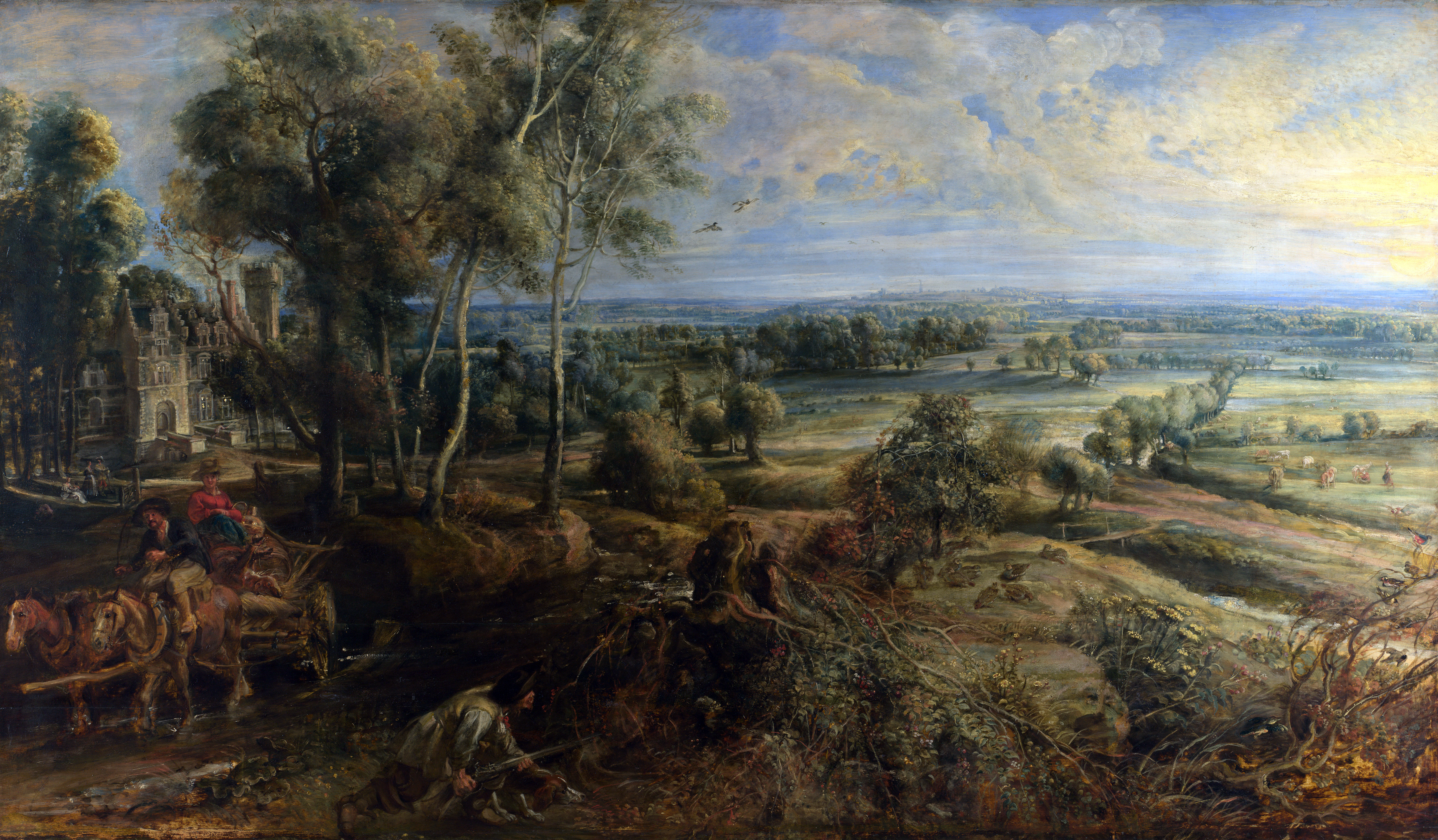
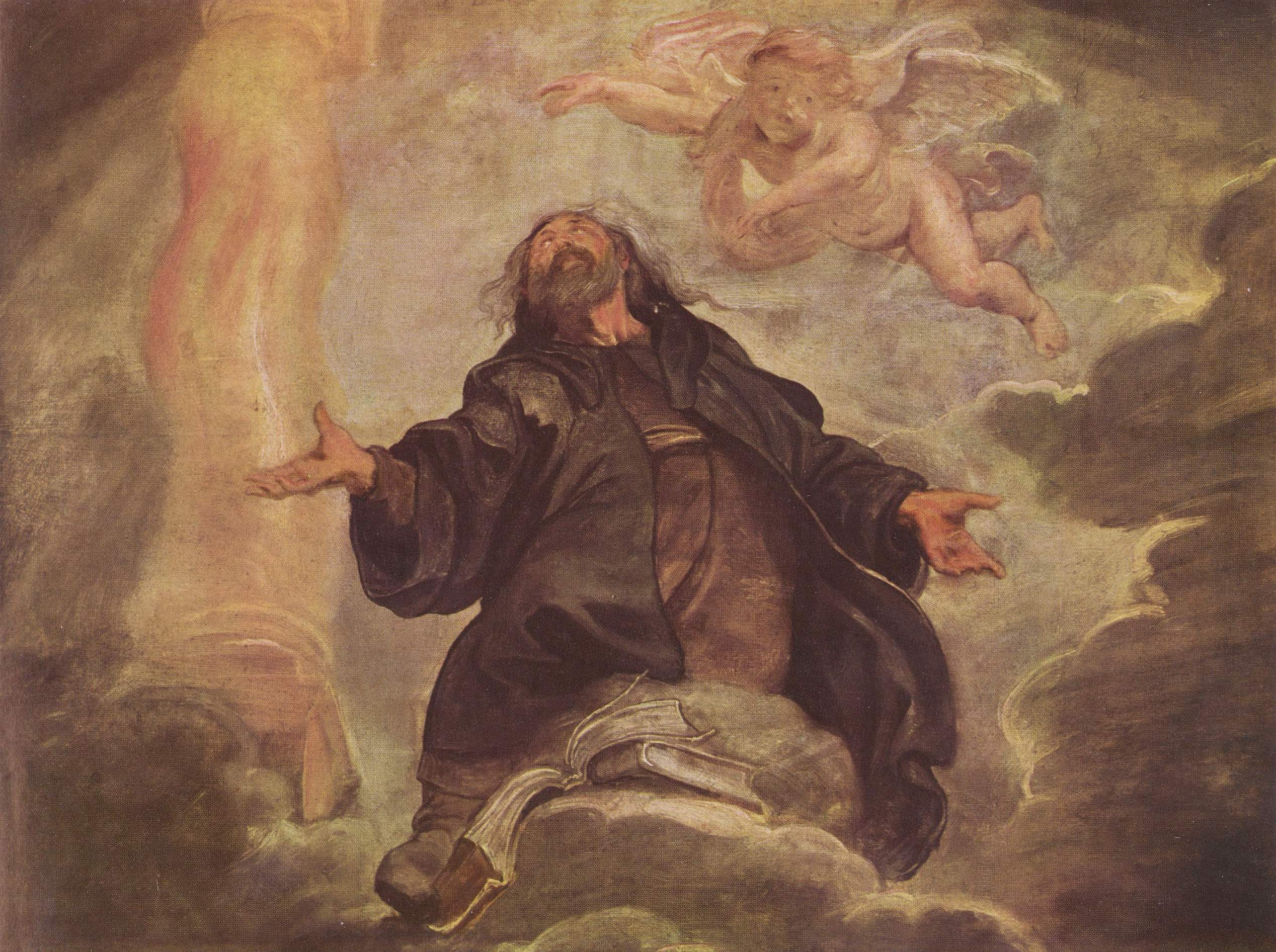
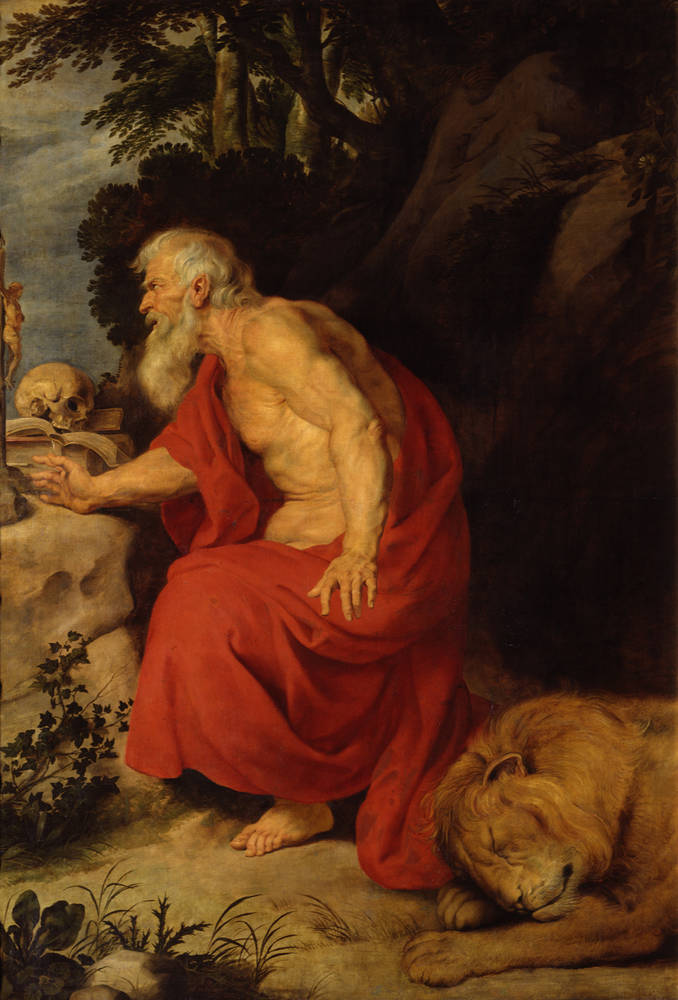
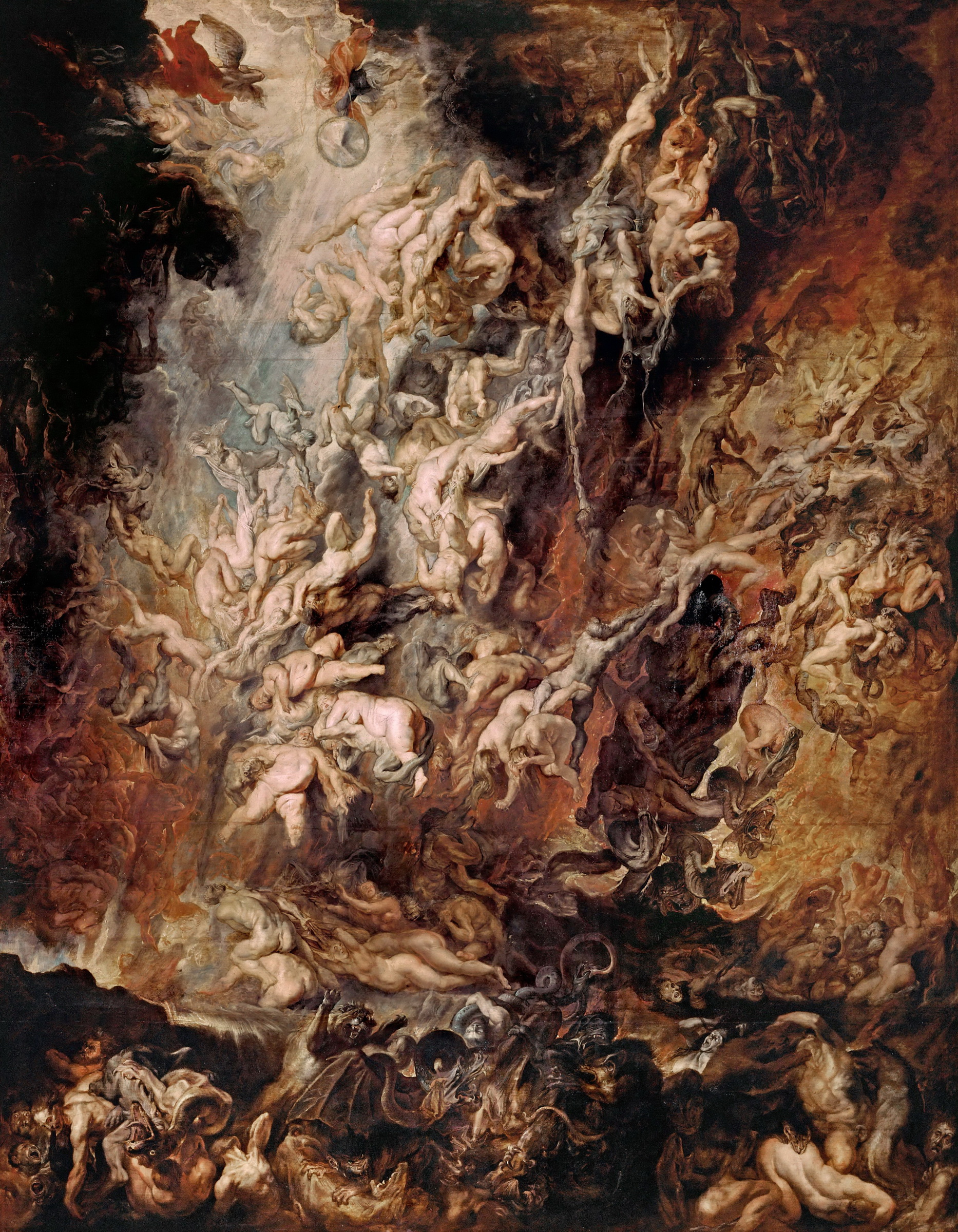
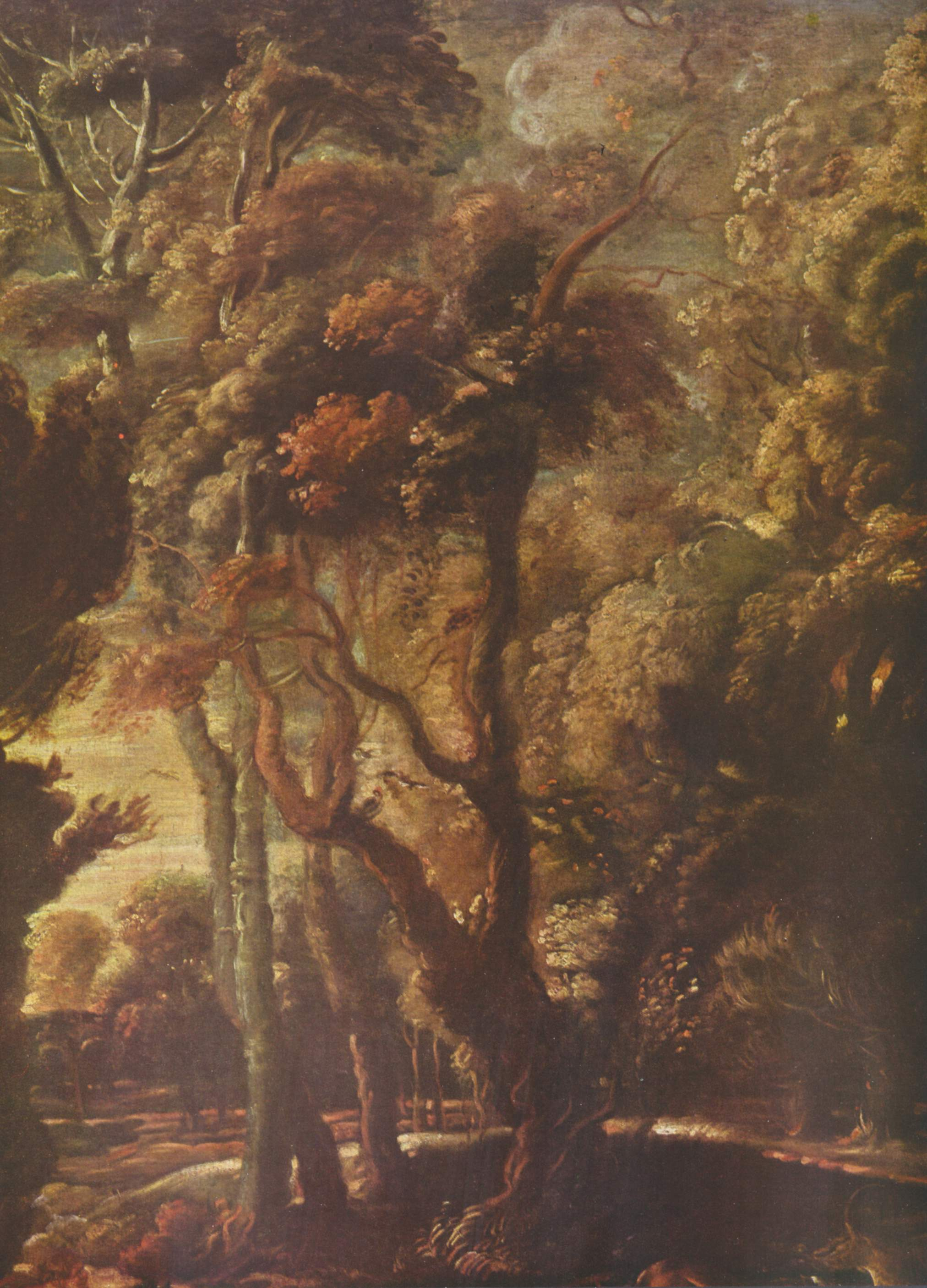
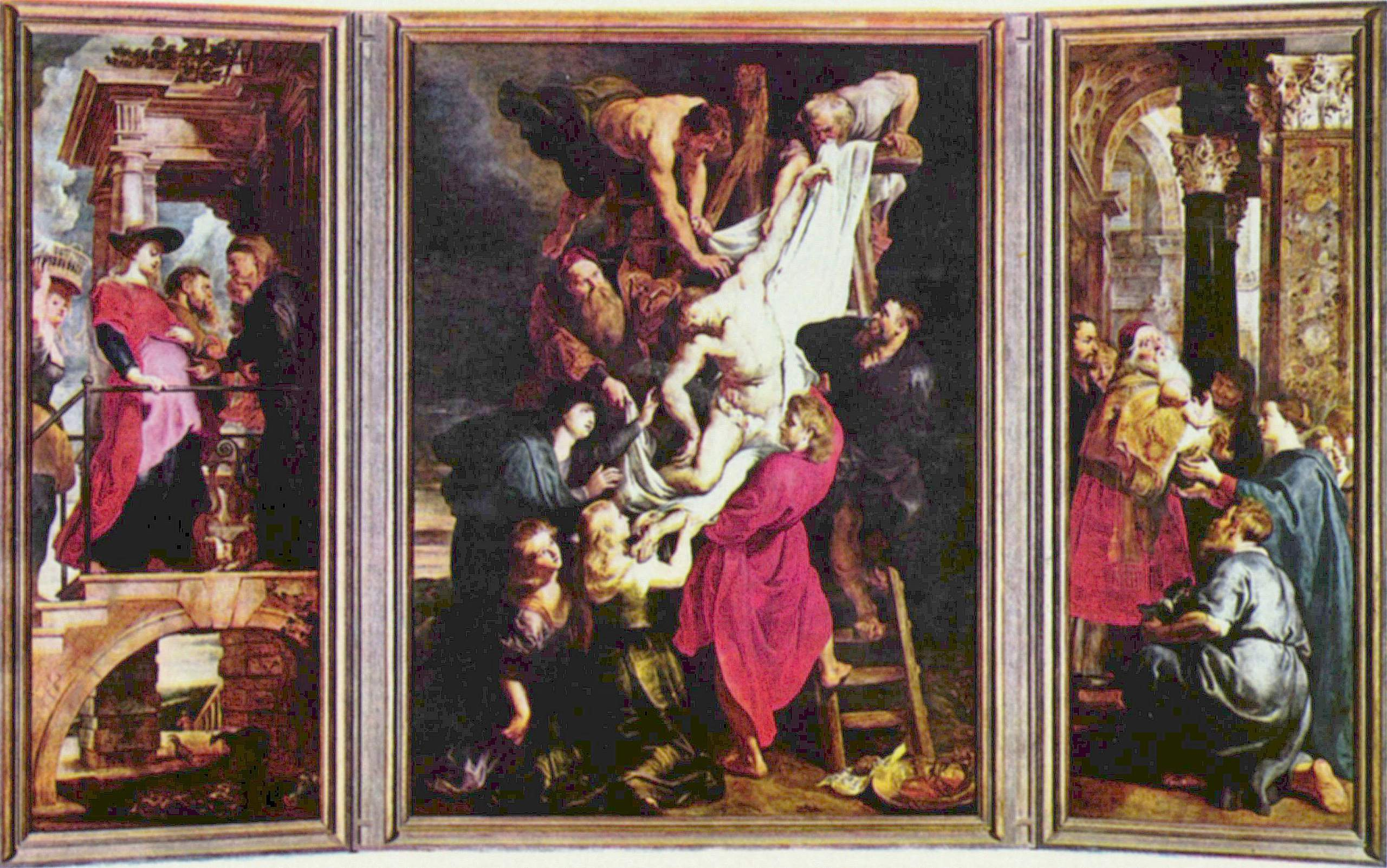
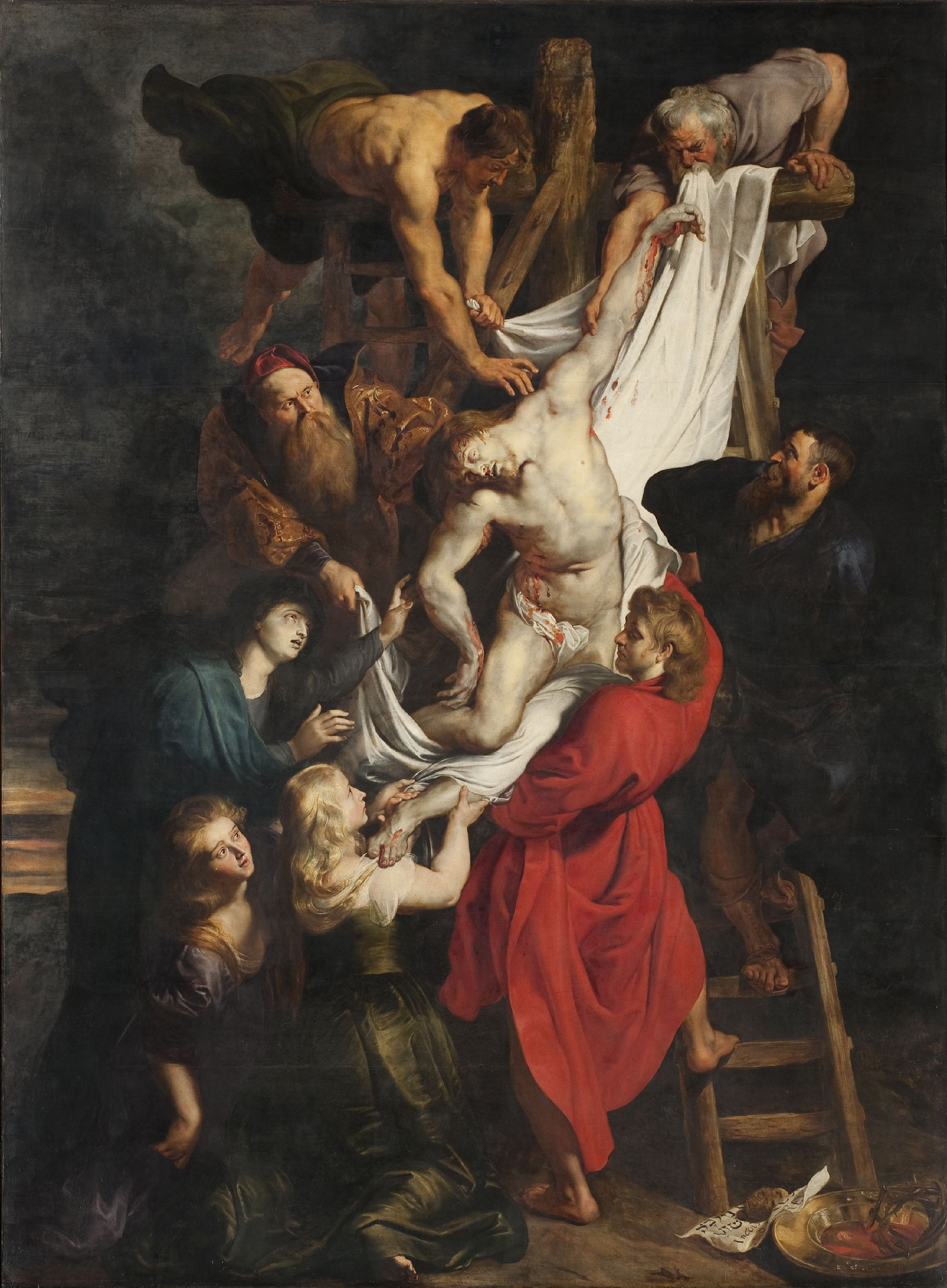
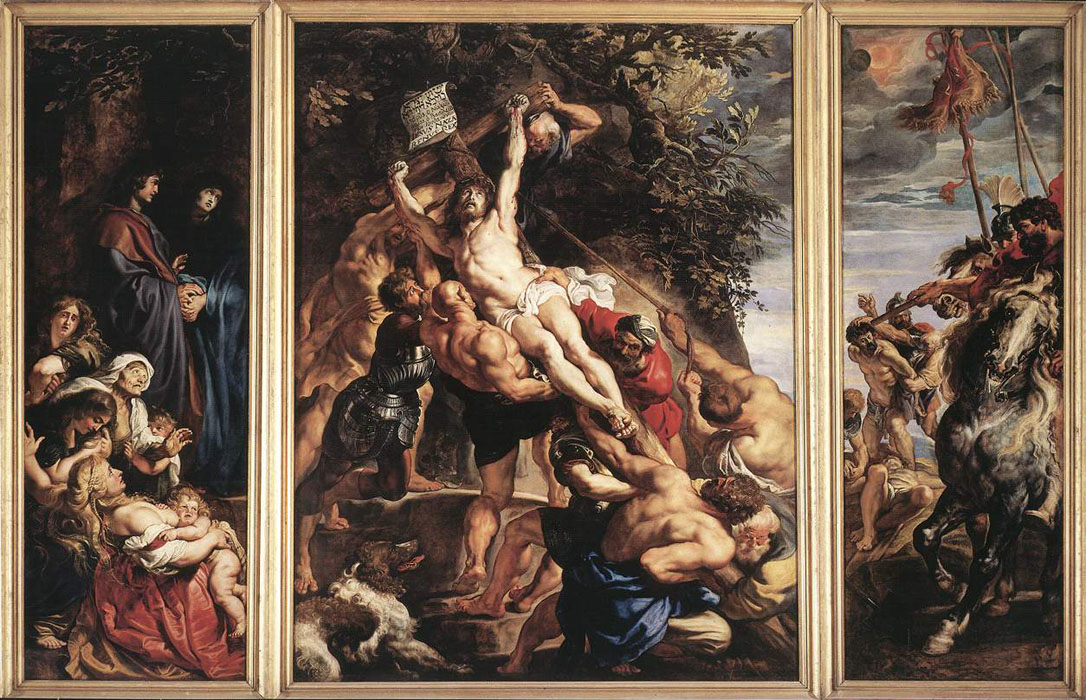
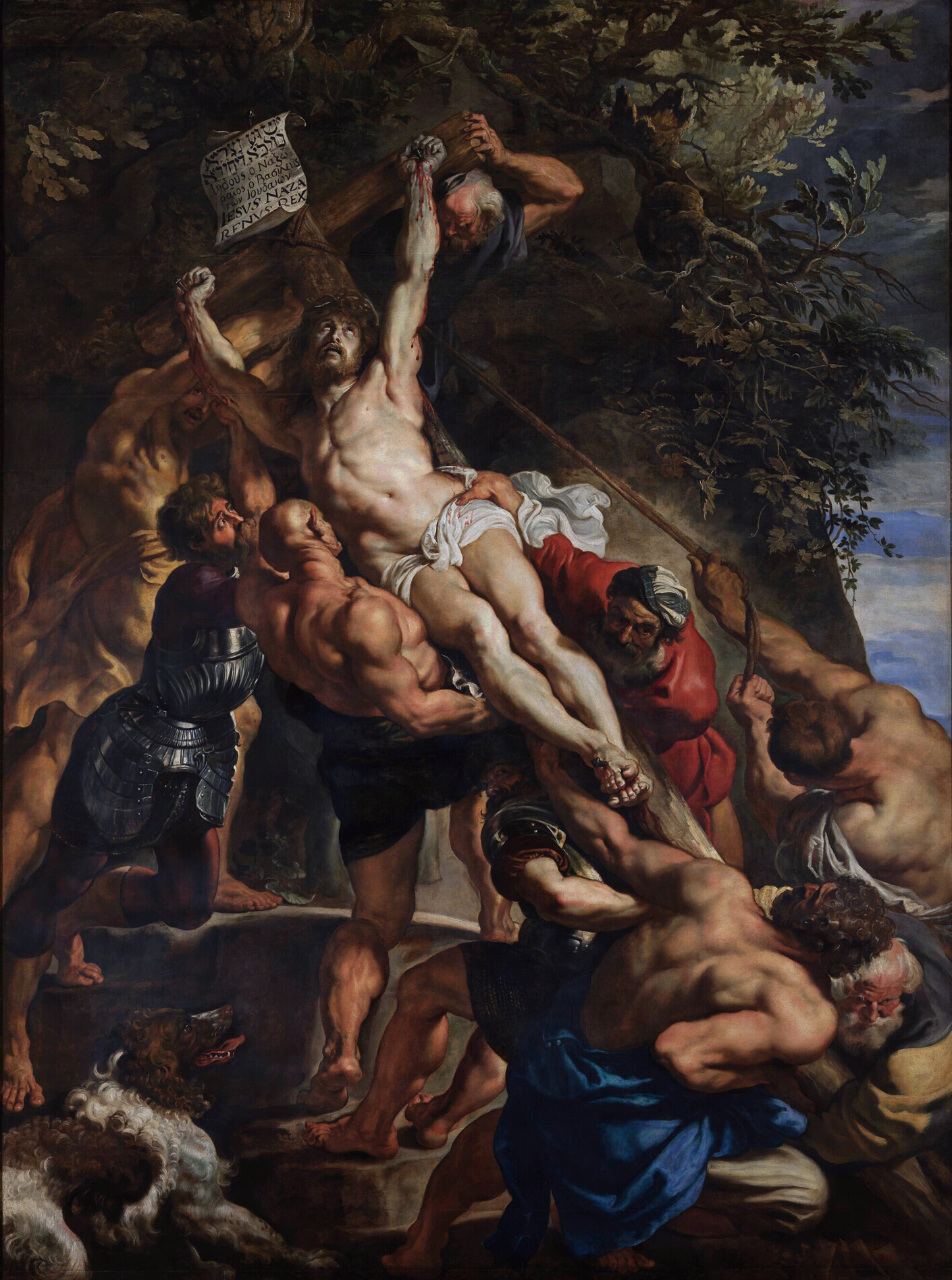
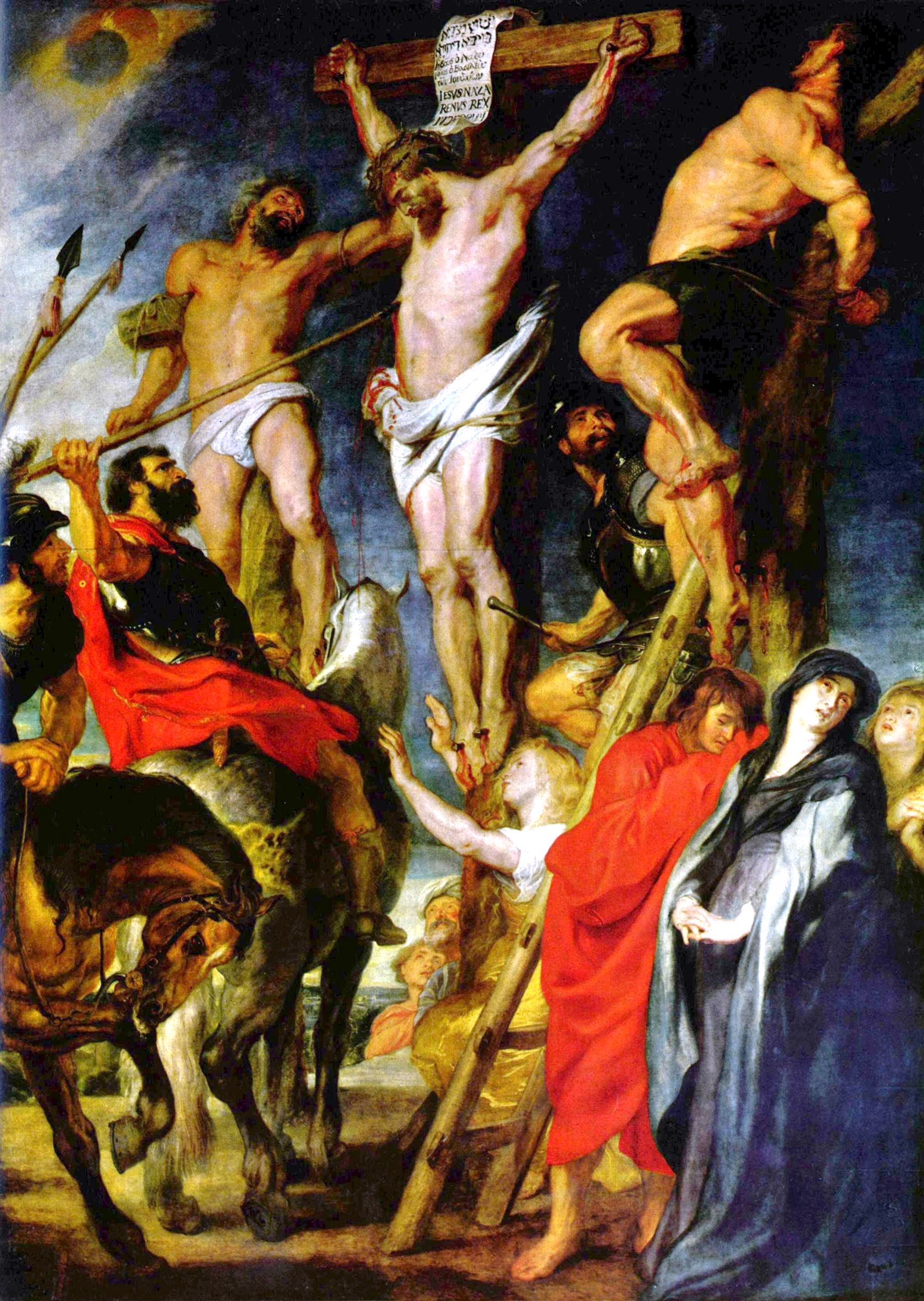
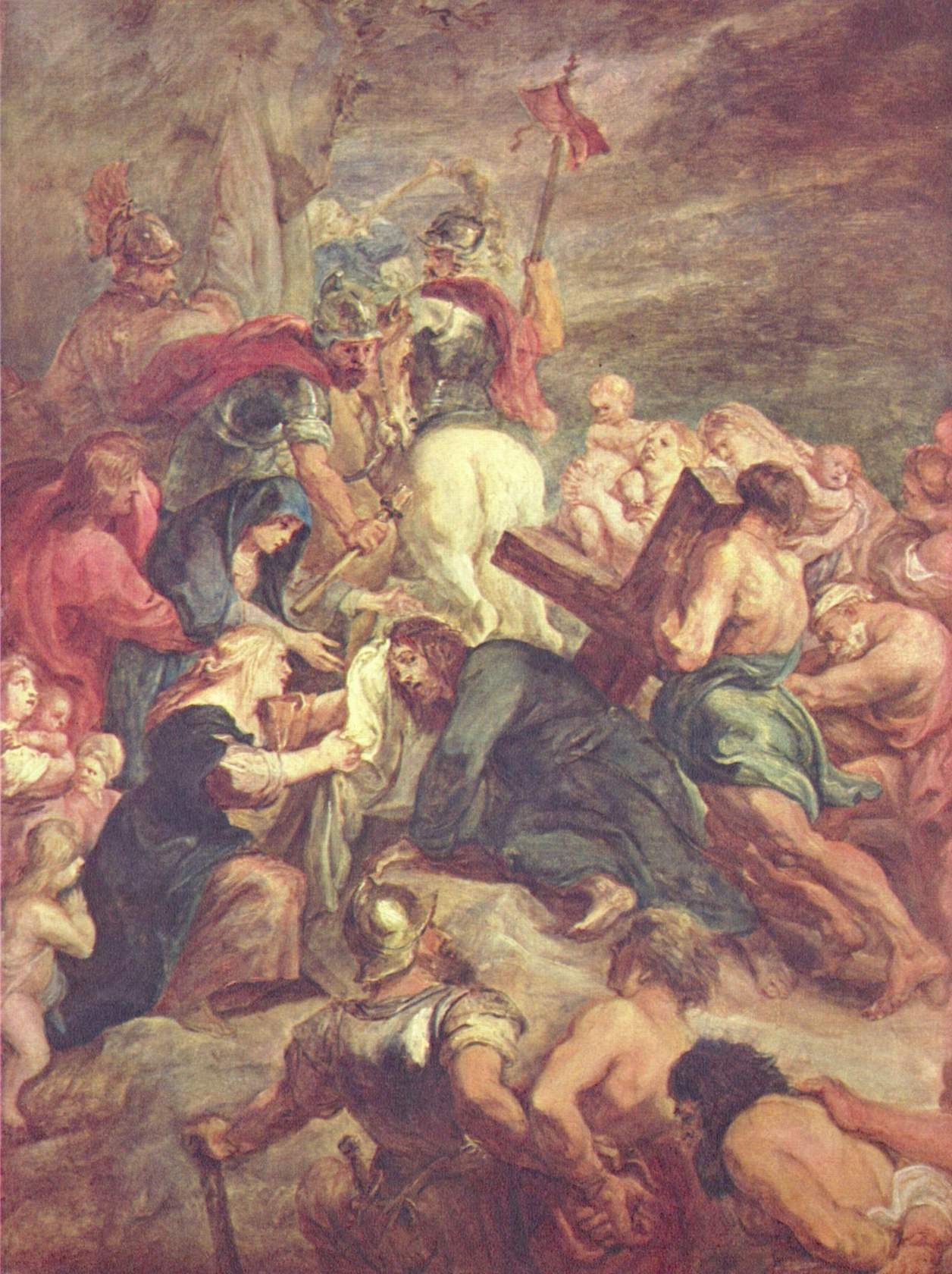
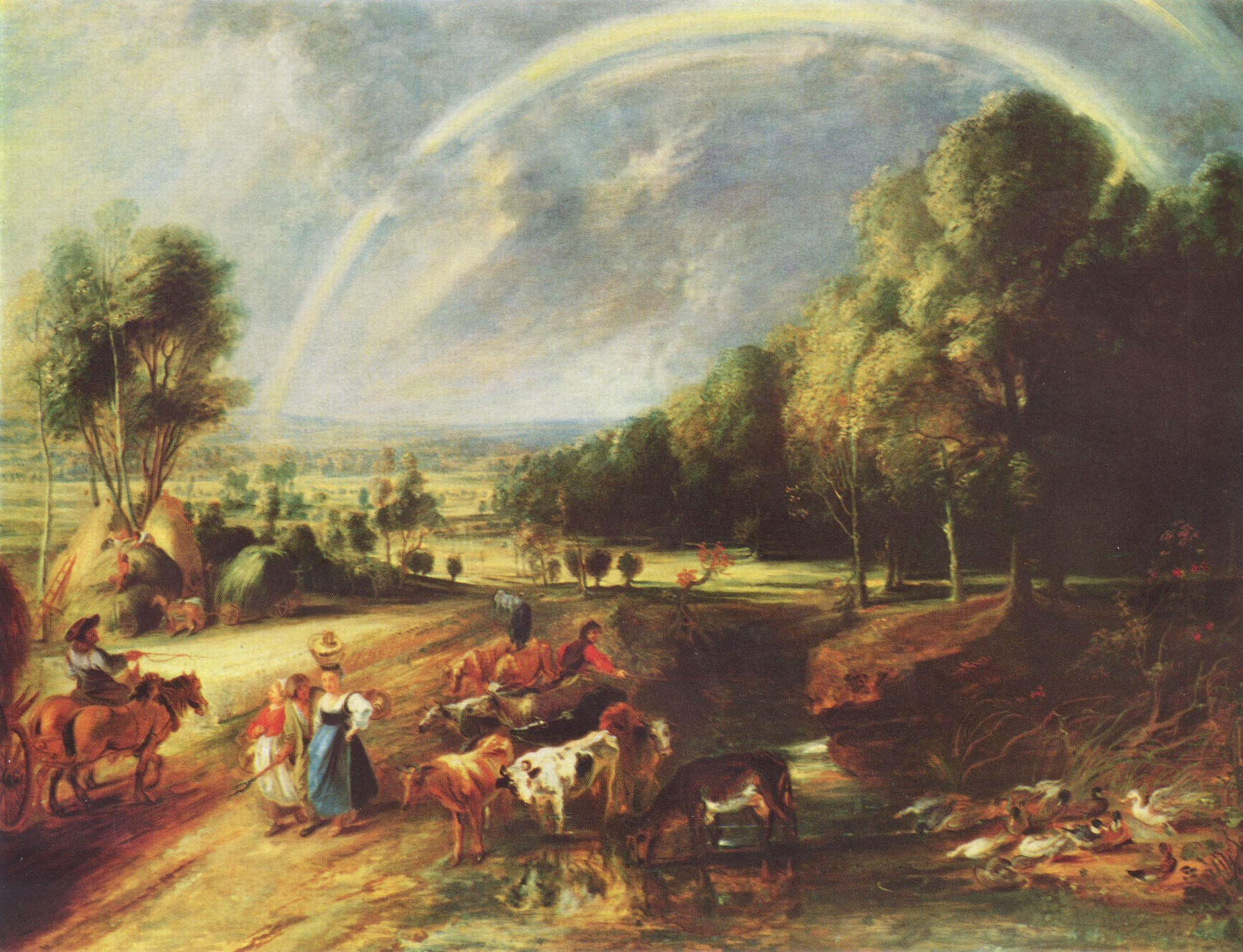
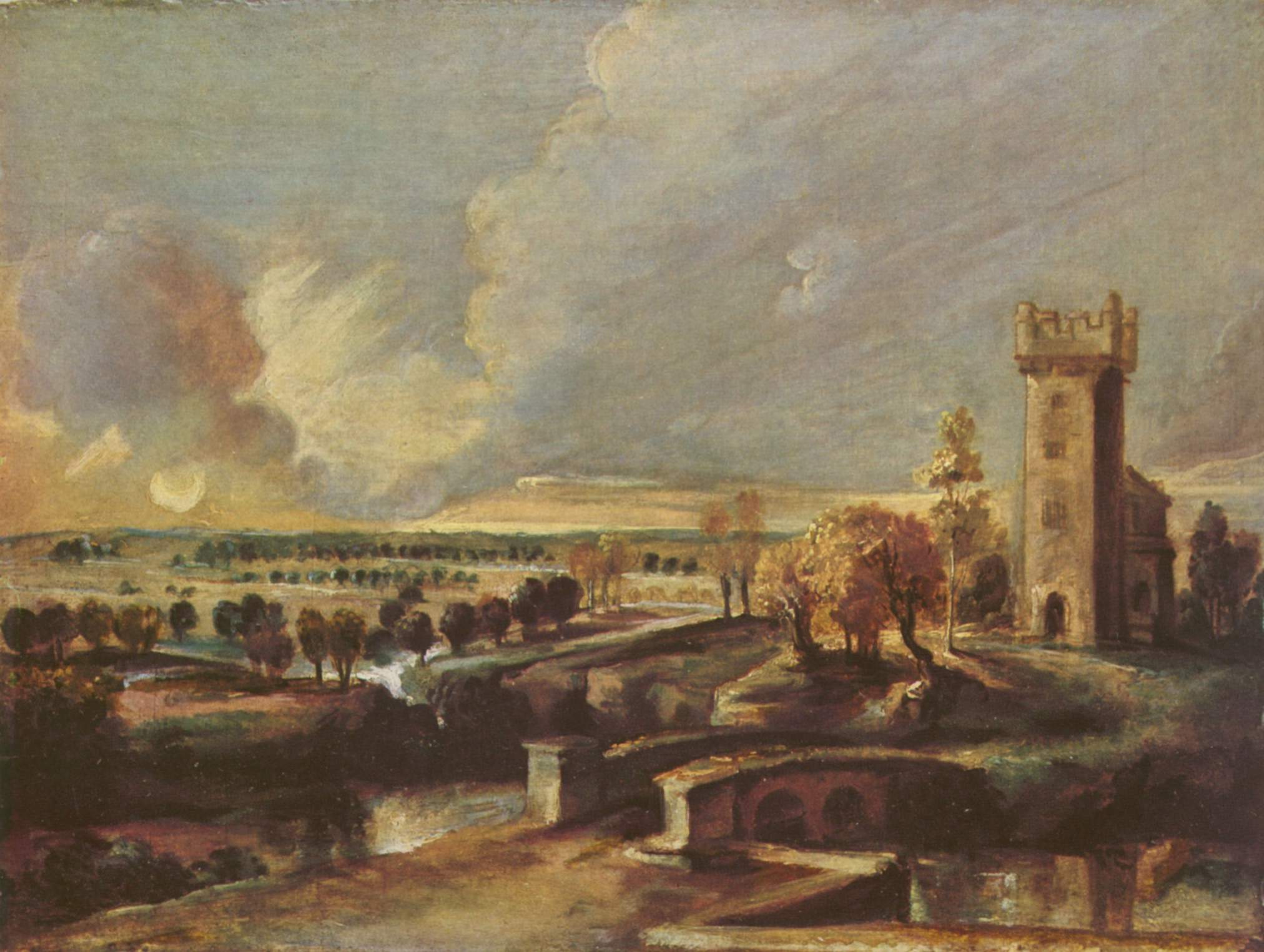
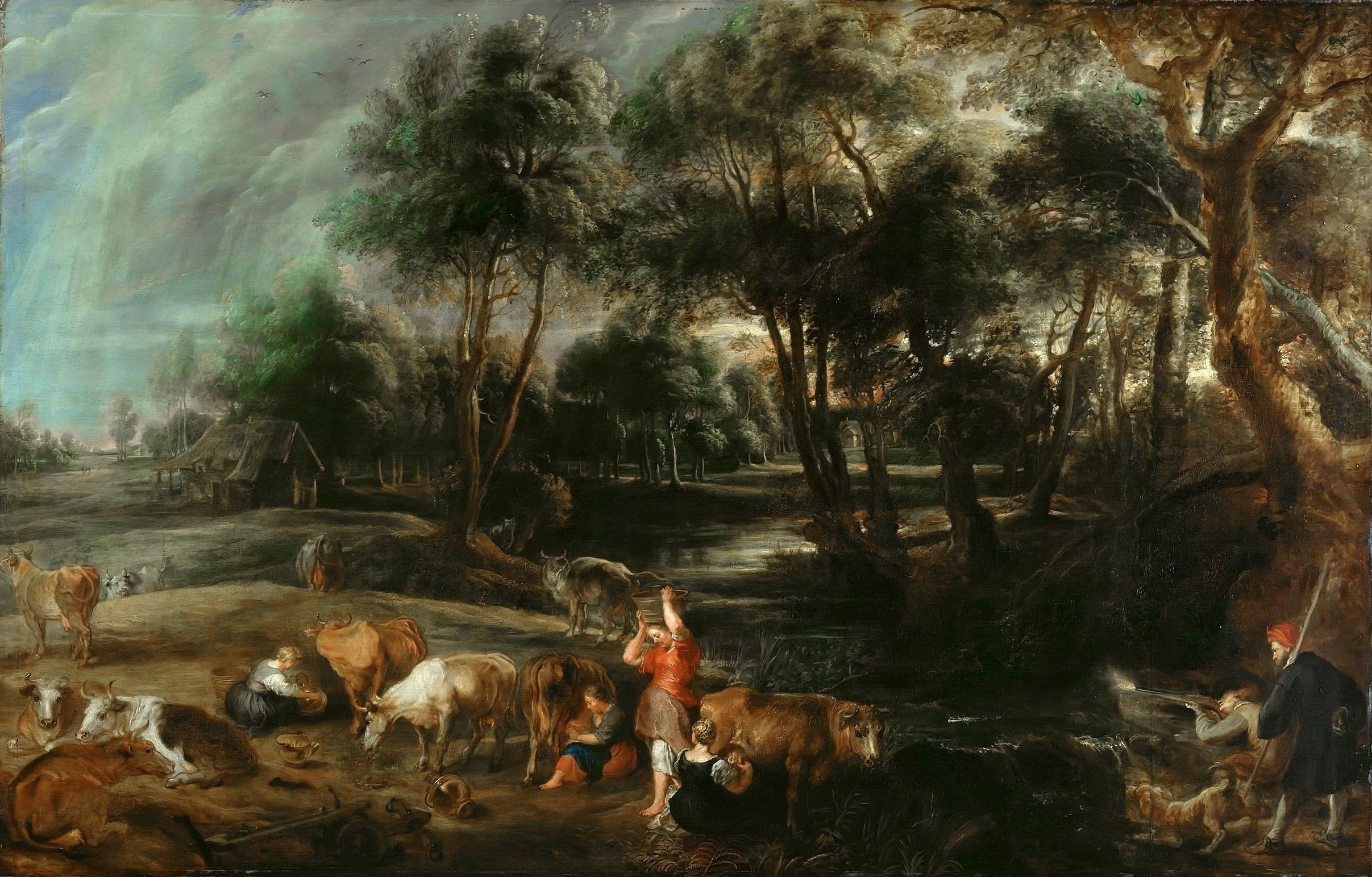
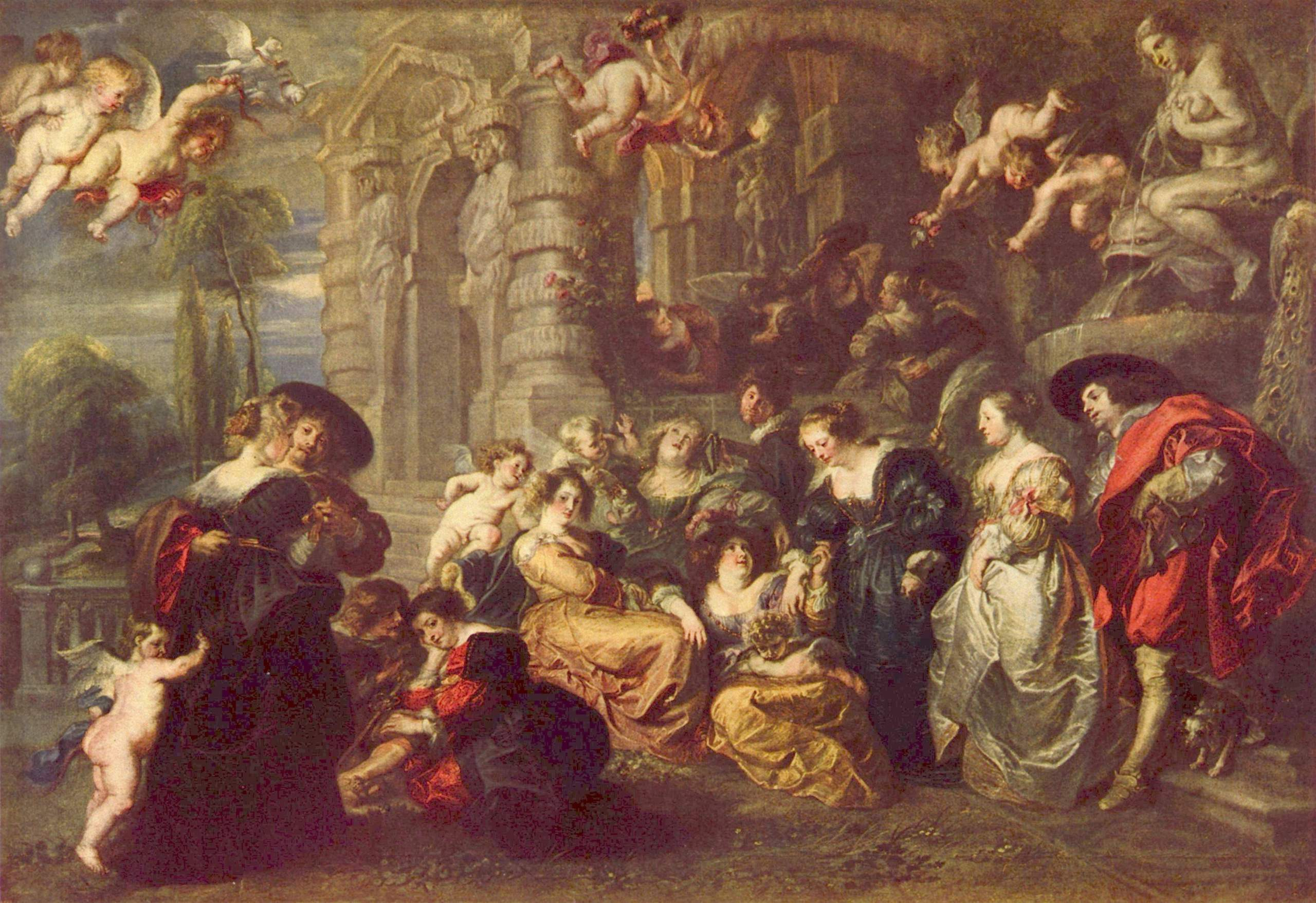
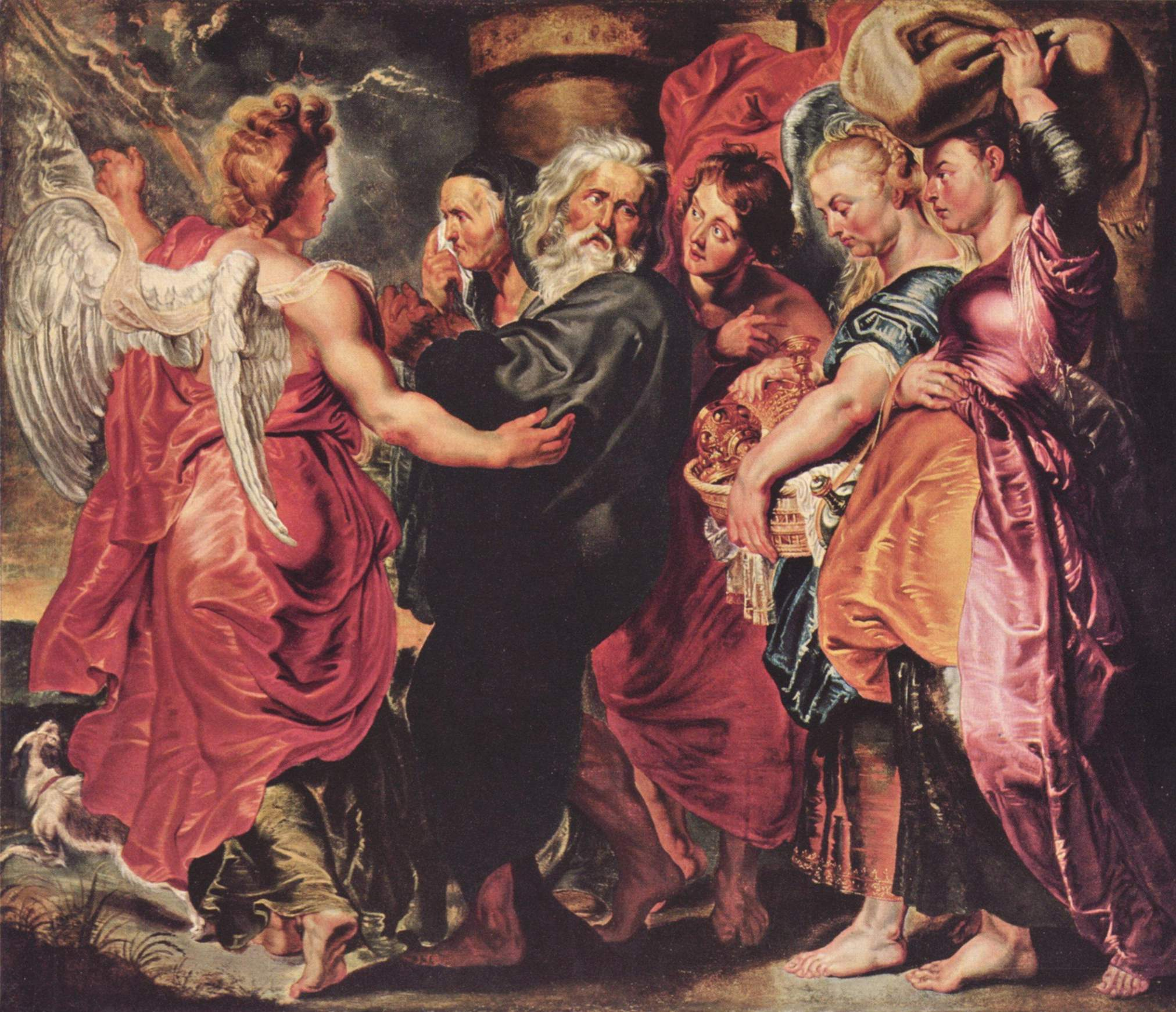
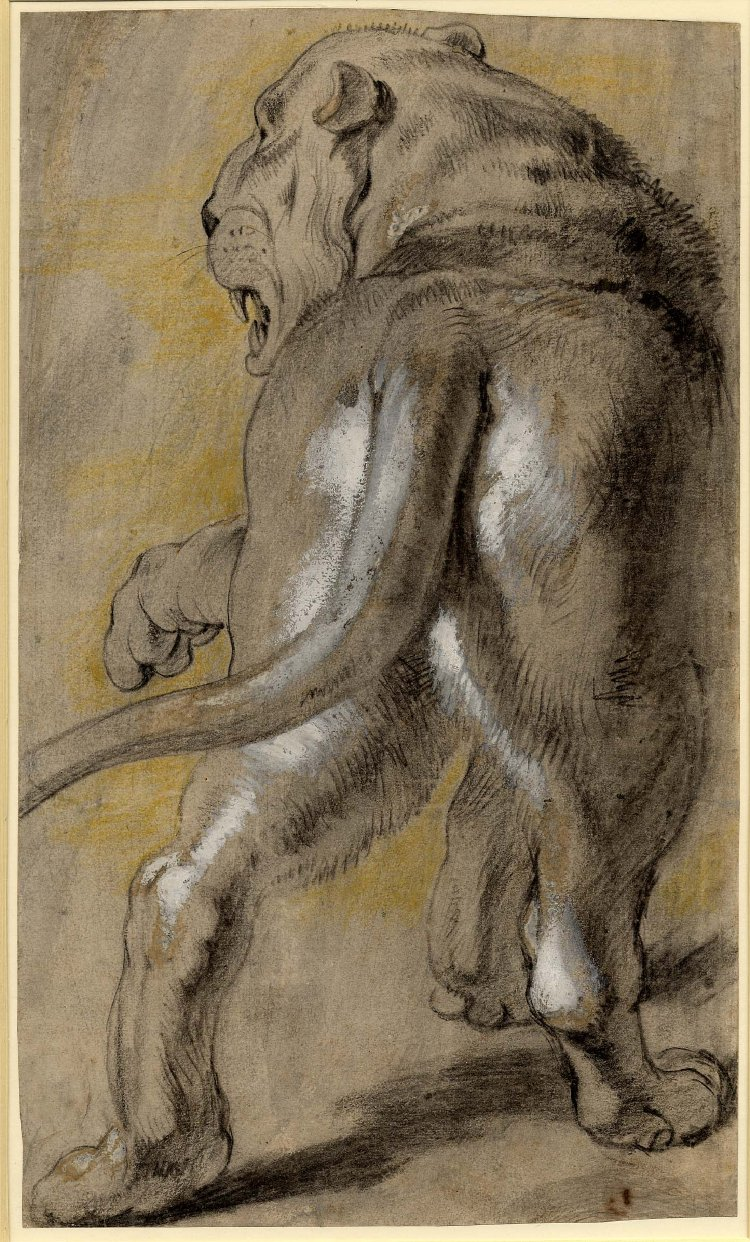
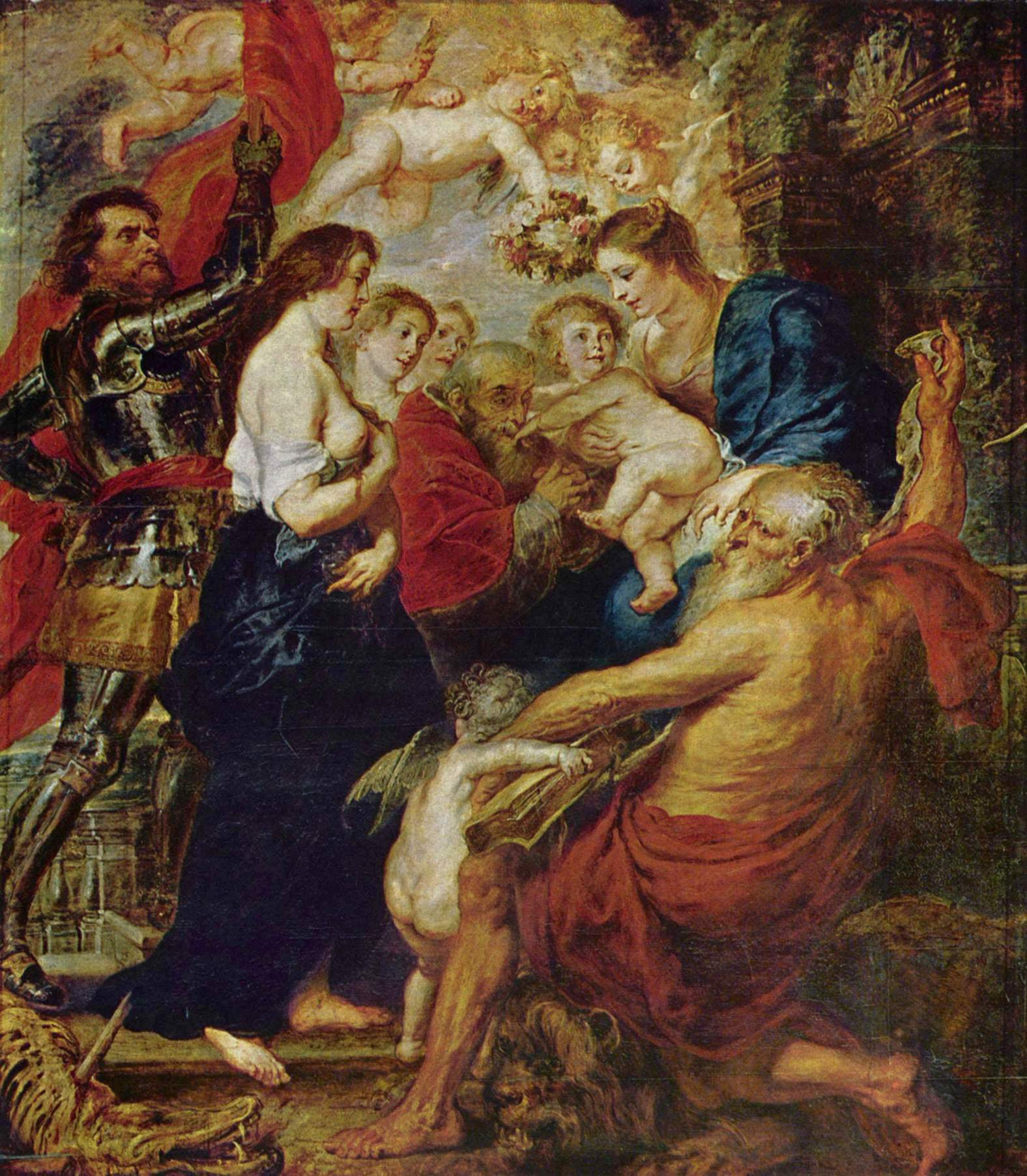
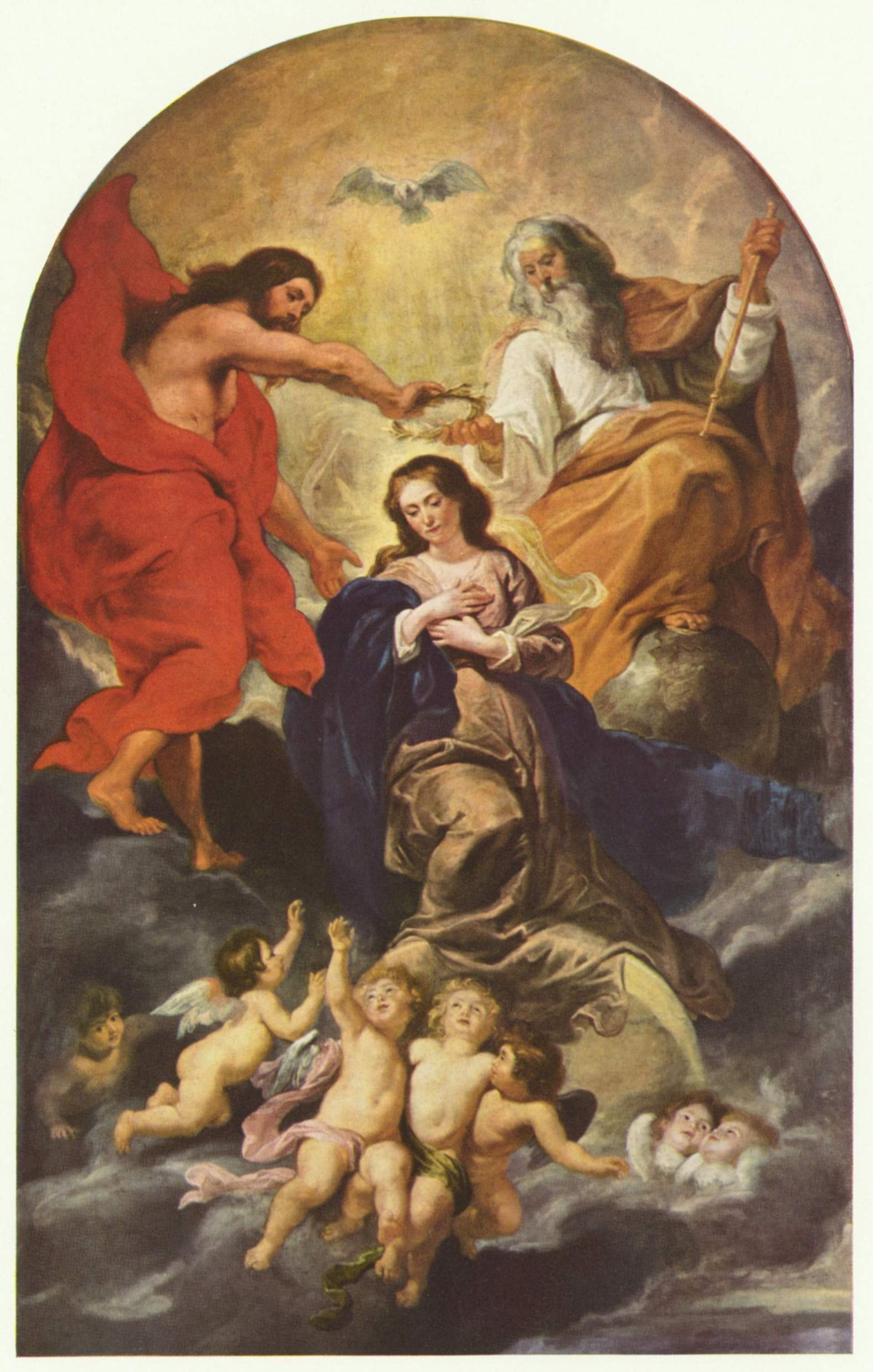
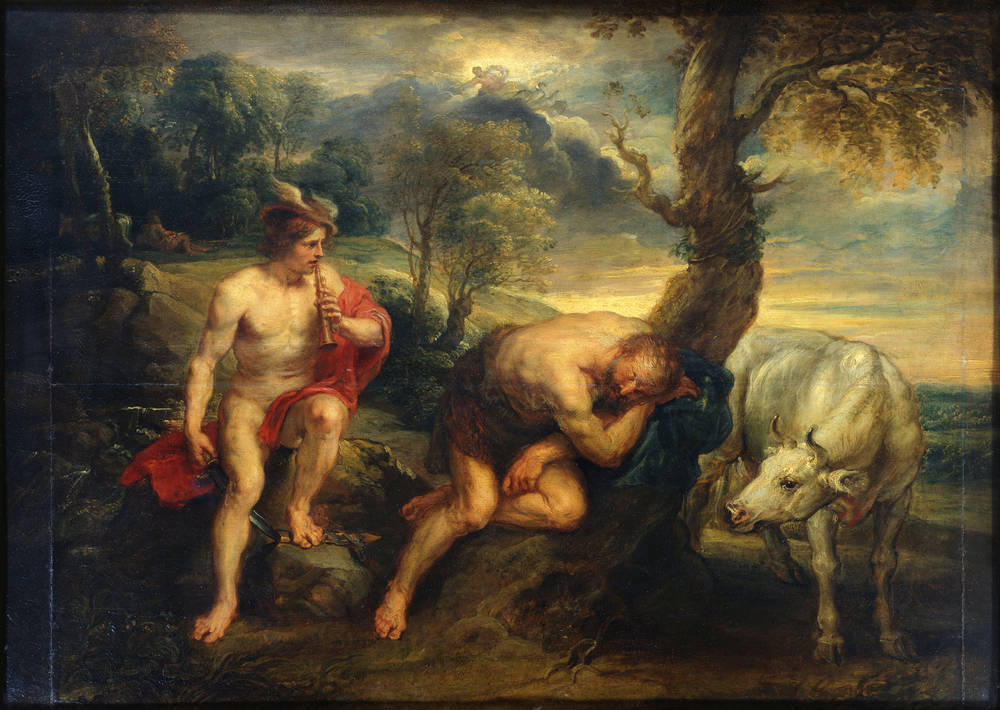
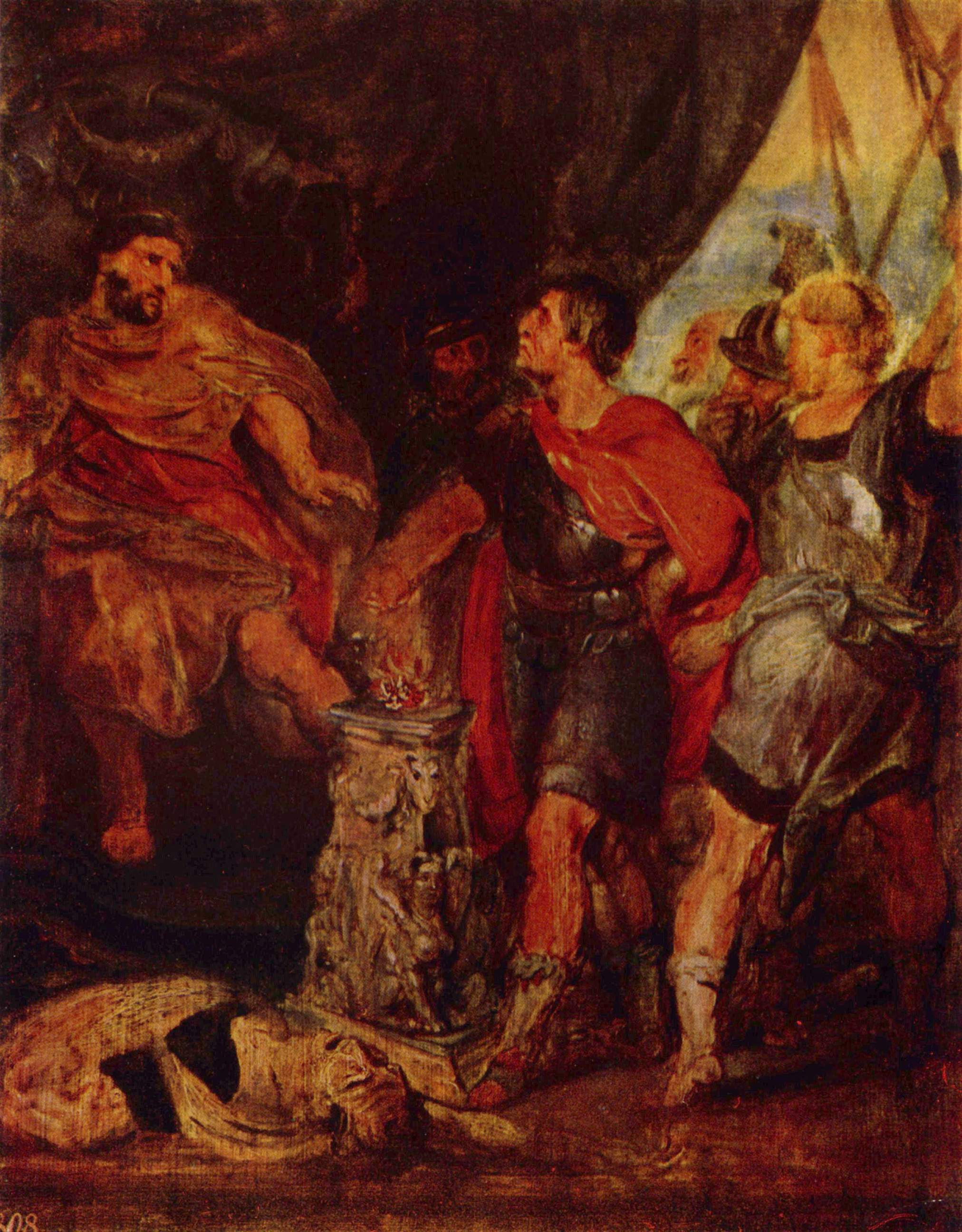
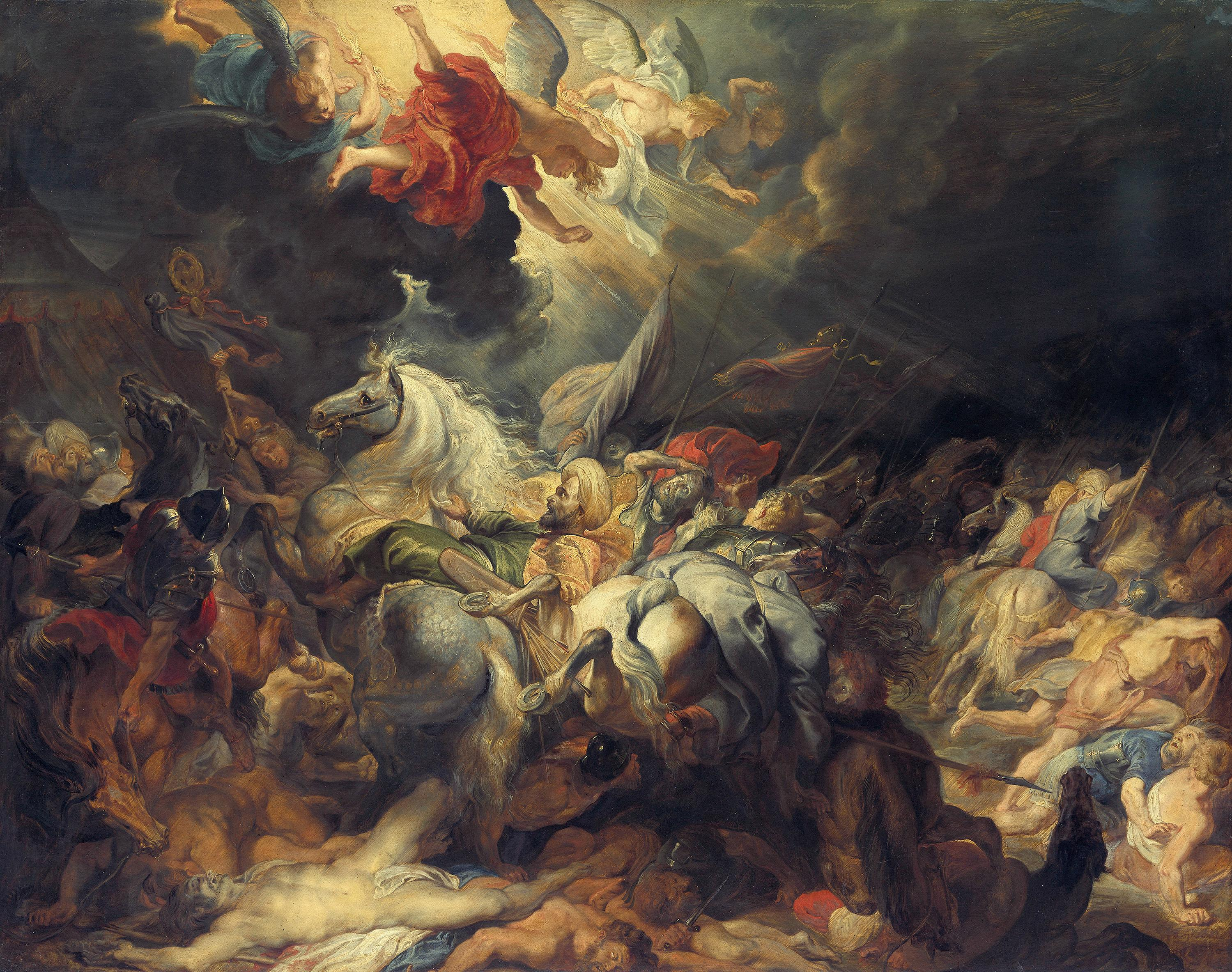
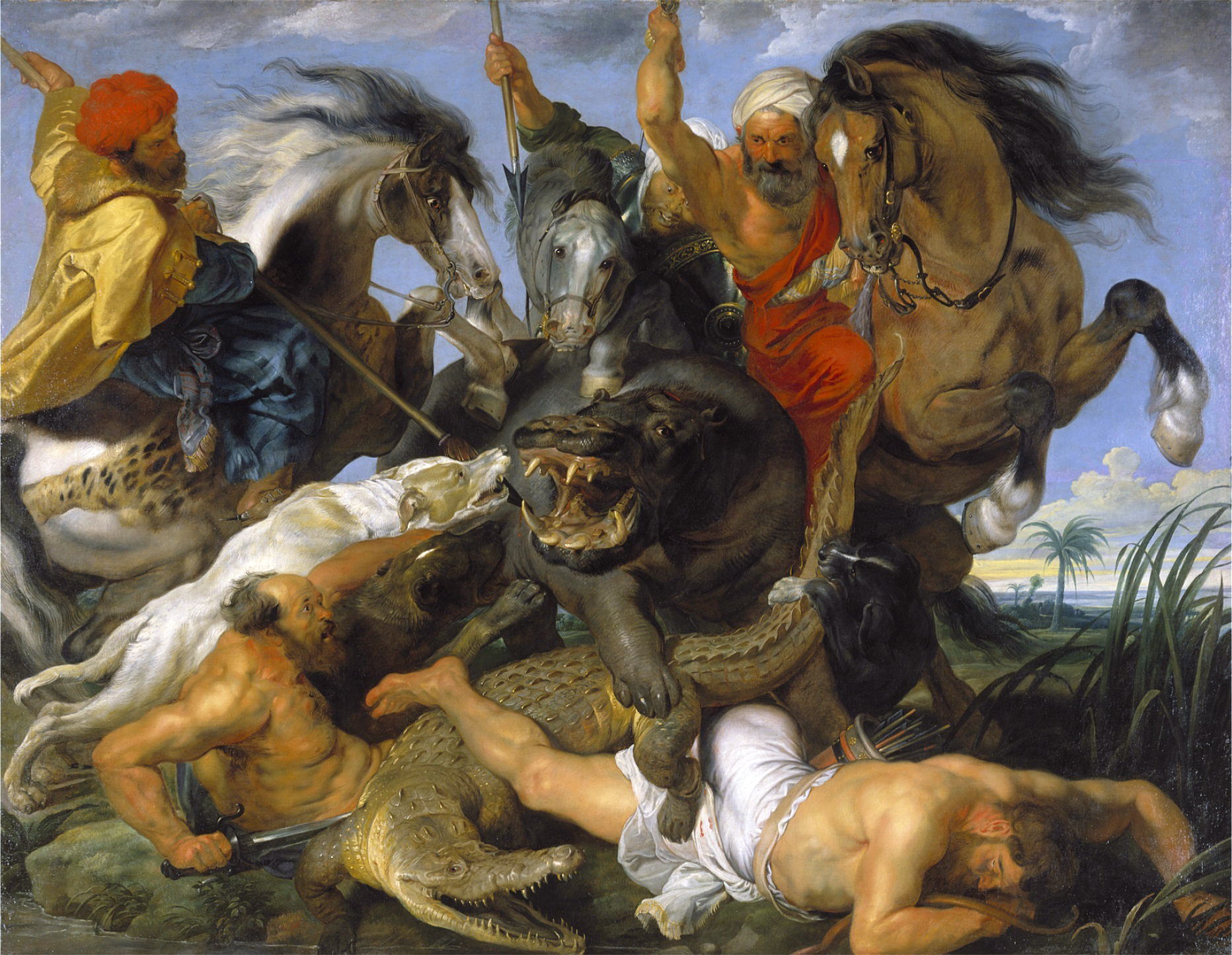
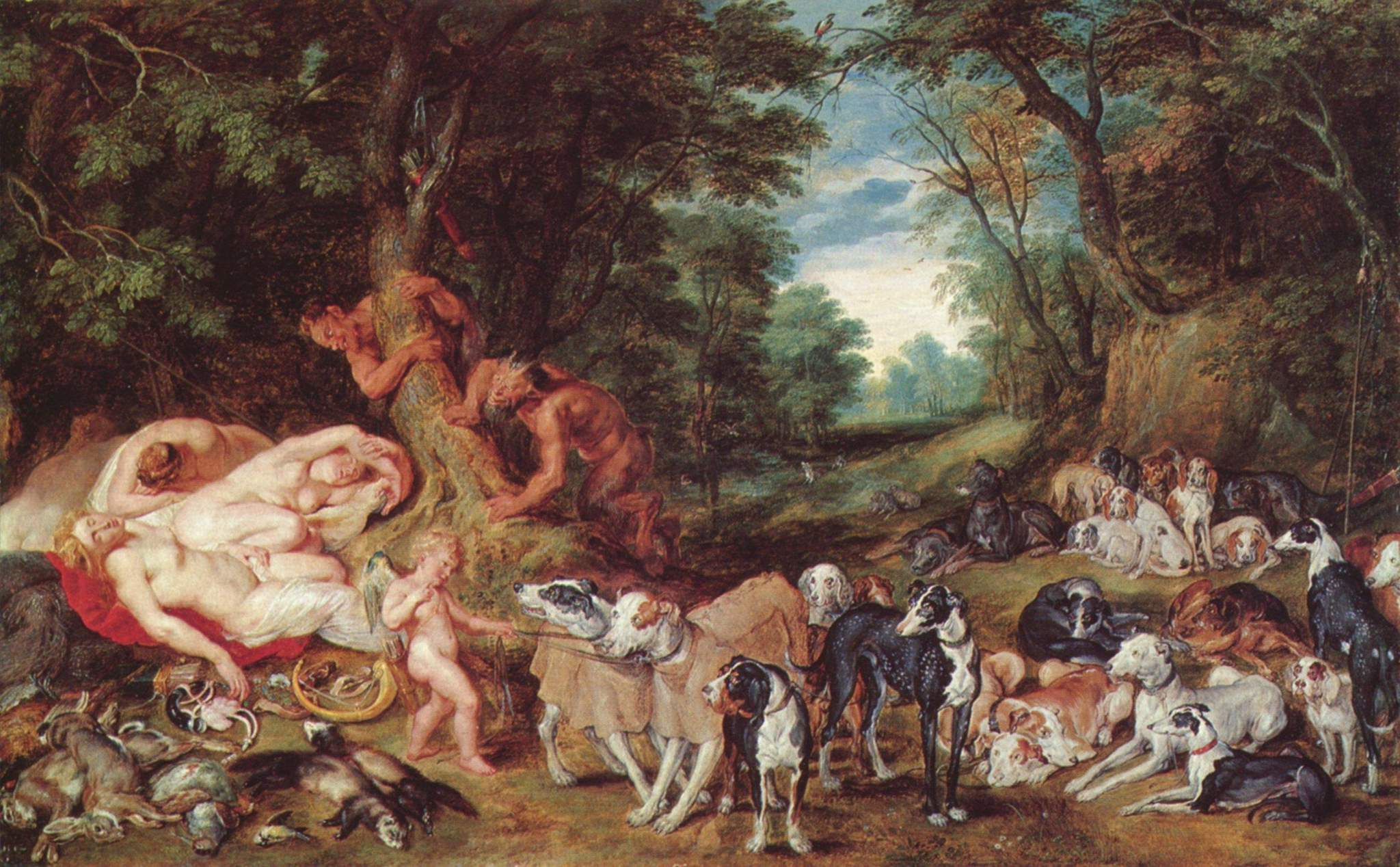
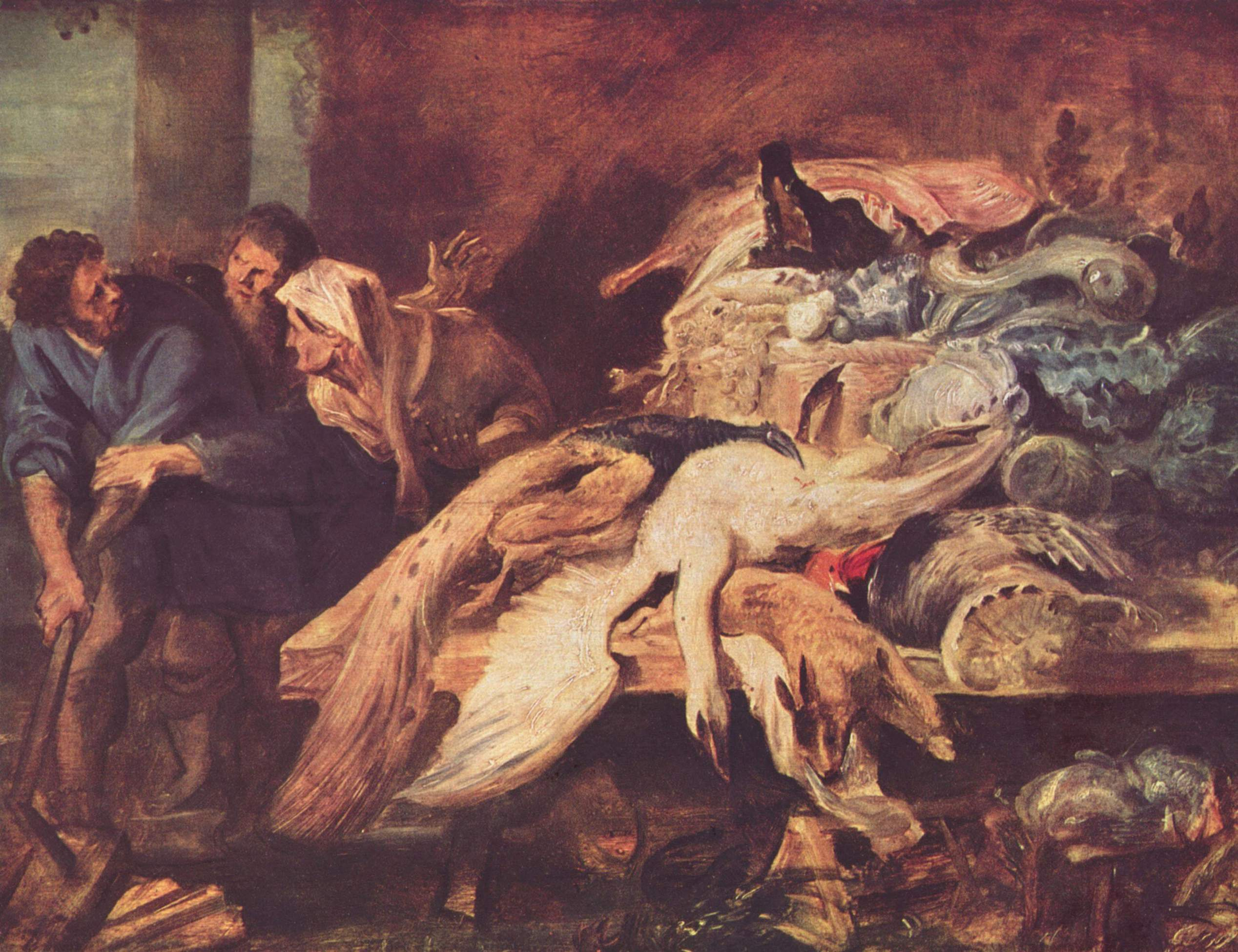
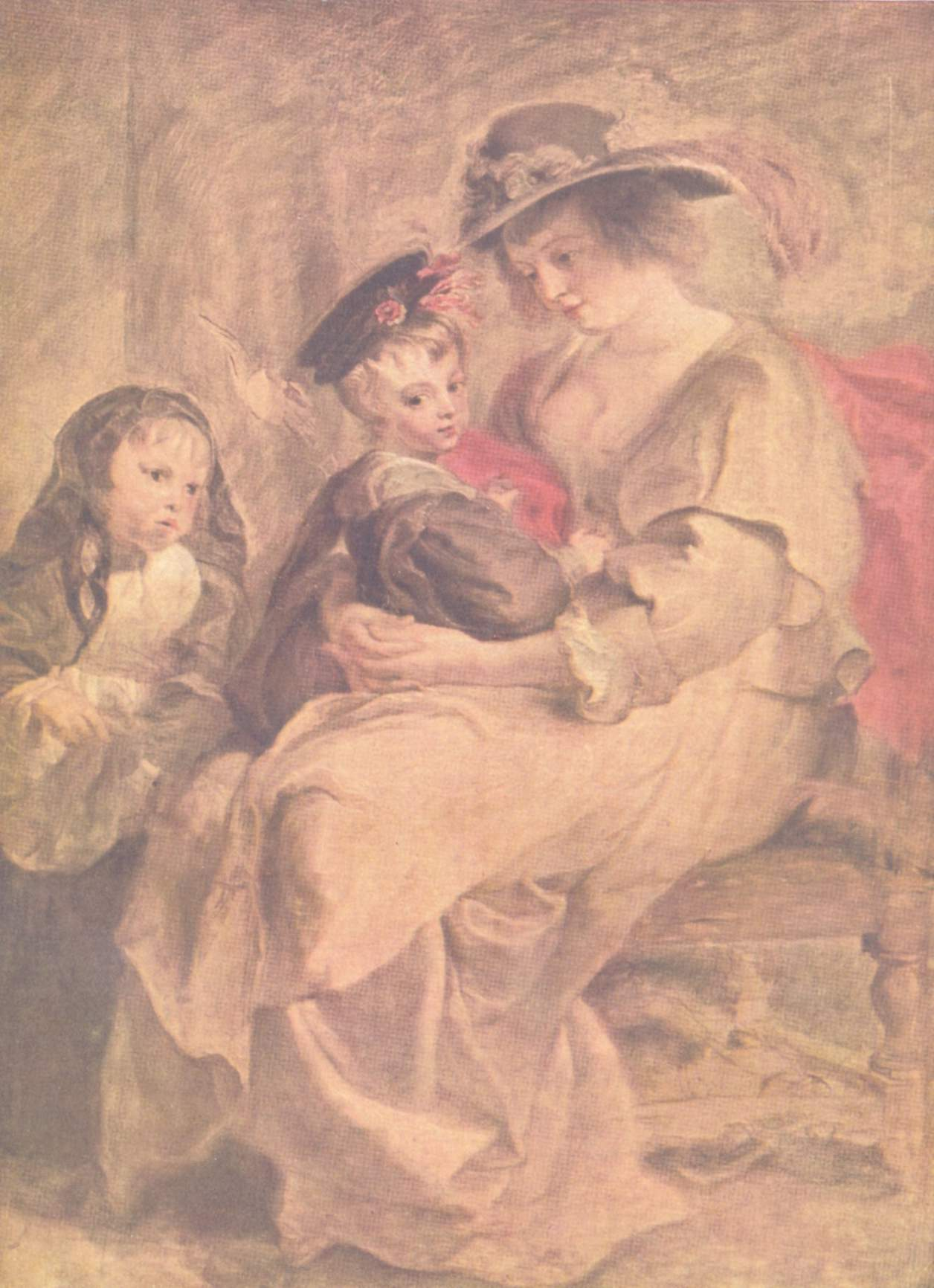
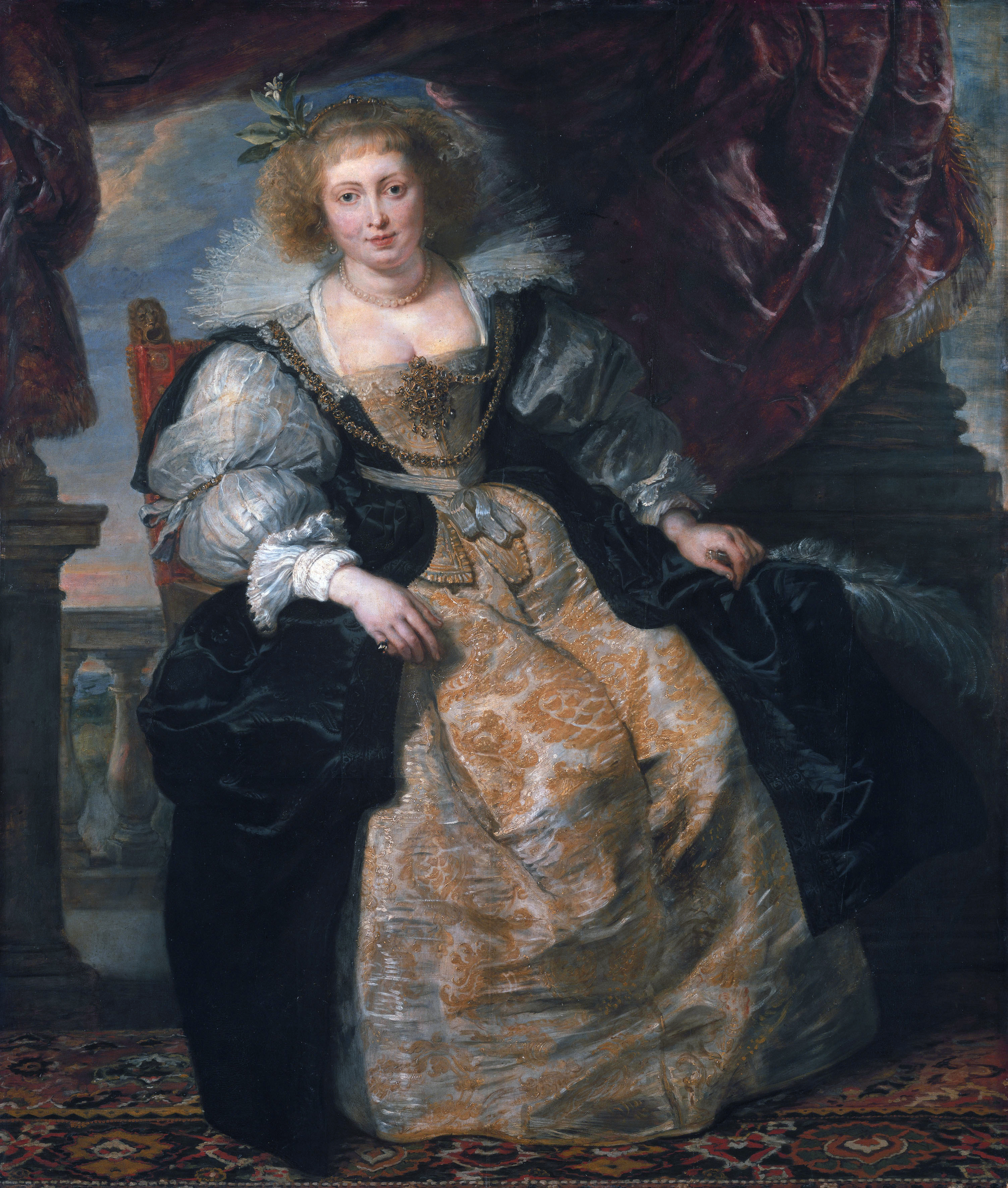
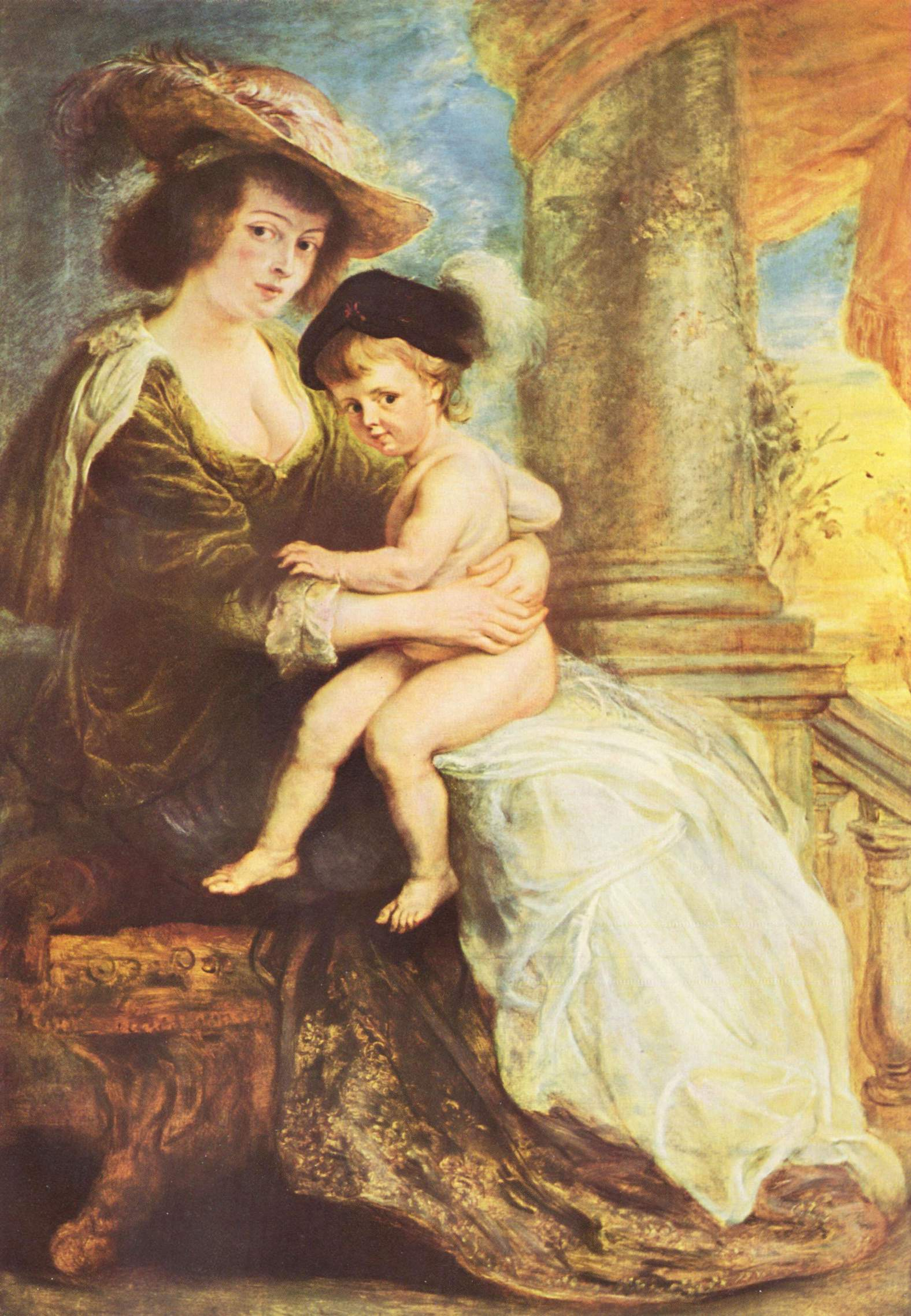
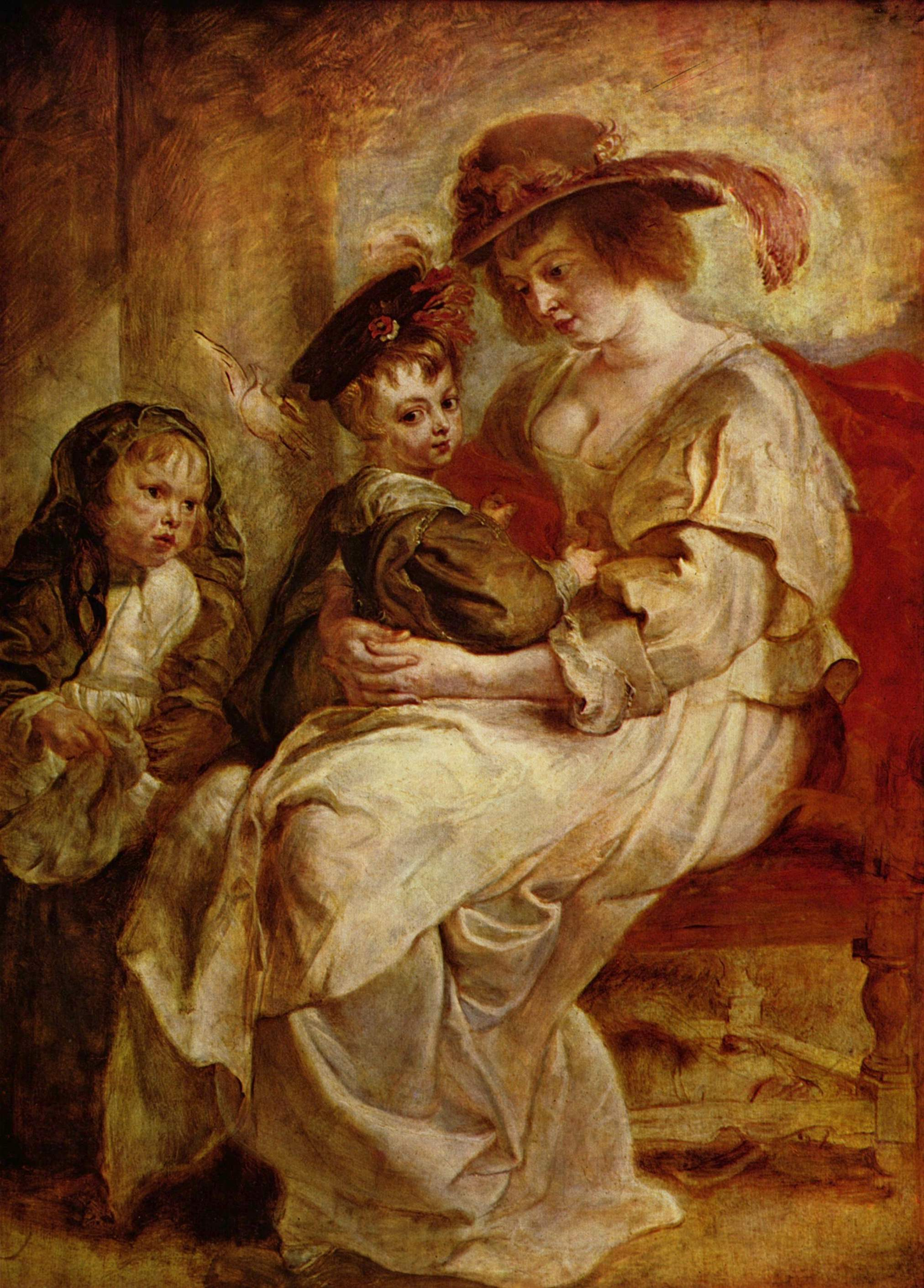
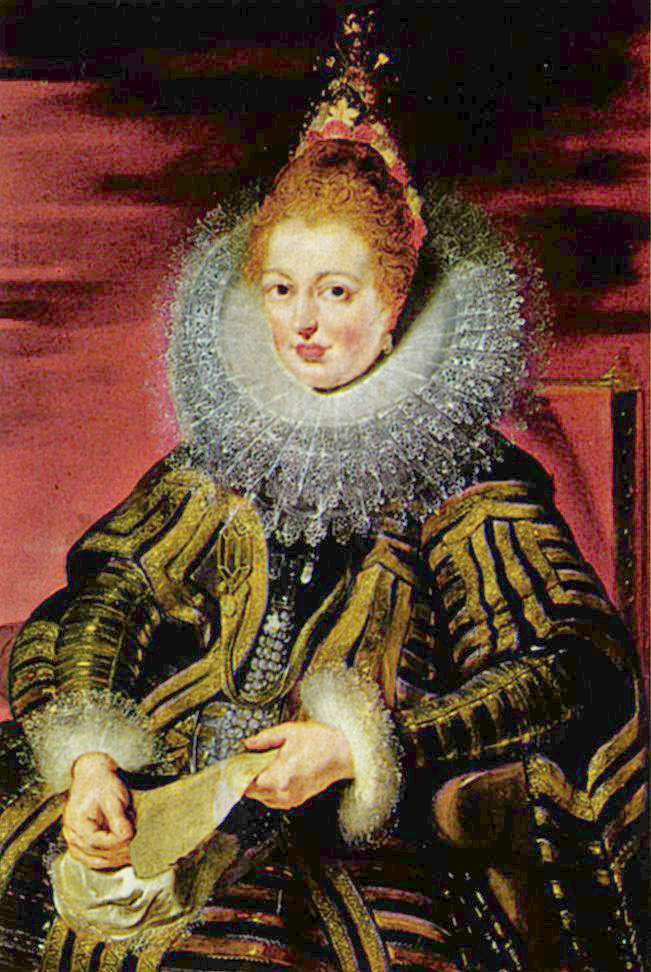
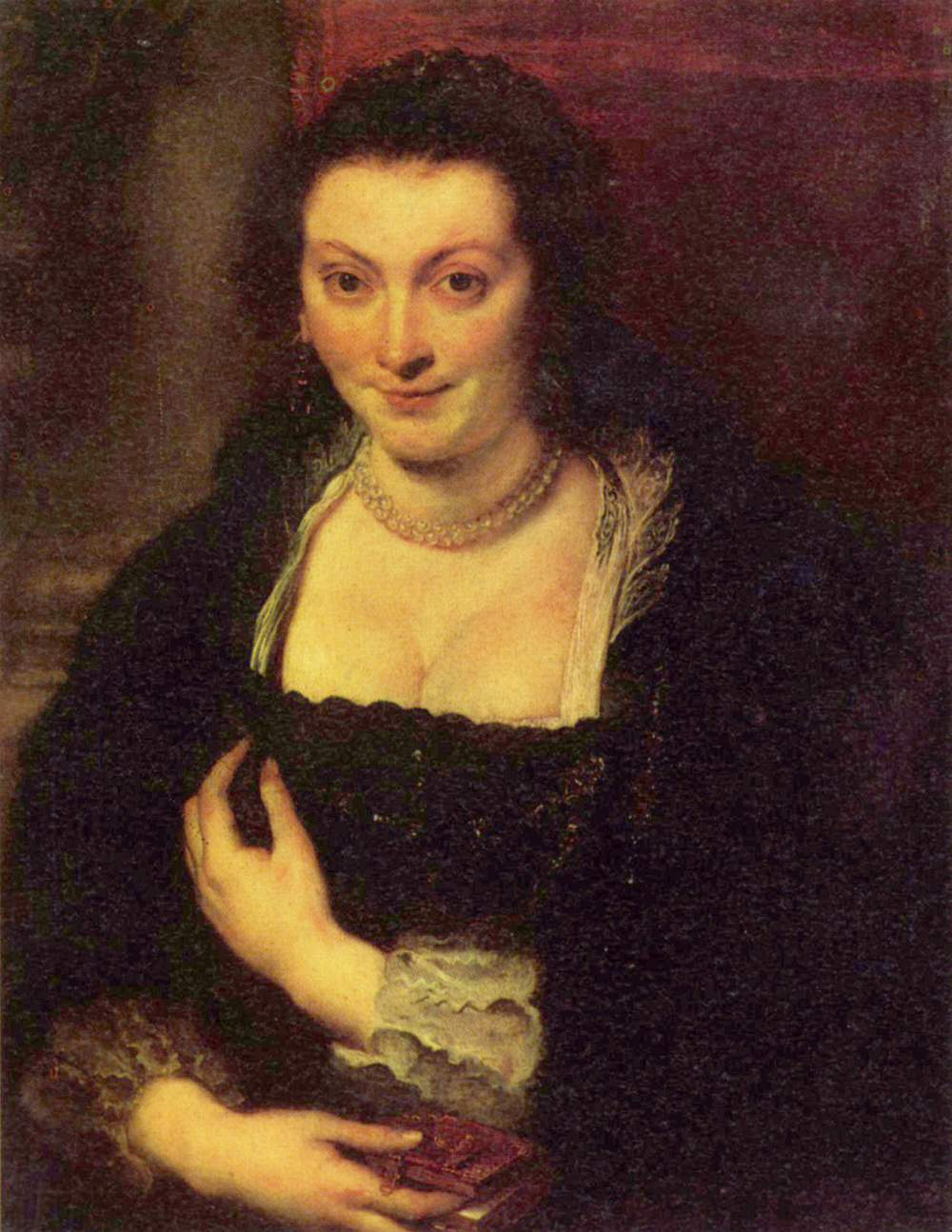
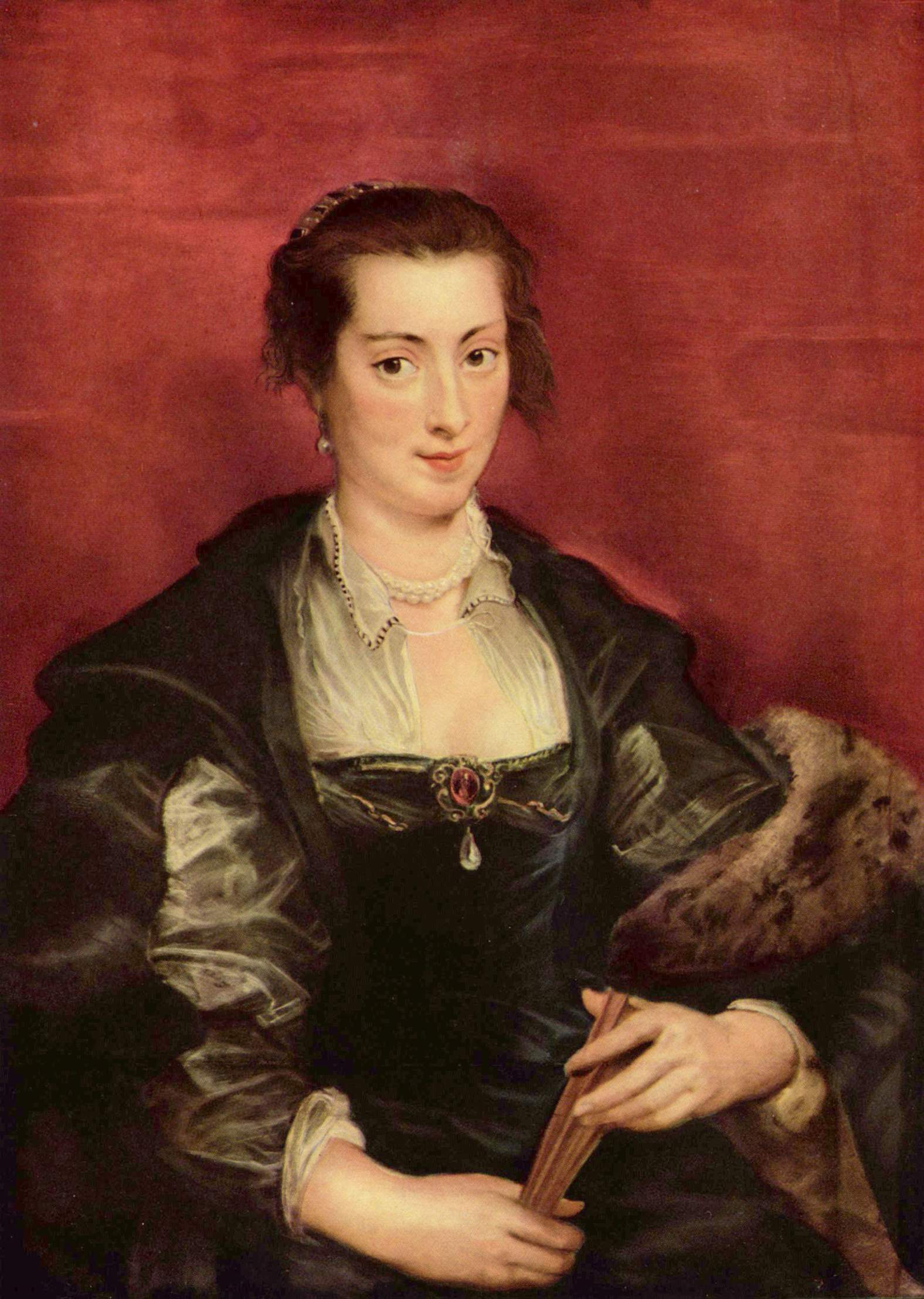
Portret van Isabella Brant
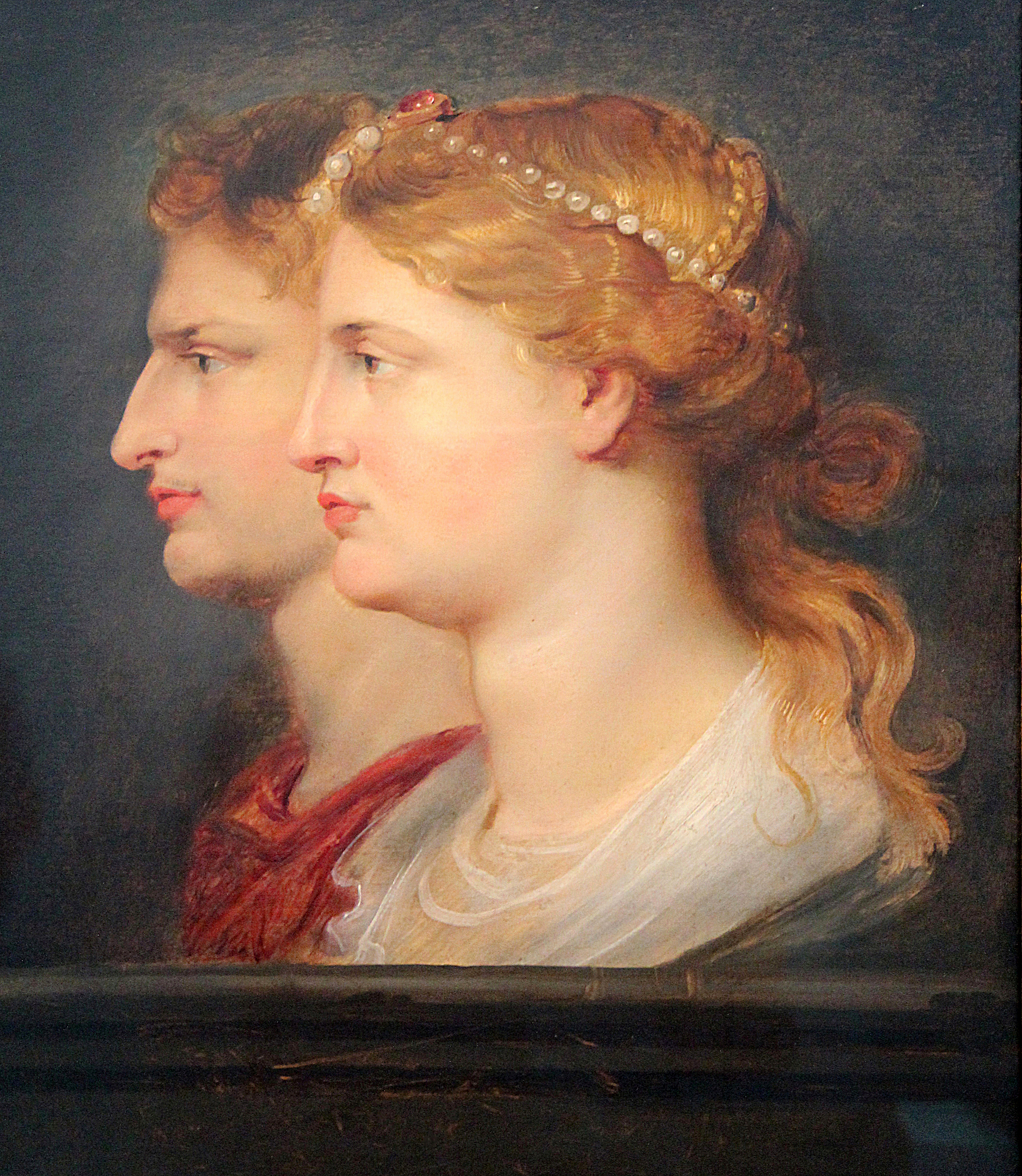
Germanicus en Agrippina (1614), National Gallery of Art te Washington
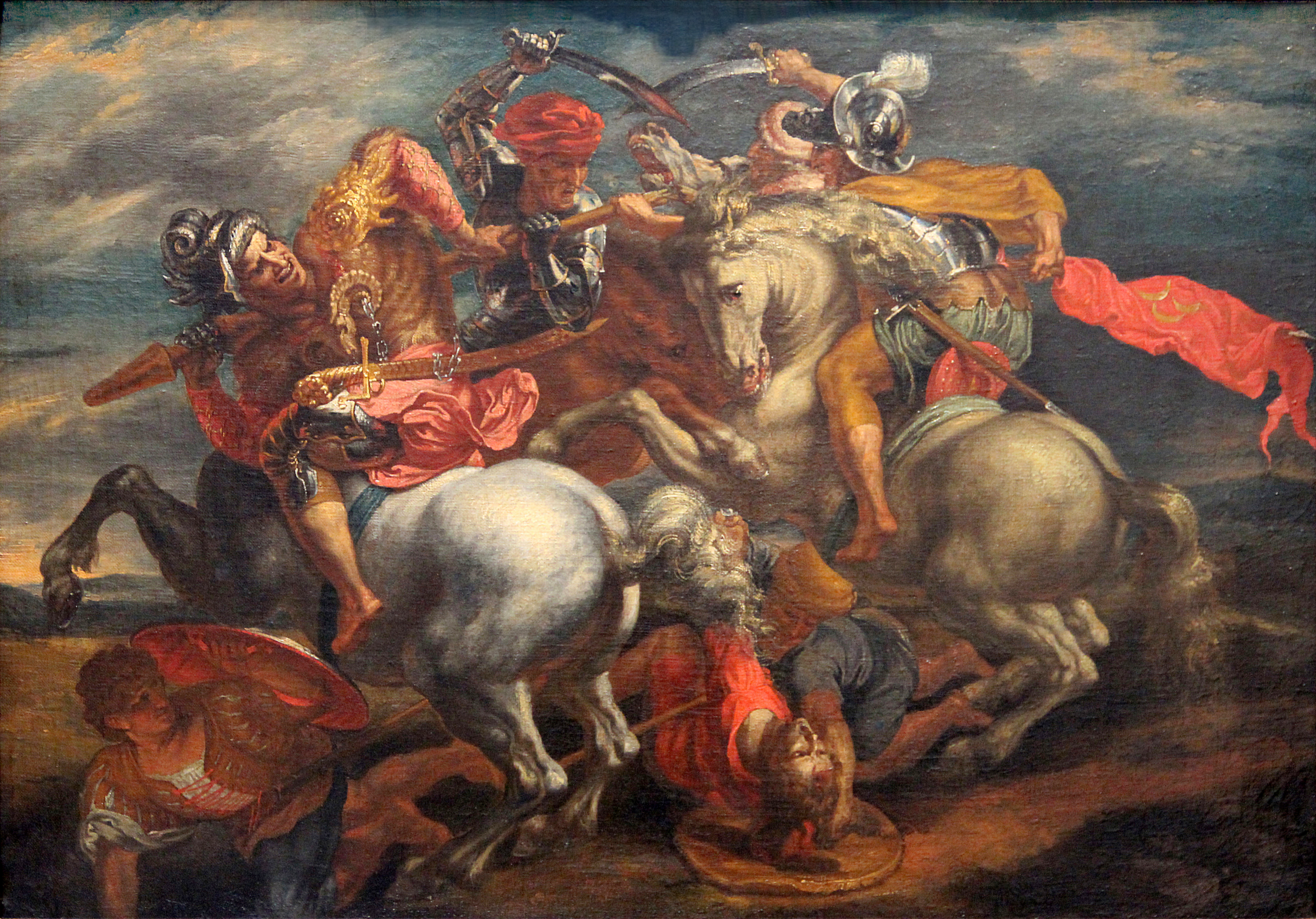
De slag van Anghiari (Eerste deel van de XVIIde eeuw), Academie van beeldende kunsten in Wenen
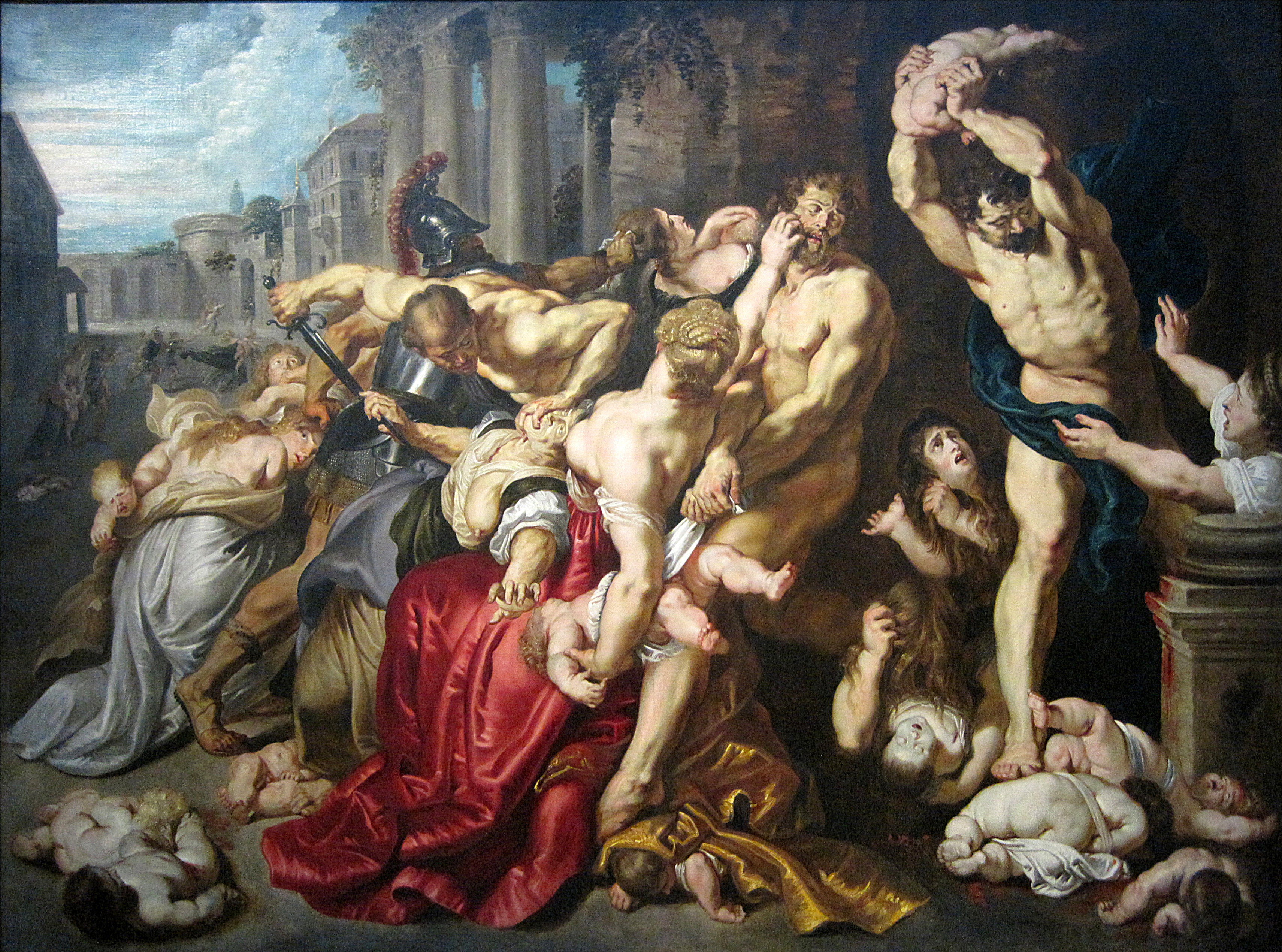
De kindermoord te Betlehem (1610-1612), Koninklijke Musea voor Schone Kunsten van België te Brussel
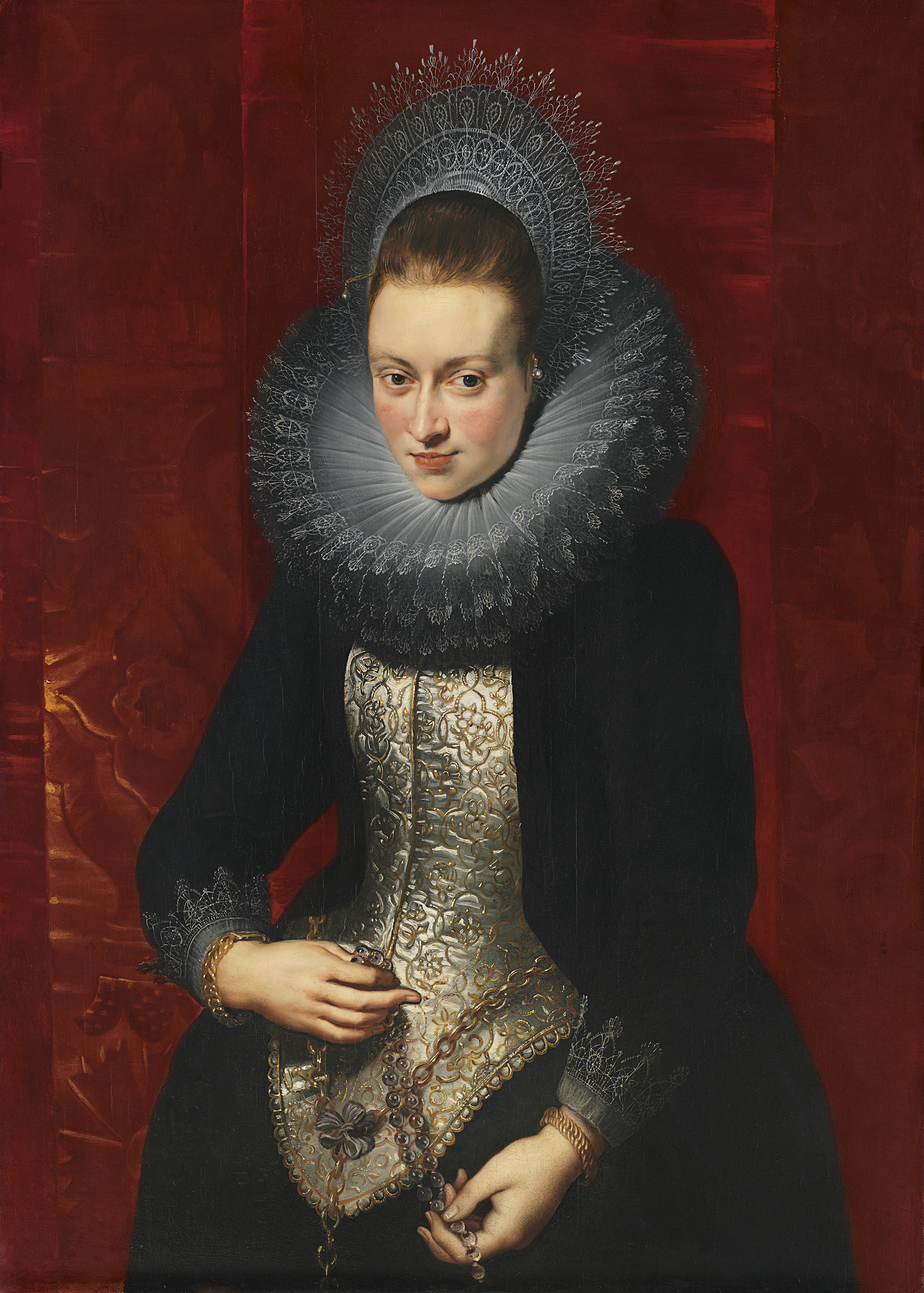
Portret van een jonge vrouw met een rozenkrans (1609-1610), Museo Thyssen-Bornemisza te Madrid
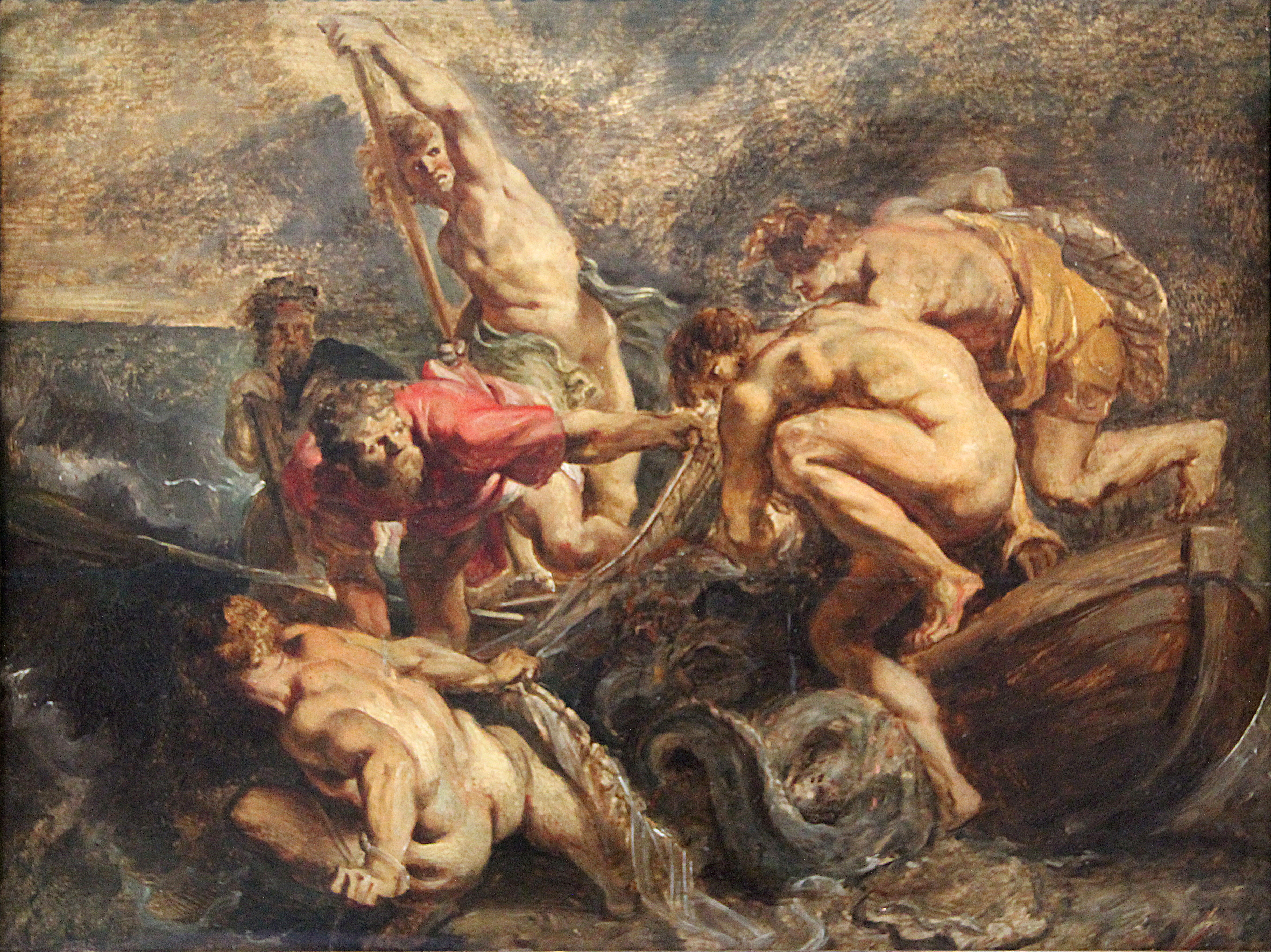
De wonderbaarlijke visvangst (1610), Wallraf-Richartz-Museum te Keulen
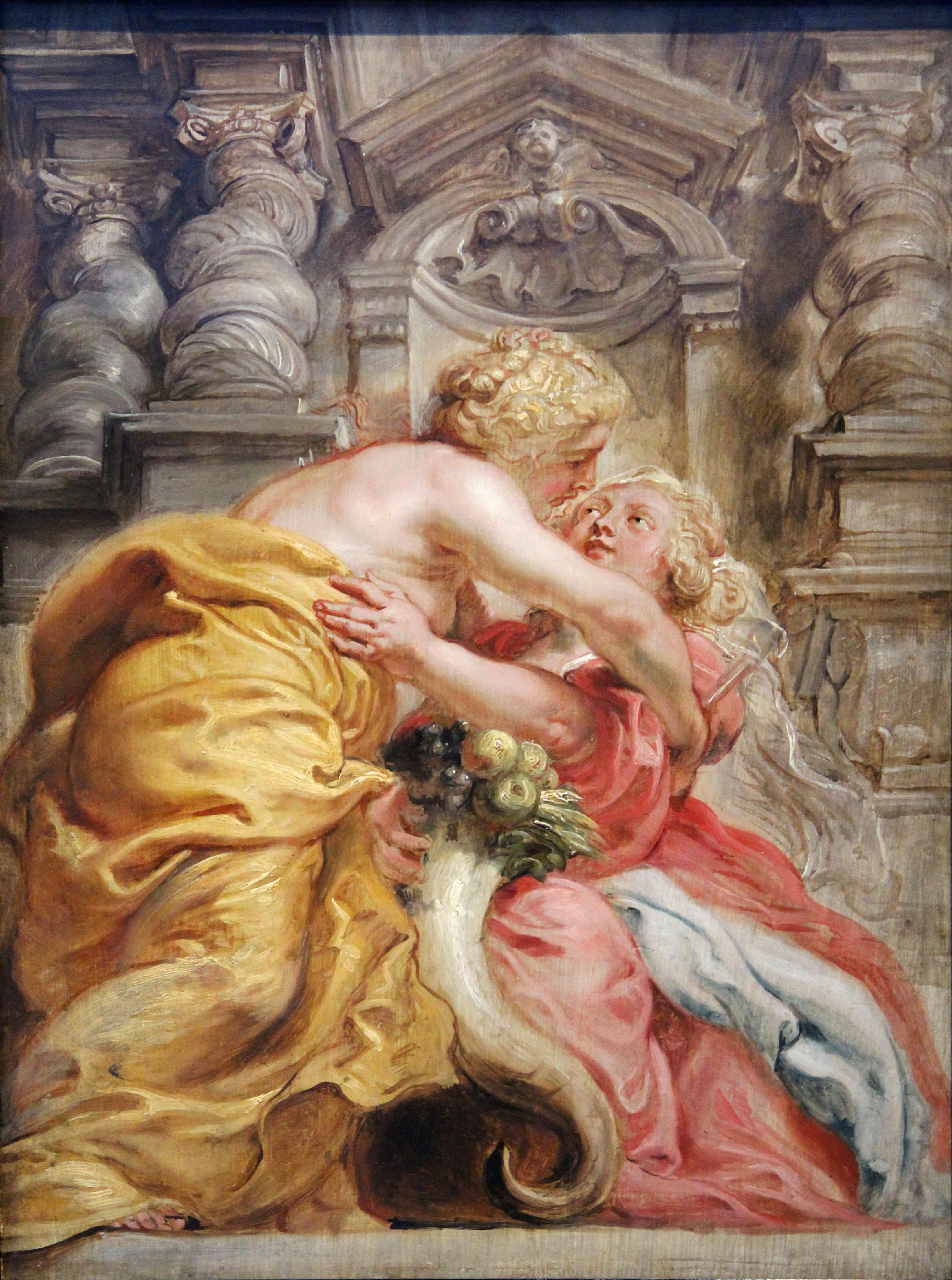
Vrede die overvloed omarmt (1632-1633), Yale Center for British Art
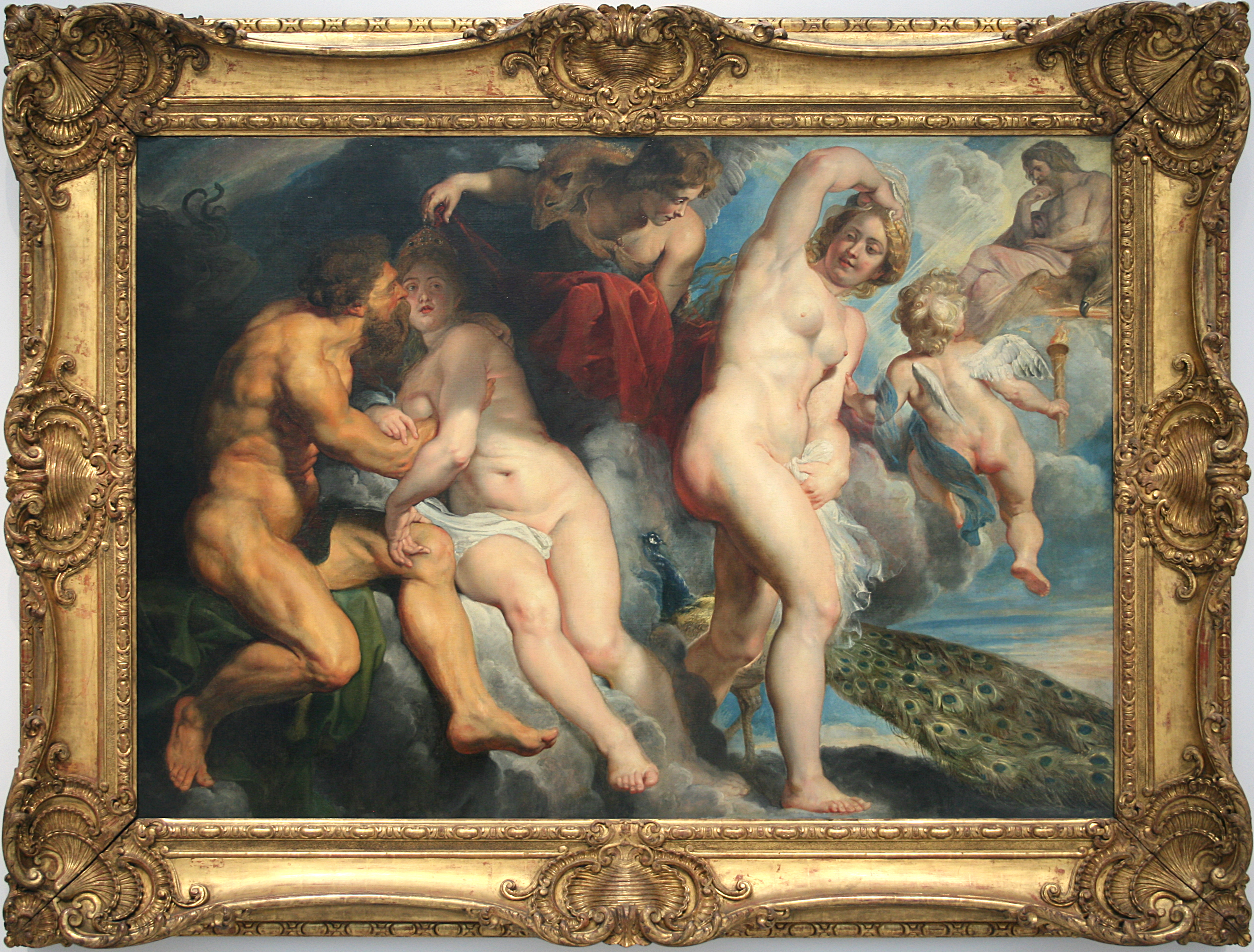
Ixion koning van de Lapiths bedrogen door Juno (1616), Louvre te Lens
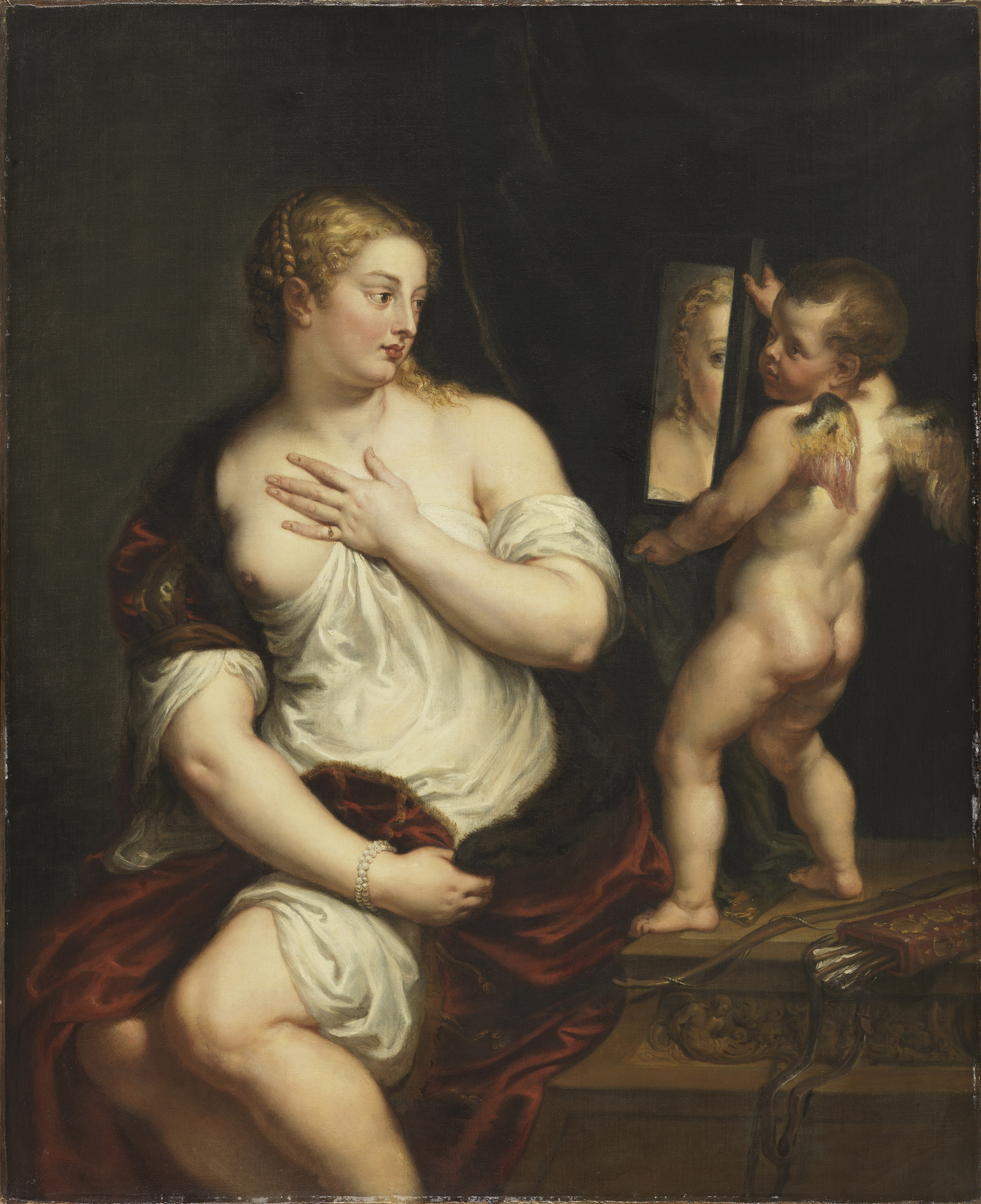
Venus en Cupido met een spiegel (1615), Museo Thyssen-Bornemisza te Madrid
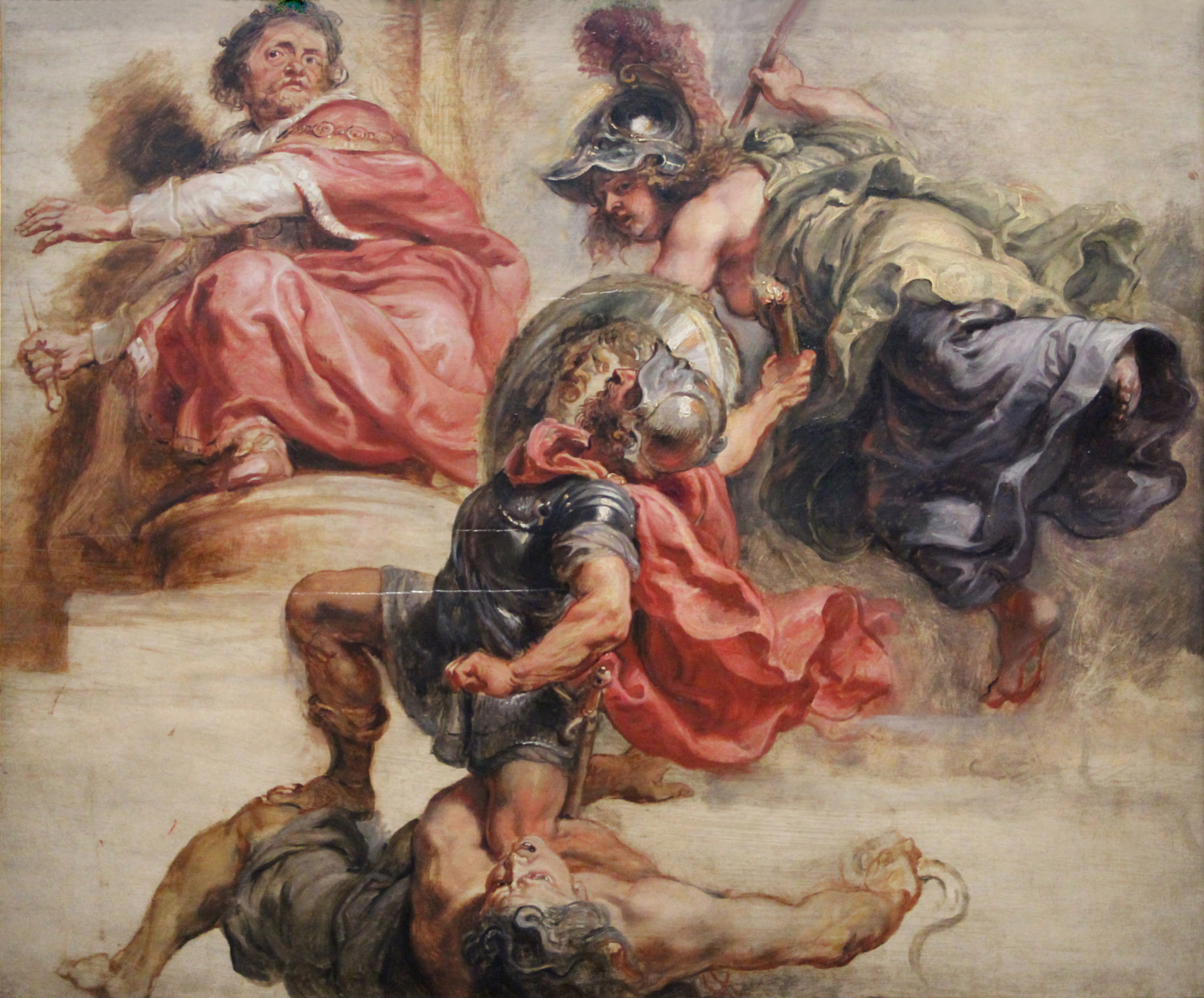
De wijsheid houdt de tweedracht verre van de troon van Jacobus I van Engeland (1632-1633) Koninklijke Musea voor Schone Kunsten van België te Brussel
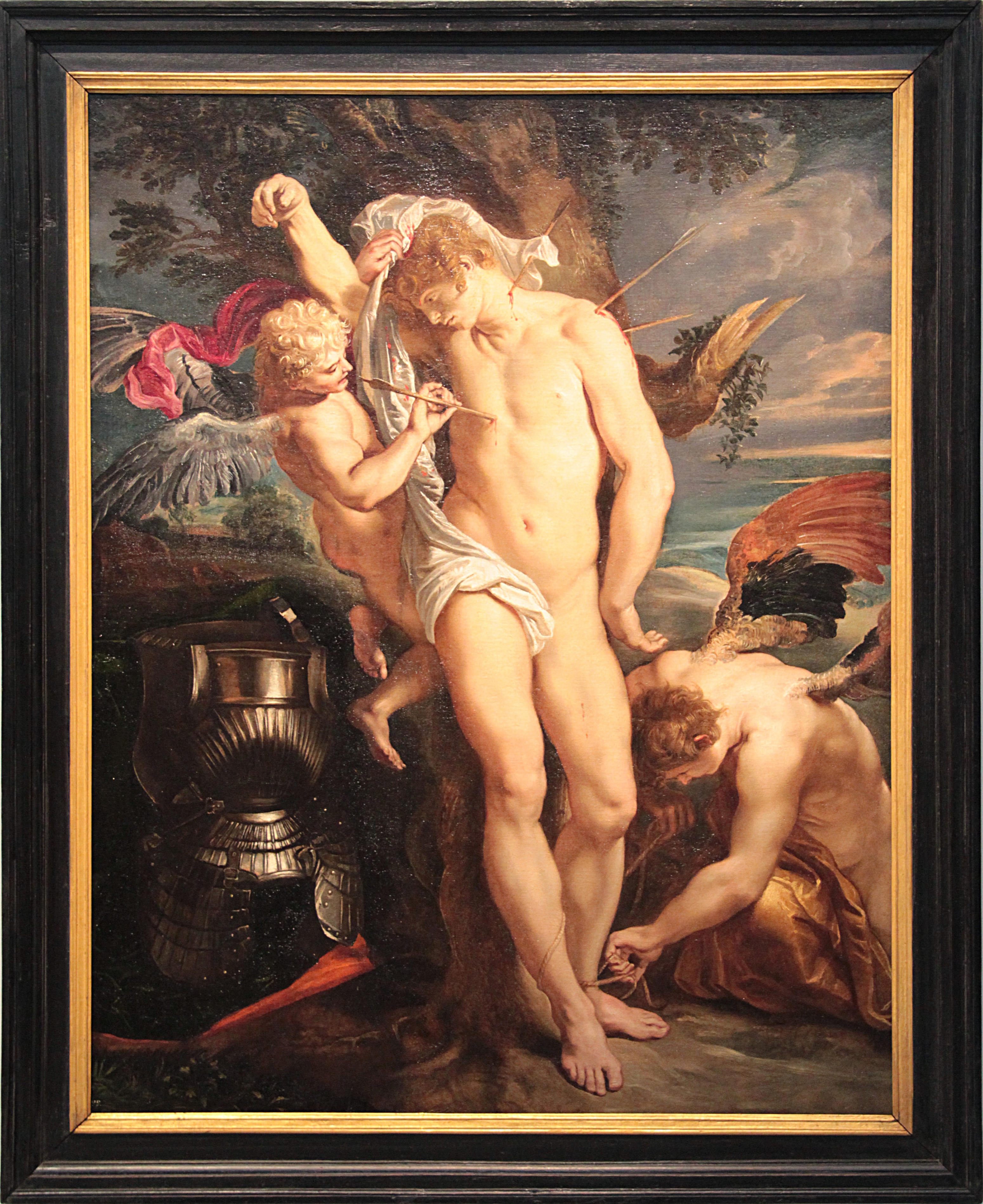
San Sebastián gered door engelen (geschilderd na 1604), Rubenshuis te Antwerpen
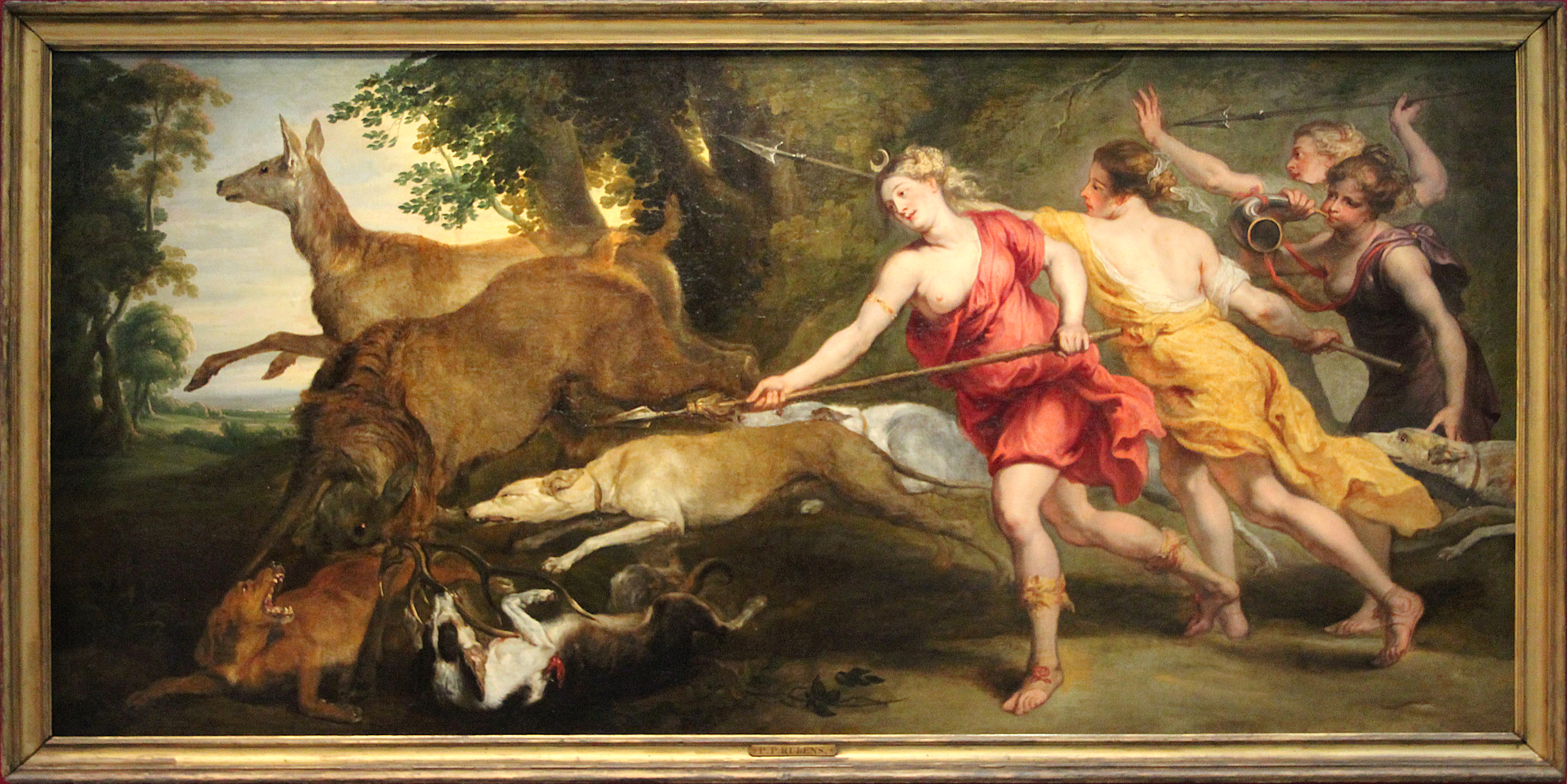
Jagerin Diana en haar Nimfen (1636-1639), werken als onderdeel van een privécollectie van Madrid
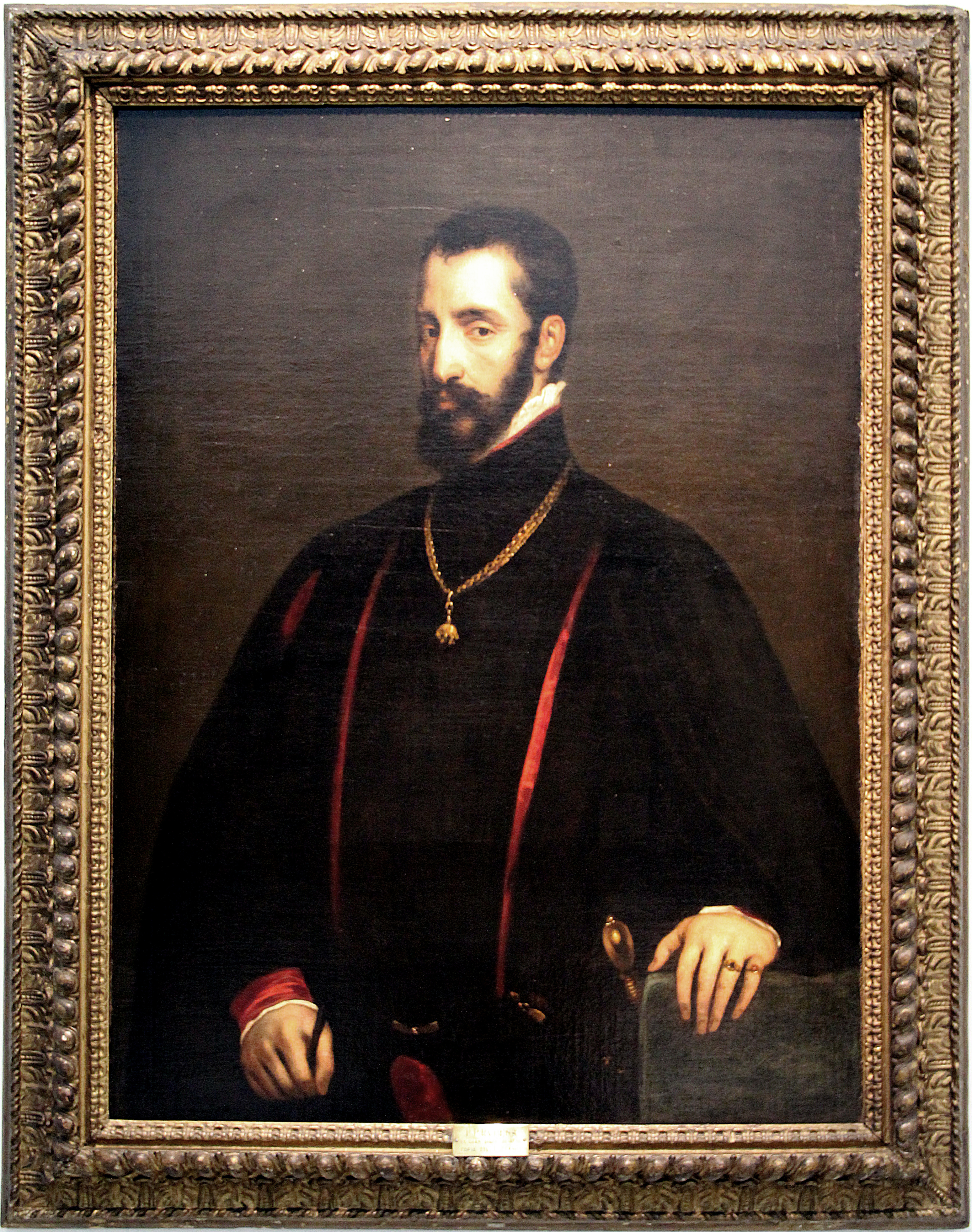
Ferdinand Álvarez de Toledo (gemaakt over 1628), Palacio de Liria (Fundación casa de Alba) te Madrid
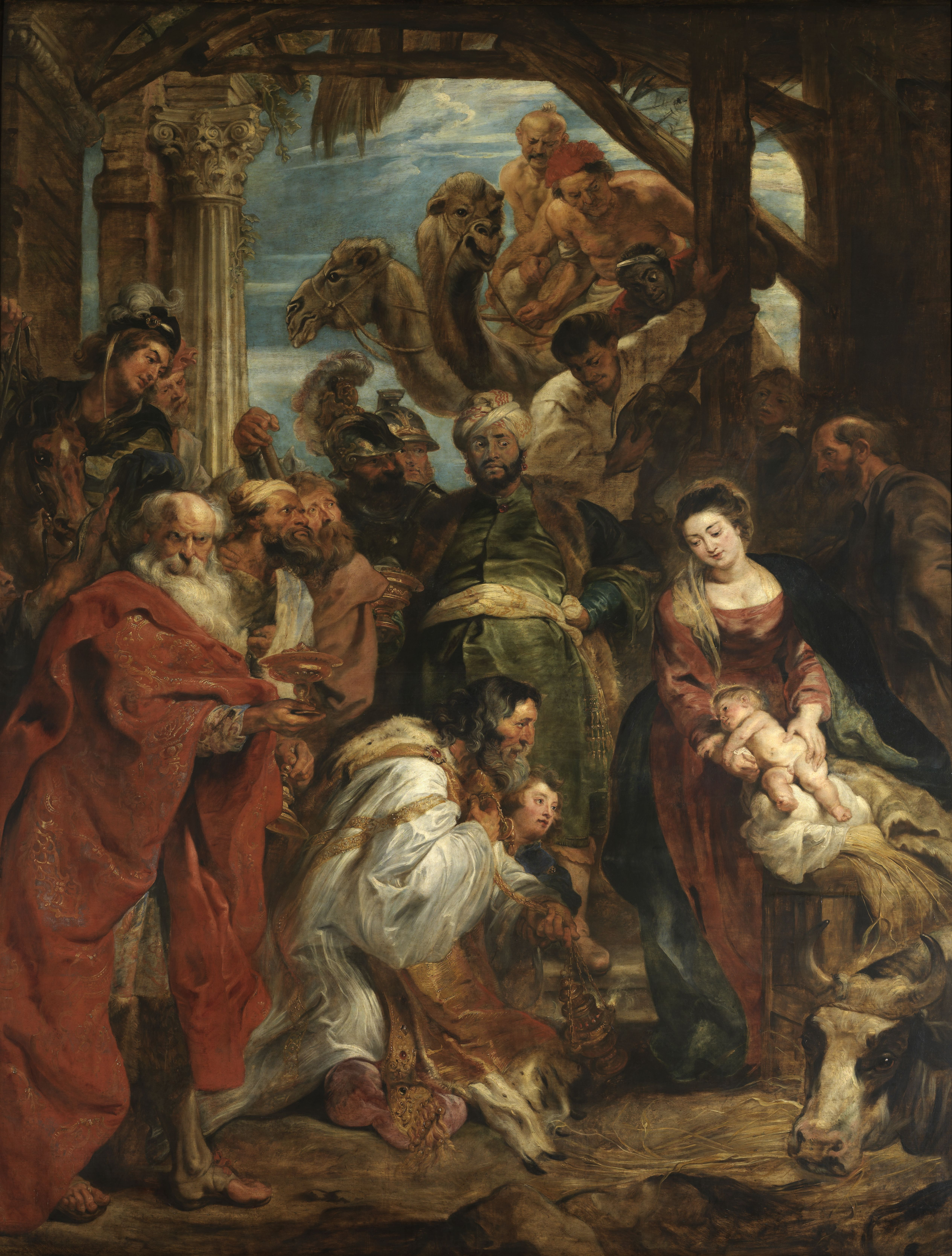
Aanbidding door de koningen, (1624), Koninklijk Museum voor Schone Kunsten Antwerpen
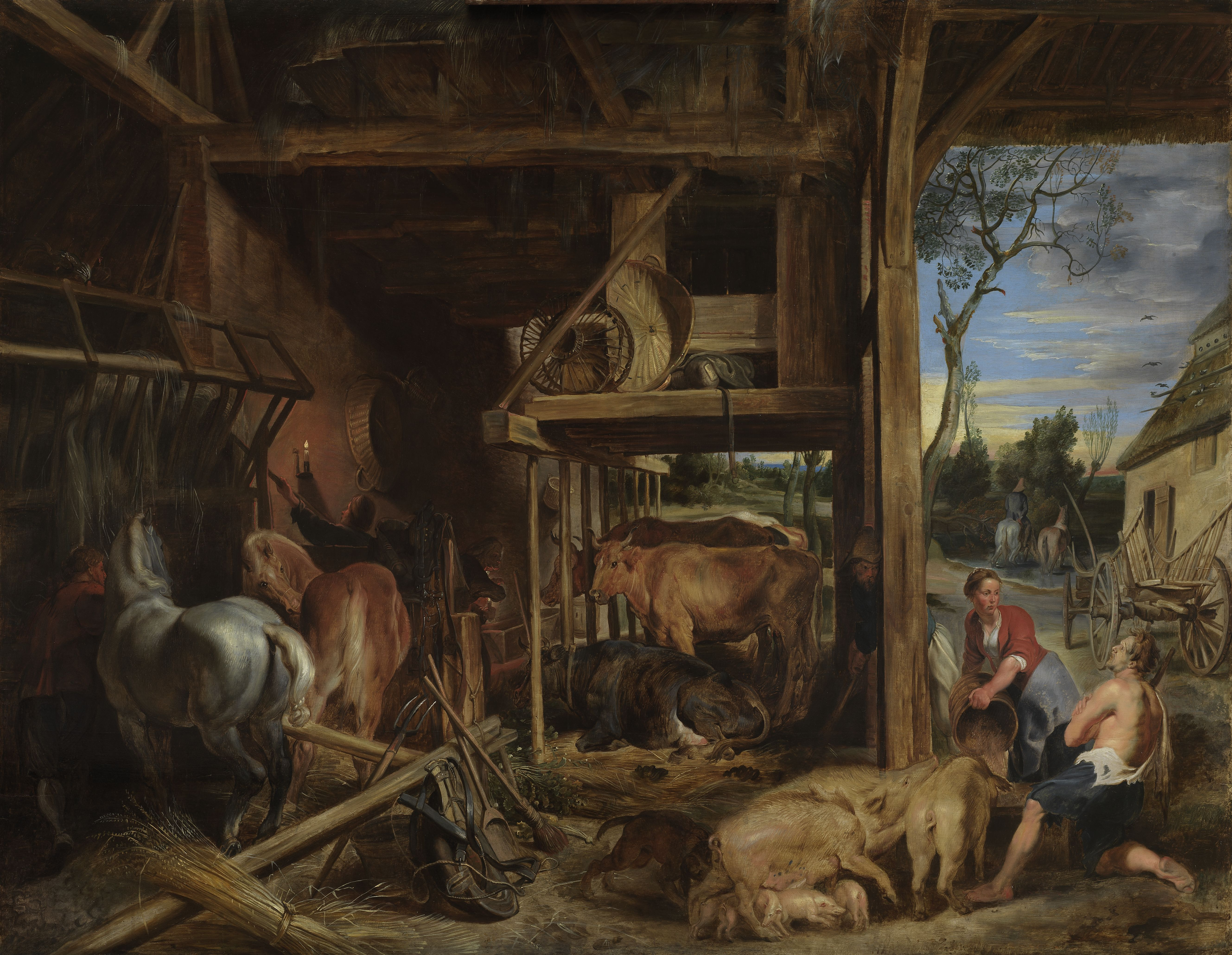
De verloren zoon, (1618), Koninklijk Museum voor Schone Kunsten Antwerpen
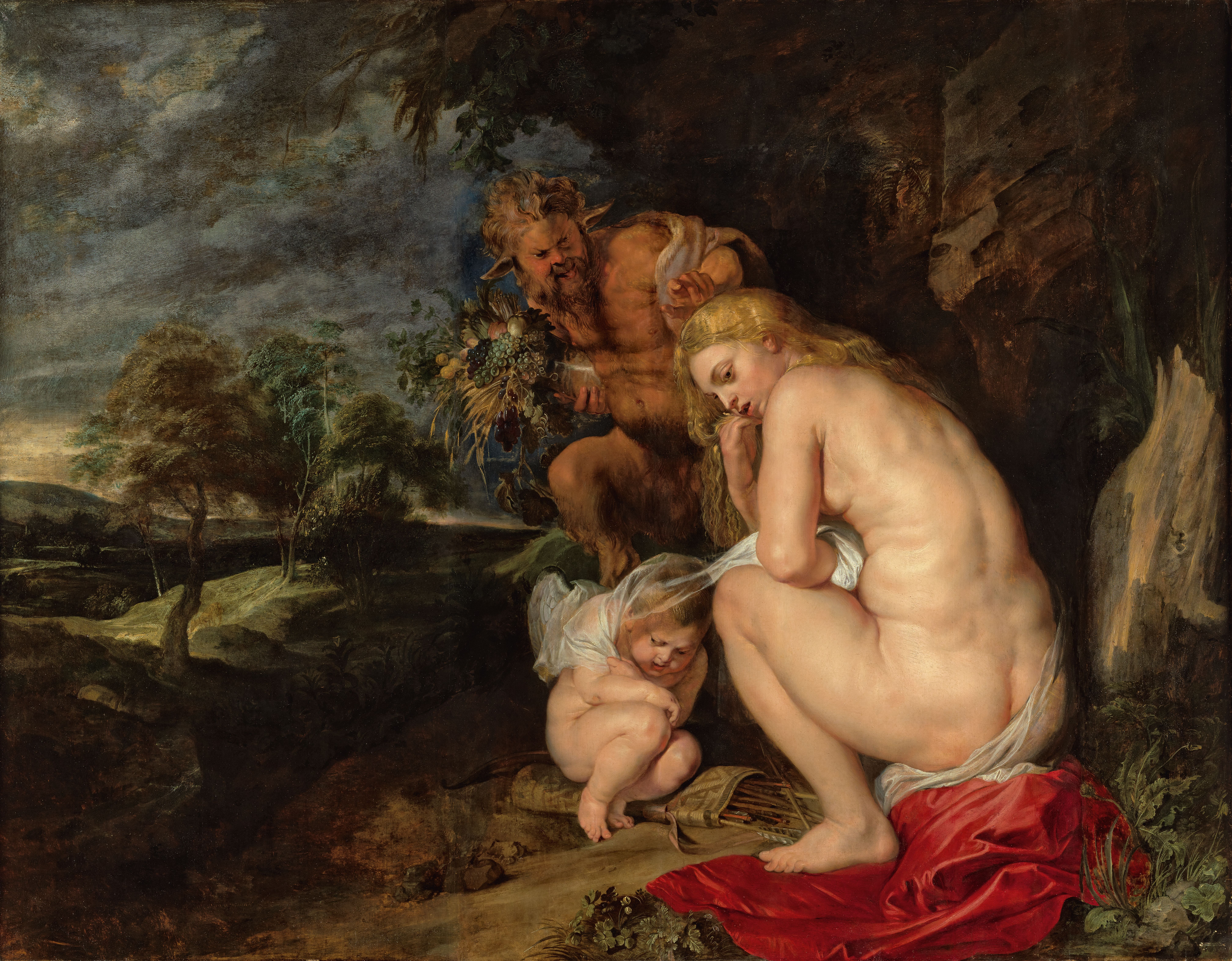
Venus frigida, 1614, Koninklijk Museum voor Schone Kunsten Antwerpen
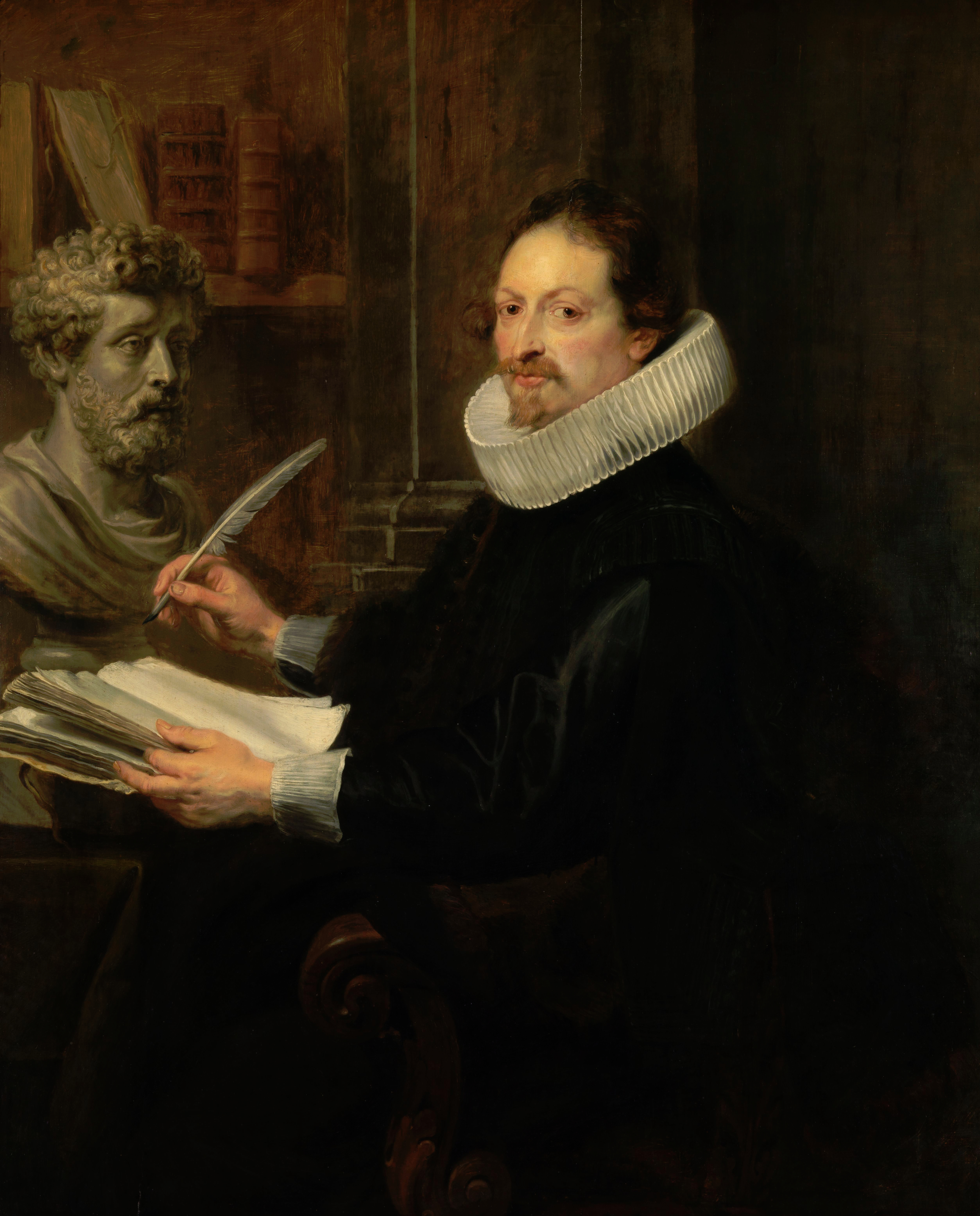
Jan-Gaspard Gevartius, (1628), Koninklijk Museum voor Schone Kunsten Antwerpen
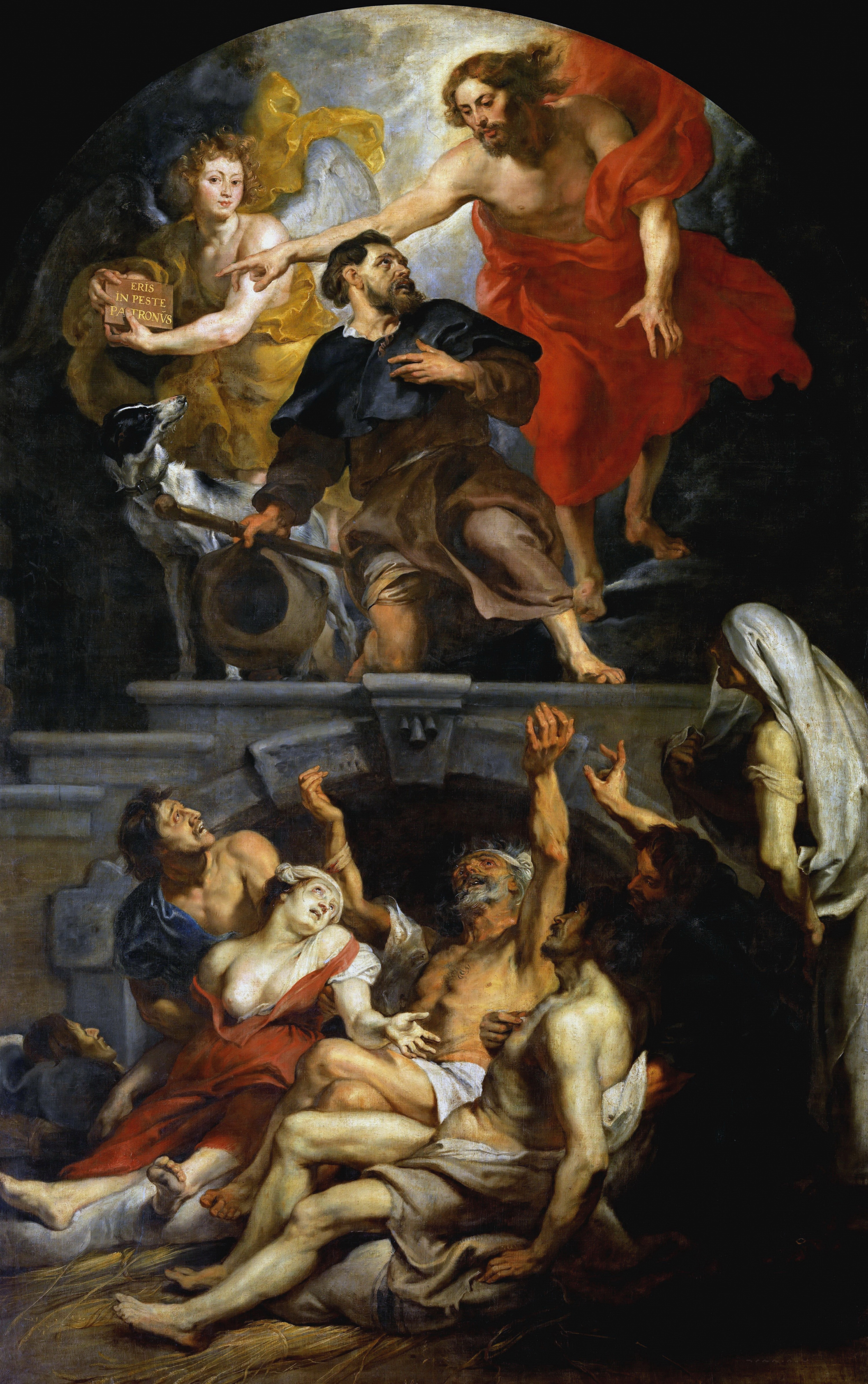
Heilige Rochus door Christus aangesteld tot patroon van de pestlijders ( ca.1626), Sint-Martinuskerk te Aalst